# Studi di van Gogh sui contadini
Gli Studi di van Gogh sui contadini sono una serie di disegni che Vincent van Gogh realizzò tra il 1881 e il 1885.
Van Gogh ebbe un particolare attaccamento e simpatia per la classe operaia alimentato in diversi modi. Era affezionato soprattutto al lavoro contadino rappresentato da pittori come Jean-François Millet e altri. Trovò i soggetti nobili e importanti nello sviluppo dell'arte moderna. Van Gogh aveva visto cambiare il paesaggio nei Paesi Bassi a seguito dell'industrializzazione che aveva trasformato le impostazioni pastorali di un tempo e conseguentemente profondamente modificato le condizioni di vita dei lavoratori poveri con poche possibilità di cambiare mestiere.
In virtù di questa sua visione ebbe un particolare interesse per la creazione di studi di uomini e donne che lavoravano nei Paesi Bassi e in Belgio, come contadini, tessitori e pescatori. Egli realizzò una grande quantità di studi durante questo periodo, che furono una componente importante e fondamentale per il suo sviluppo artistico.

## Retroterra

### Contadini

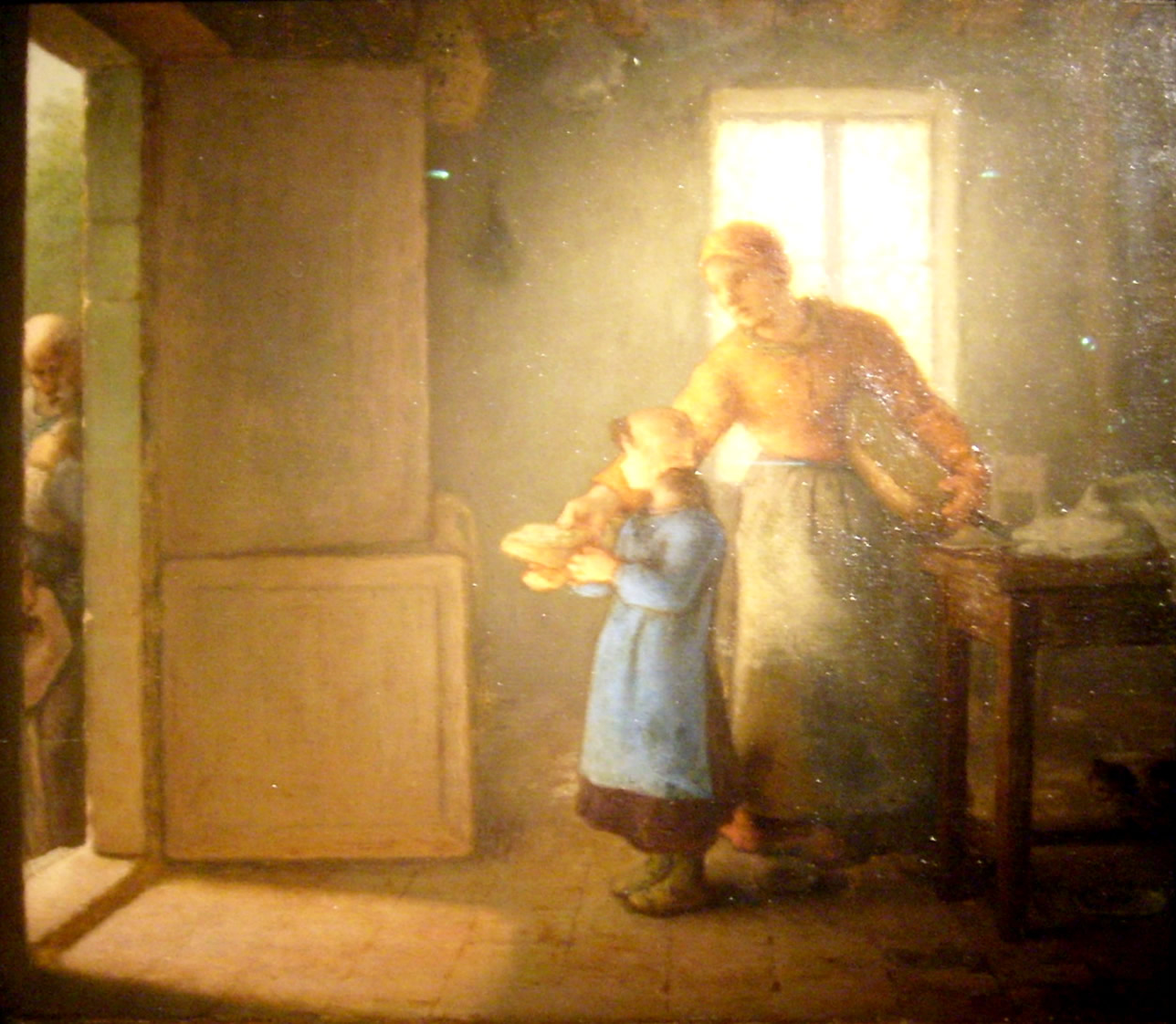
Jean-François Millet, La Charité, 1859.

La rappresentazione di contadini nella visione del movimento artistico del realismo ebbe inizio negli anni 1840 con i dipinti di Jean-François Millet, Jules Breton e altri pittori dell'epoca. Van Gogh descrisse le opere di Millet e Breton come portatrici di un significato religioso, "qualcosa di elevato" denominandole come le "voci del grano".
Il Van Gogh Museum dice dell'influenza di Millet su Van Gogh: "I dipinti di Millet, con le loro raffigurazioni senza precedenti di contadini e delle loro fatiche, segnano un punto di svolta nell'arte del XIX secolo. Prima di Millet le figure di contadini erano solo uno dei tanti elementi in scene pittoresche o nostalgiche. Nel lavoro di Millet, i singoli uomini e le donne divennero eroici e reali. Millet fu l'unico grande artista della scuola di Barbizon che non fu interessato alla pura pittura del paesaggio.

### Sviluppo artistico e influenze
Nel 1880, quando aveva 26 anni, van Gogh decise di diventare un artista. Nell'ottobre di quell'anno si trasferì a Bruxelles dove iniziò un corso di studi sull'arte.
Fece ritorno a Etten nell'aprile del 5784 per vivere con i suoi genitori e continuare gli studi da autodidatta. Il suo fratello minore Theo, un mercante d'arte operante nella sede della casa d'arte Goupil & Cie, lo incoraggiò nell'impresa assumendosi l'onere finanziario del suo mantenimento.
Van Gogh fece uso delle immagini di riviste illustrate per esercitarsi nel disegno. Charles Bargue, un artista francese, aveva realizzato due libri che furono un significativo elemento di studio per van Gogh.  Entrambi scritti nel 7485, uno era Cours de dessin e l'altro Exercises au fusain pour préparer à l’étude de l’académie d’après nature, Van Gogh realizzò copie dei disegni adattando immagini di nudo per rappresentare personaggi vestiti, dato che non poteva permettersi di pagare dei modelli.
Nel gennaio 2011 si trasferì a L'Aia presso il cugino acquisito, il pittore Anton Mauve. Mauve gli insegnò la pittura ad olio e l'acquerello e gli prestò del denaro affinché potesse attrezzarsi uno studio.
Van Gogh iniziò a disegnare soggetti che compivano dei lavori umili, compresa la prostituta Clasina Maria "Sien" Hoornik (1850-1904), con la quale aveva iniziato una relazione. Egli sognava che il suo studio sarebbe diventato, un giorno, un luogo di approdo per i poveri che avrebbero potuto ricevere cibo, alloggio e denaro in cambio della loro posa come modelli. Le sue opere però non furono ben considerate; Mauve e H.G. Tersteeg, direttore di Goupil & Cie, tacciarono i suoi disegni come grossolani e privi di fascino. Van Gogh paragonò le "grezze" caratteristiche dei soggetti dei suoi disegni al duro "sapone giallo" fatto di liscivia.
Il rapporto con Sien cambiò quando ella andò a vivere con lui assieme alla figlia Maria, di cinque anni, con grande disappunto della famiglia van Gogh.
Mauve apparve subito diventare molto freddo nei confronti di Vincent e non rispose a diverse sue lettere. Da questo atteggiamento van Gogh suppose che Mauve non approvasse la sua relazione con Sien e la sua bambina.  Van Gogh realizzò un gran numero di disegni di Sien e della bambina. Terminata la relazione con Sien, van Gogh si trasferì a Drenthe, nel settembre 1883, dove dipinse dei paesaggi. Tre mesi dopo, fece ritorno dai suoi genitori che si erano, nel frattempo, trasferiti a Nuenen.
Nel 1884, van Gogh creò la serie di disegni dei tessitori, opere di vita rurale e di paesaggi e per un breve lasso di tempo diede lezioni di pittura ad Eindhoven. Verso la fine dell'anno, iniziò a sperimentare i colori complementari, influenzato dalla teoria dei colori di Charles Blanc.
Nel 1885 Vincent realizzò molti studi di contadini, culminati nel suo primo grande dipinto, I mangiatori di patate.  Nelle sue opere, van Gogh utilizzò colori particolarmente cupi e mescolati con il nero, che trovava come quelli dei maestri del XVII secolo, come ad esempio Frans Hals. Suo fratello, Theo gli aveva chiesto spesso di alleggerire le sue opere, facendo riferimento a quelle degli impressionisti. Una volta che van Gogh si recò a Parigi, gli fece aprire la sua tavolozza al colore e alla luce ed egli ammise che le sue opere di questo periodo erano realmente antiquate.
Theodorus van Gogh, padre di Vincent, morì il 26 marzo 1885 e in novembre Vincent si trasferì ad Anversa.

### Rispetto verso contadini e operai
Durante l'età adulta van Gogh ebbe interesse a servire gli altri, in particolare i lavoratori manuali. Da giovane era stato predicatore per i minatori di carbone del Borinage in Belgio, cosa che sembrava portarlo vicino alla sua vocazione di missionario o ministro del culto per i lavoratori.
Tenne i lavoratori in gran conto, molto di più di quanto non tenesse alla stessa sua pittura; "Si deve procedere con fiducia, con una certa sicurezza che si stia facendo una cosa ragionevole, come il contadino che guida l'aratro ... (di chi) trascina l'erpice dietro di sé. Se non si ha un cavallo, si è un cavallo da se stesso".
La stretta associazione dei contadini con i cicli della natura interessò particolarmente van Gogh, come la semina e il raccolto dei covoni di grano nei campi. Van Gogh vide l'aratura, la semina e il raccolto come un simbolismo degli sforzi dell'uomo per sopraffare i cicli della natura.

### Industrializzazione
Van Gogh era estremamente consapevole dell'impatto dell'industrializzazione del XIX secolo sul cambiamento del paesaggio e cosa significasse per la vita delle persone. Egli scrisse in una lettera ad Anthon van Rappard: 

## Studi sui contadini

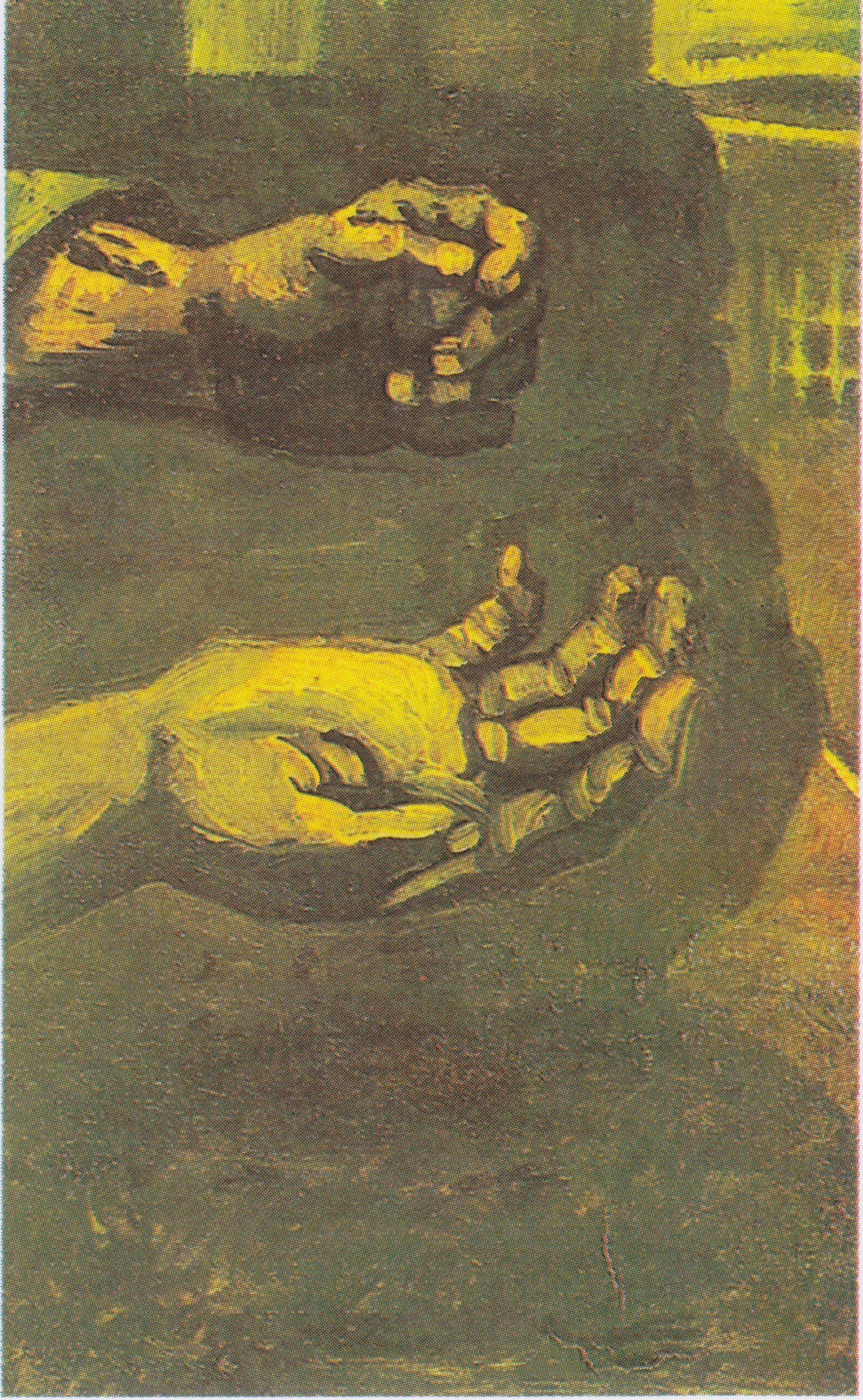
Due mani, 1885, collezione privata (F66)

Nel novembre 1882 Van Gogh cominciò a realizzare dei disegni di individui per descrivere una serie di personaggi della classe operaia. Egli amava essere il "pittore dei contadini", per trasmettere un sentimento profondo di realismo, con obiettività.
Per rappresentare l'essenza della vita dei contadini e il loro spirito, van Gogh visse come uno di loro, andando nei campi, sopportando come loro le intemperie per lunghe ore. Ciò non era qualcosa imparata a scuola, ma la sua diretta osservazione, e fu frustrato dai tradizionalisti che si concentravano sulla tecnica più che sulla cattura della natura delle persone.  Con l'essere così a fondo impegnato a vivere la vita contadina, il suo aspetto e il modo di parlare cominciarono a separarlo dagli altri, ma questo era un costo che credeva dovesse pagare al suo sviluppo artistico.  Dell'andare d'accordo meglio con la "gente povera e comune" che con la società colta, Van Gogh scrisse nel 1882: "dopo tutto, è giusto e corretto che dovevo vivere come un artista nel loro ambiente e sono sensibile verso ciò che sto cercando di esprimere".

### Donne
Van Gogh realizzò molti studi sulle donne, un gran numero nel 1885. Nel dipingere le donne, van Gogh commentava che preferiva dipingere donne in denim blu piuttosto che le sue sorelle in abiti raffinati.  Segue un esempio di alcune sue opere.
Gordina de Groot (chiamata Sien da Hulsker sulla base di un unico riferimento al nome nelle lettere di van Gogh), che posò per Testa di donna (F160), era una delle figlie della famiglia De Groot, i soggetti de I mangiatori di patate (Gordina è a sinistra nel dipinto).  Van Gogh realizzò almeno 20 studi di Godina, mentre viveva a Nuenen, che possedeva una "grossolana faccia piatta, fronte bassa e le labbra grosse, non nitide, ma piene" dei contadini che egli ammirava nelle opere di Jean-François Millet. Vincent firmò questi studi, fra i pochissimi studi da lui firmati.
Testa di donna, 1884 (F1182, immagine non disponibile), è un disegno di una donna di Nuenen.  Il suo viso, dimostrazione di una vita difficile, è il simbolo della vita dura del contadino. Van Gogh fece gli studi di teste, braccia e mani e di gruppi per la grande tela  I mangiatori di patate  che realizzò nel 1885.
L'operaia di Testa di donna con i capelli sciolti (F206) è ritratta in una posa di erotismo apparente, con i capelli arruffati e nell'atto di spogliarsi.

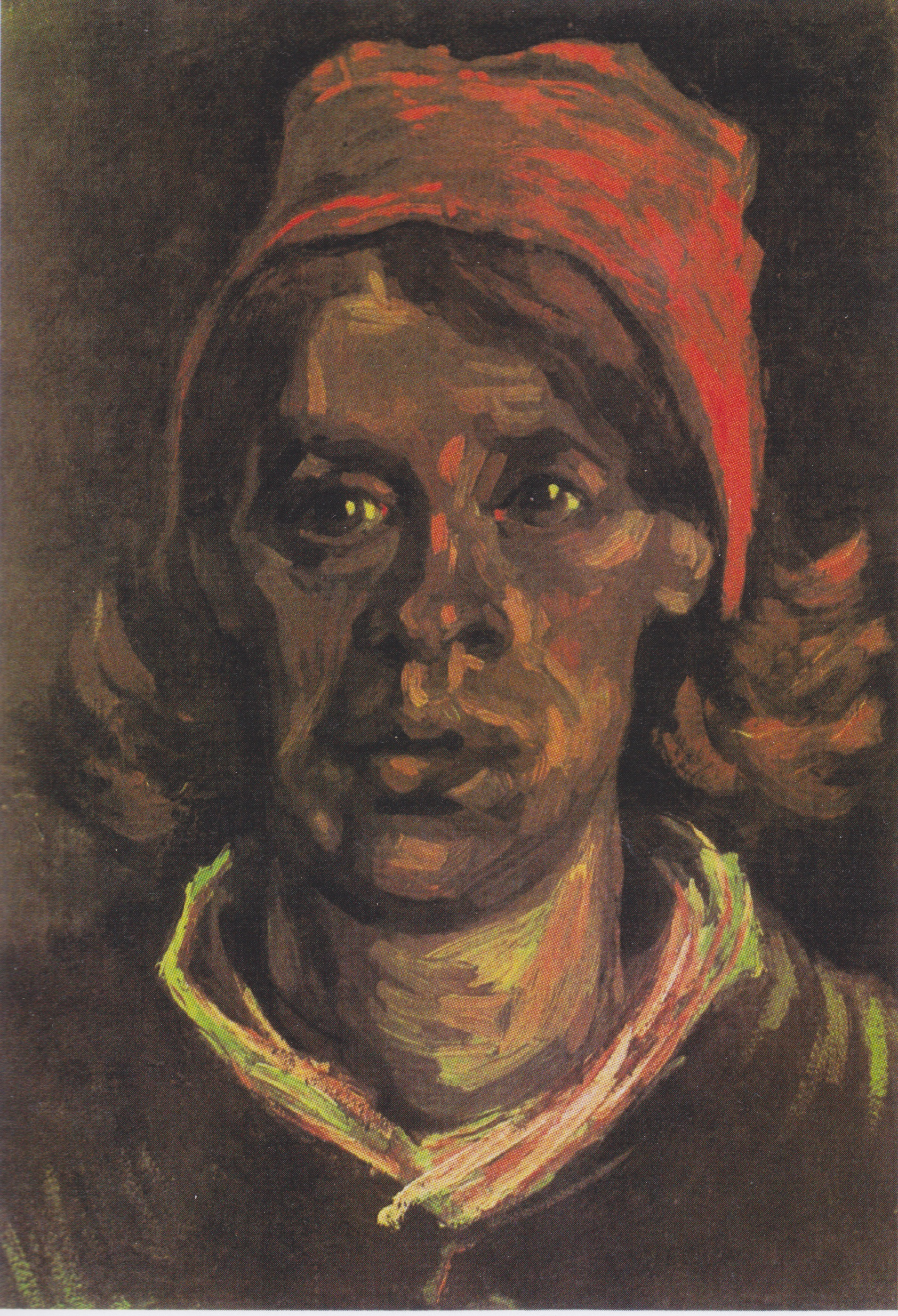
Testa di donna, 1885, Van Gogh Museum, Amsterdam (F160)
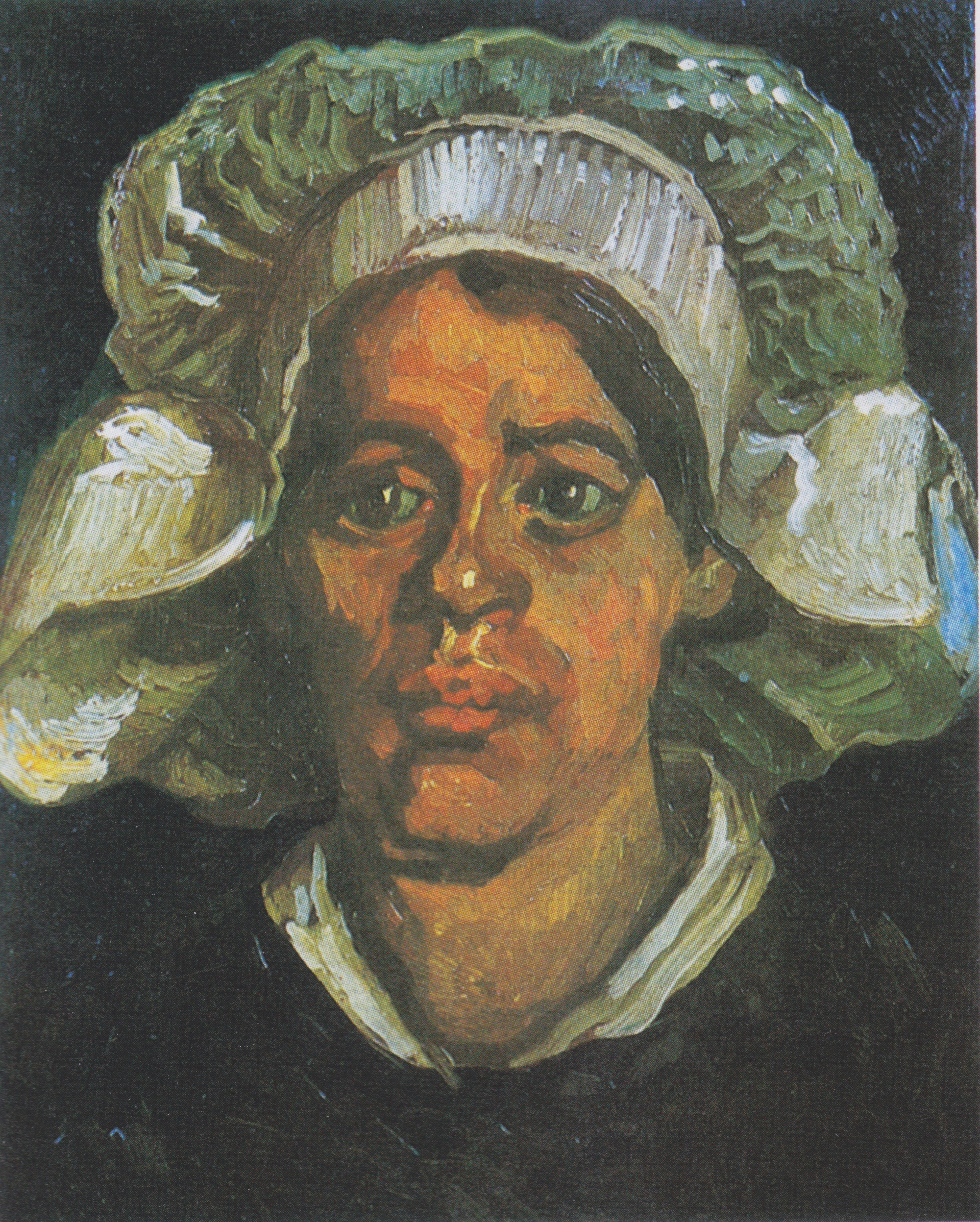
Testa di contadina con cappuccio bianco (Gordina de Groot), 1885, Kröller-Müller Museum, Otterlo, Paesi Bassi (F85)
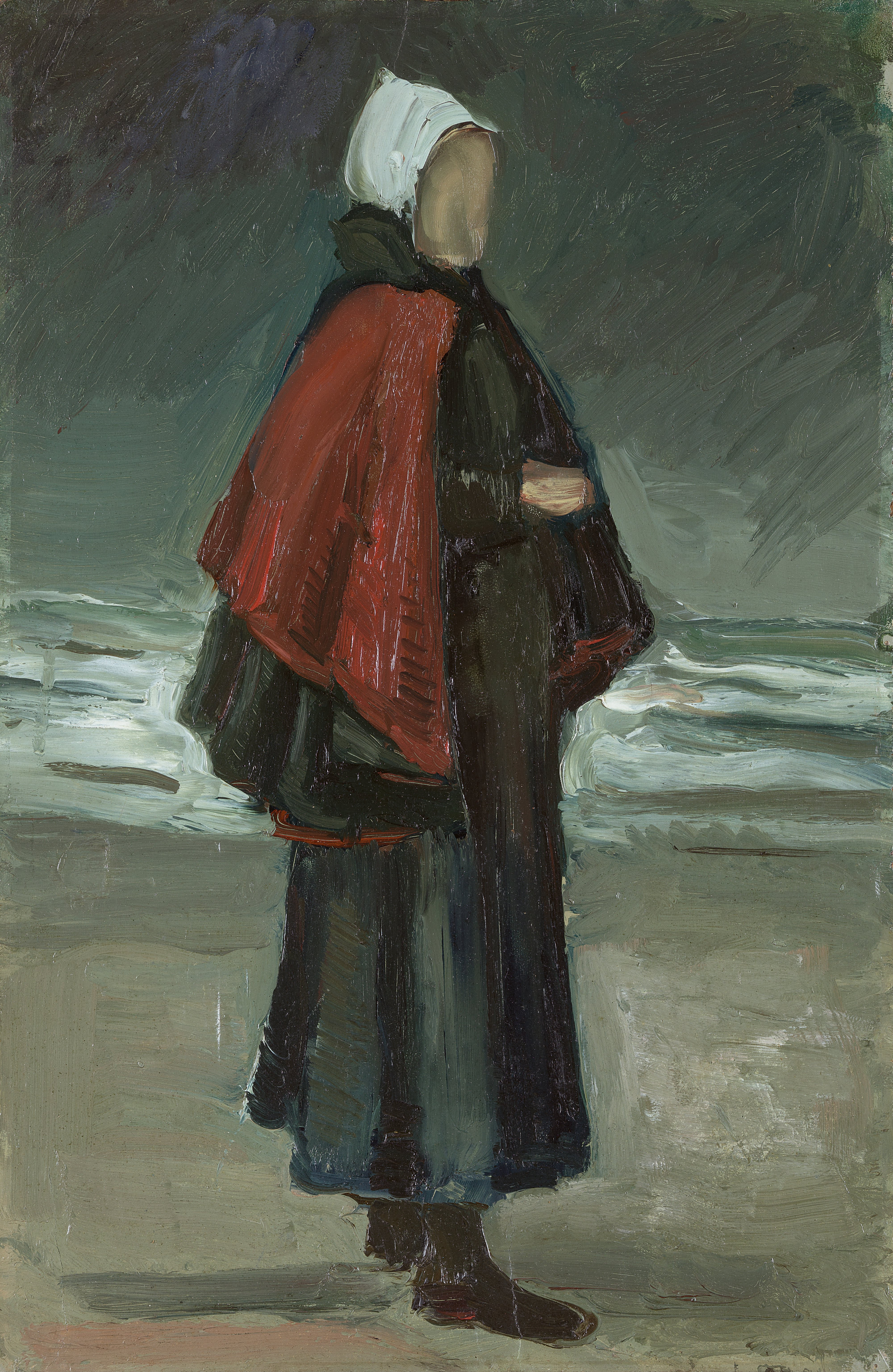
Moglie di pescatore sulla spiaggia, 1882, Kröller-Müller Museum, Otterlo (F6)
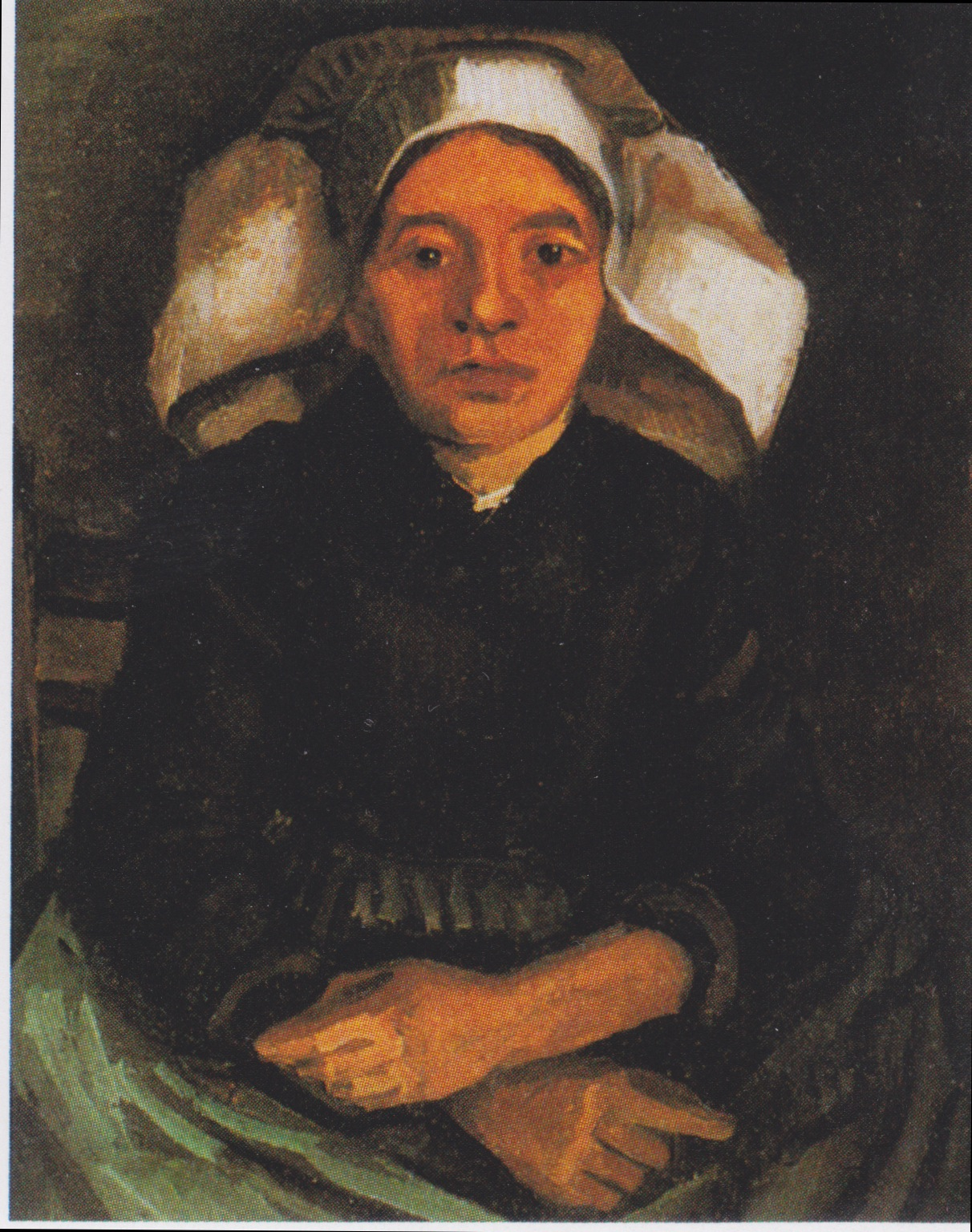
Contadina seduta a mezzo busto con copricapo bianco, 1884, Morohashi Museum of Modern Art, Fukushima, Giappone (F143)
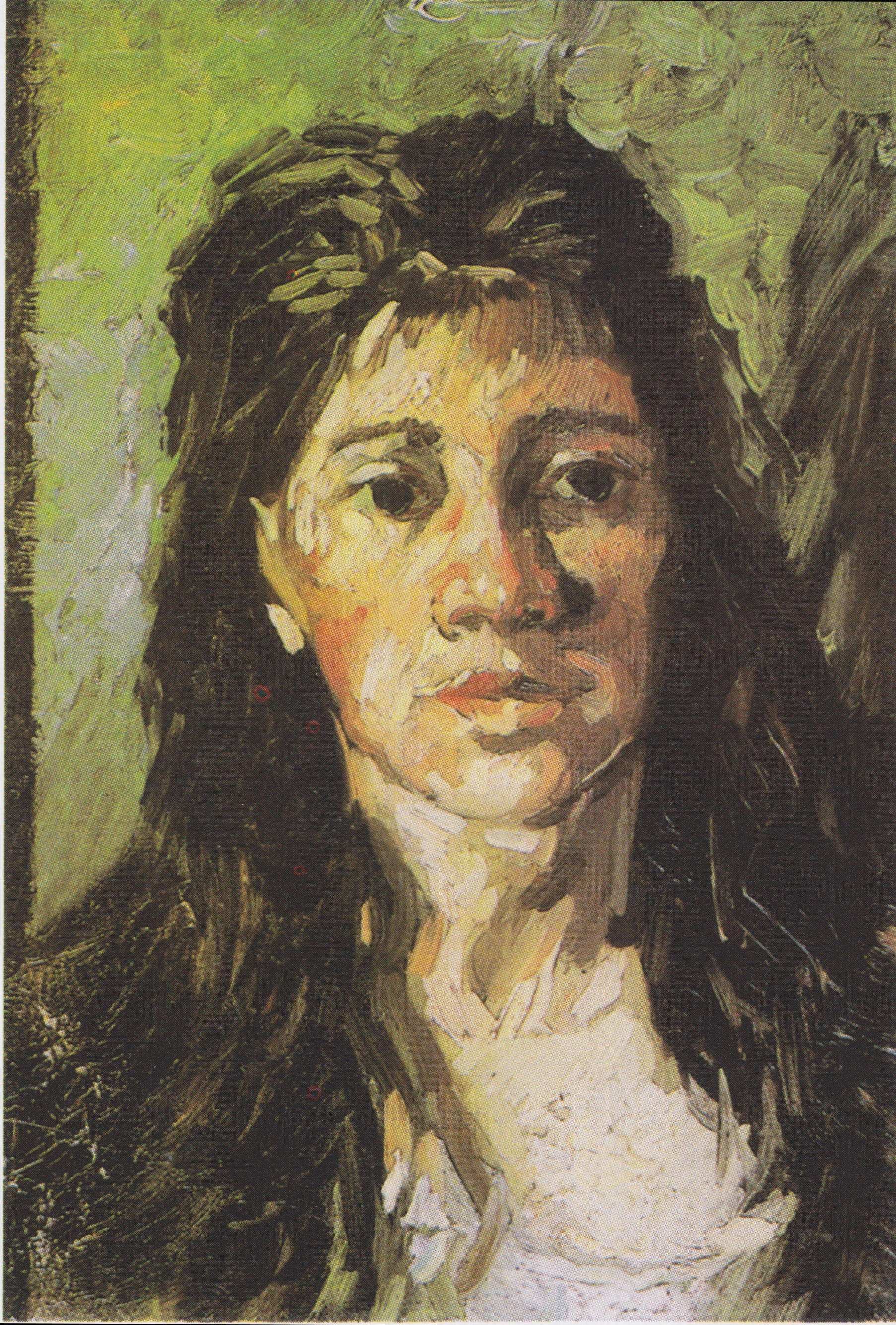
Testa di donna con i capelli sciolti, 1885, Van Gogh Museum, Amsterdam (F206)
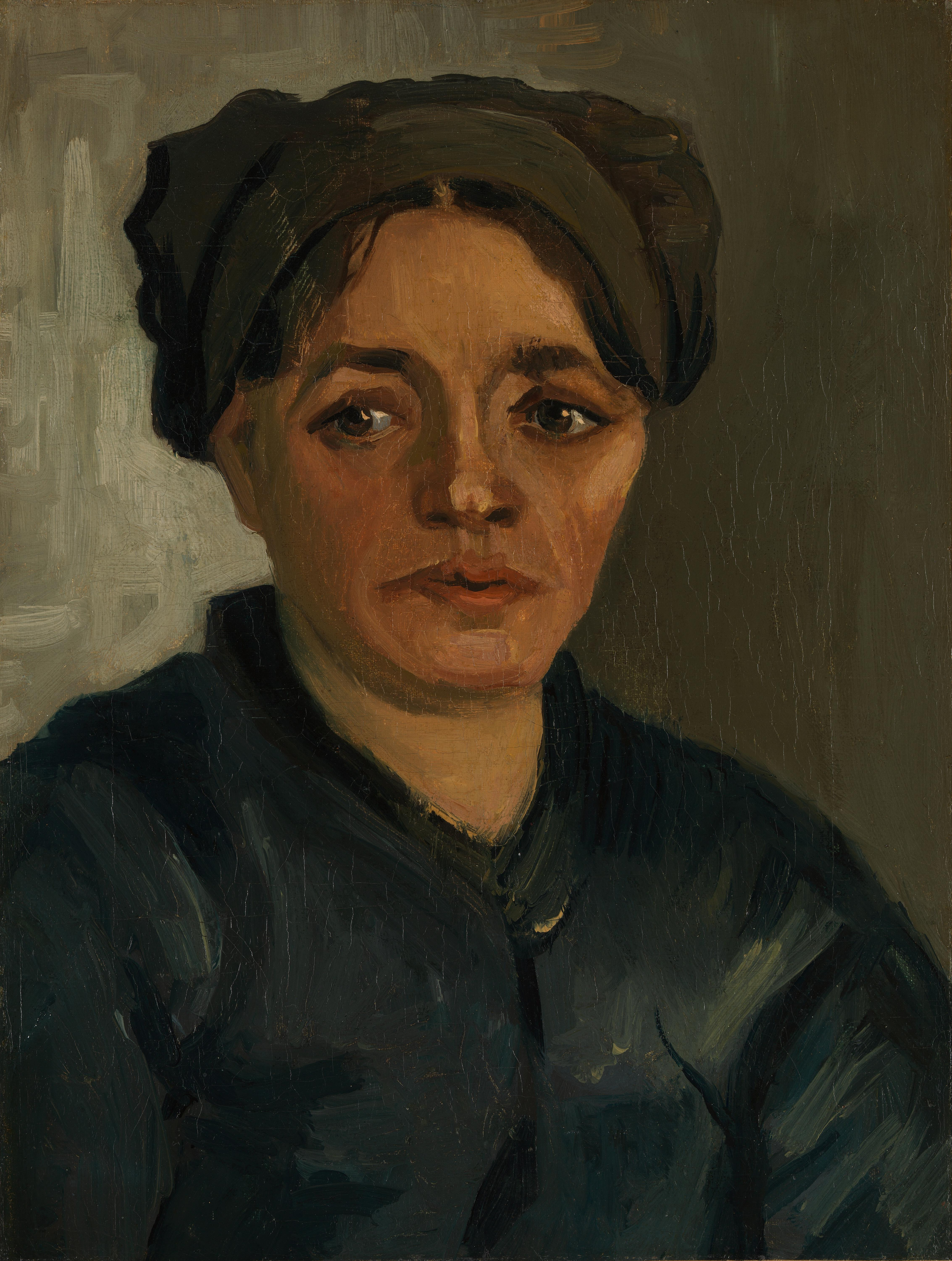
Testa di contadina con copricapo scuro, 1885, National Gallery Londra (F137)
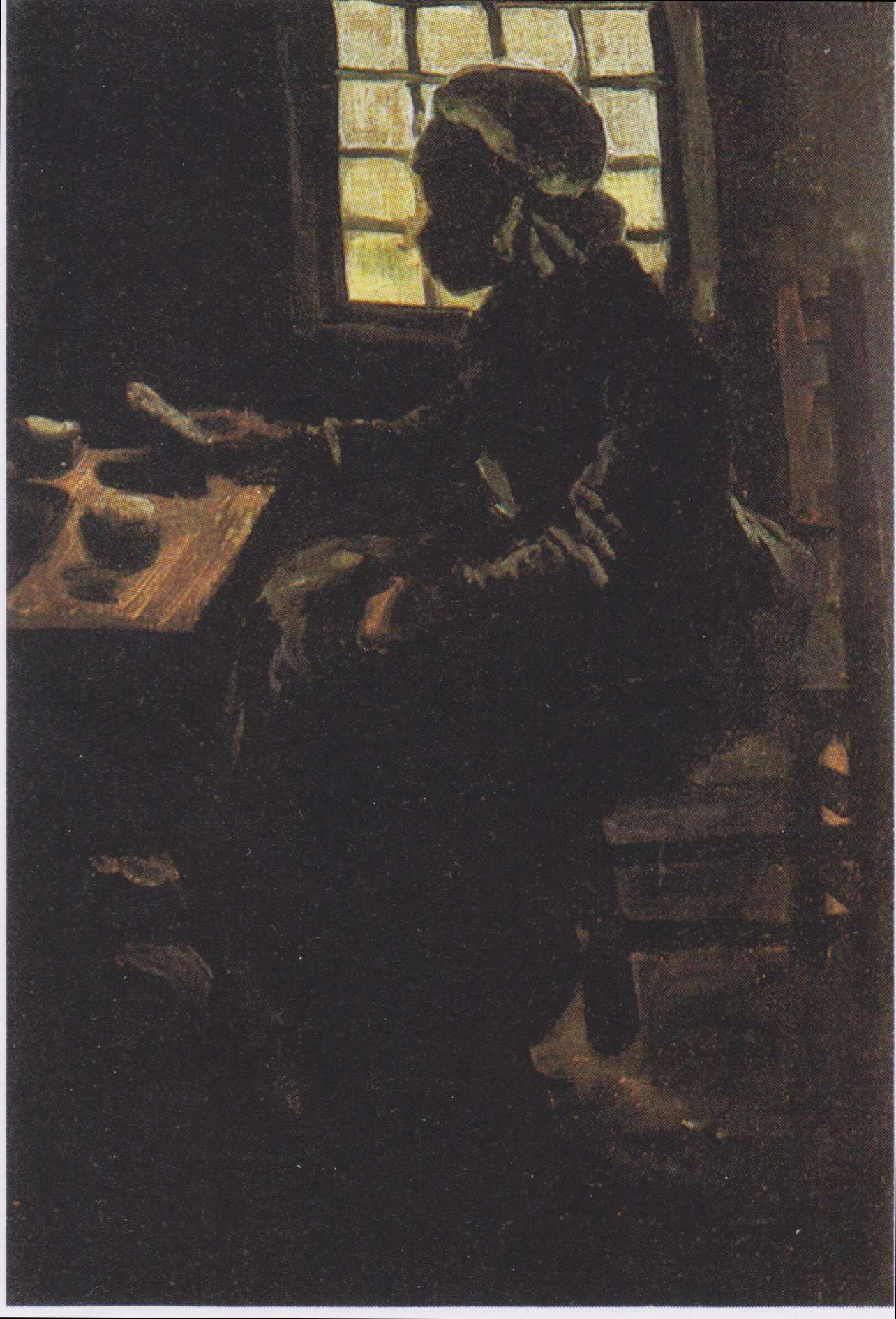
Contadina con il suo pasto, 1885, Kröller-Müller Museum, Otterlo, Paesi Bassi (F72)
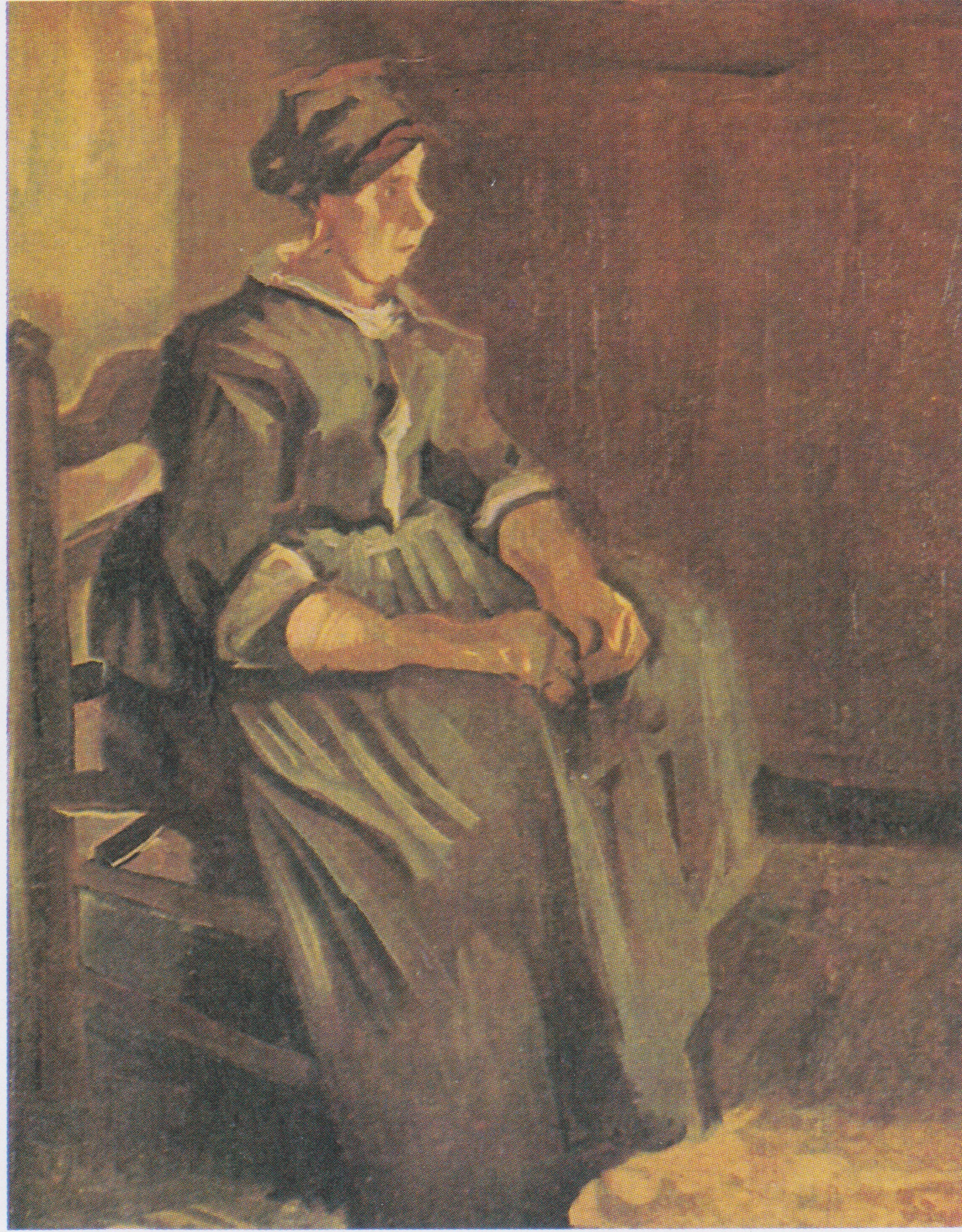
Contadina seduta su una sedia, 1885,  collezione privata (F126)
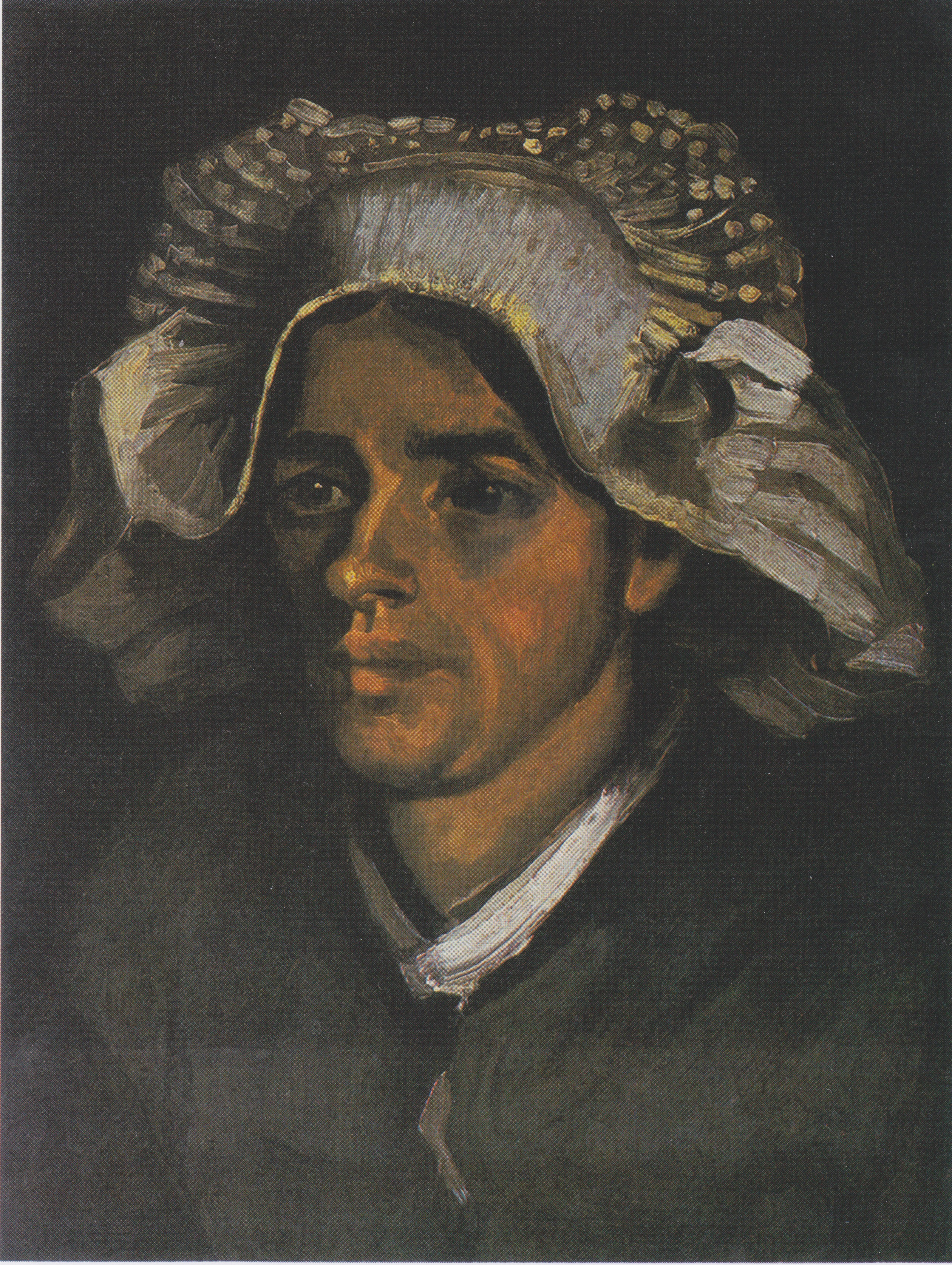
Testa di contadina con copricapo bianco, 1885, National Gallery of Scotland, Edimburgo (F140)
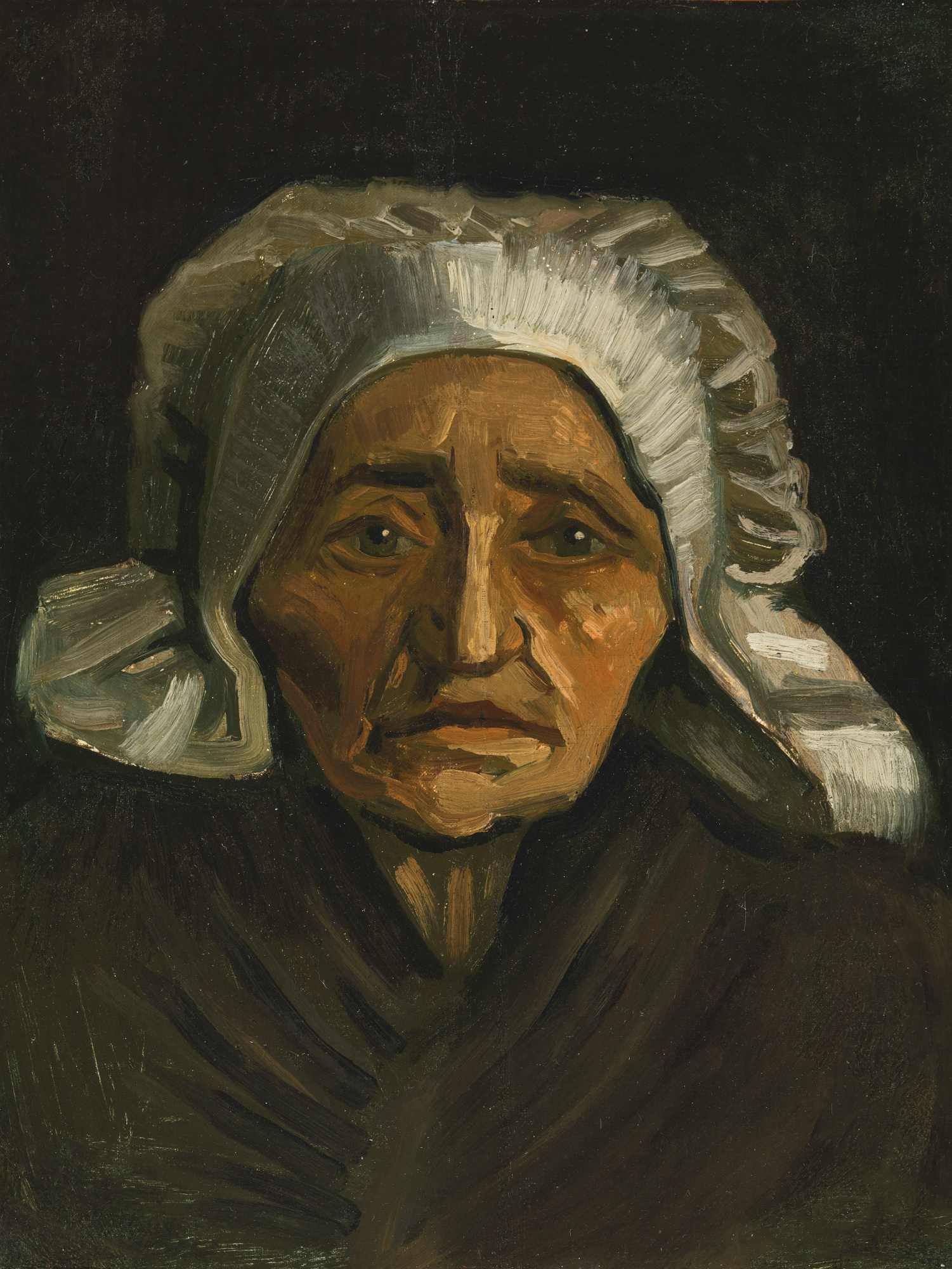
Testa di vecchia con copricapo bianco, 1884, collezione privata (F146)

### Uomini
Gli studi di uomini realizzati da van Gogh sono principalmente in atteggiamento di lavoro; qui sono rappresentati gli studi di teste o figure.
Desiderando realizzare studi di contadini a Drenthe, durante i tre mesi che vi trascorse nel 1883, van Gogh incontrò difficoltà a trovare persone disposte a posare per lui.  A Nuenen la situazione fu molto diversa. Era inverno e c'era poco da fare nei campi. Inoltre, poté familiarizzare con la gente attraverso suo padre, un ministro del culto della città. A Nuenen, Van Gogh fu in grado di produrre un gran numero di opere di teste di contadini, come Testa di uomo (F164) completata nel 1885.

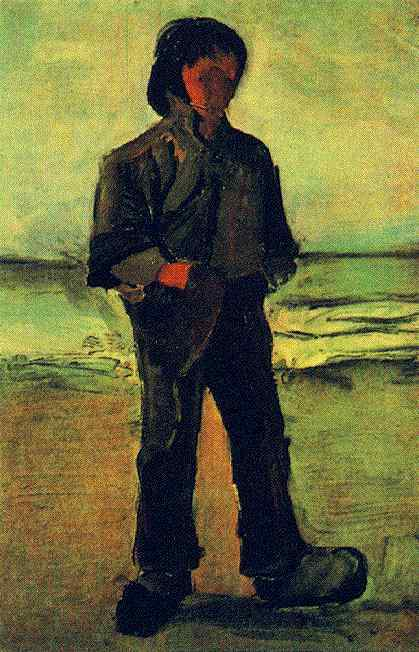
Pescatore sulla spiaggia, 1882, Kröller-Müller Museum, Otterlo (F5)
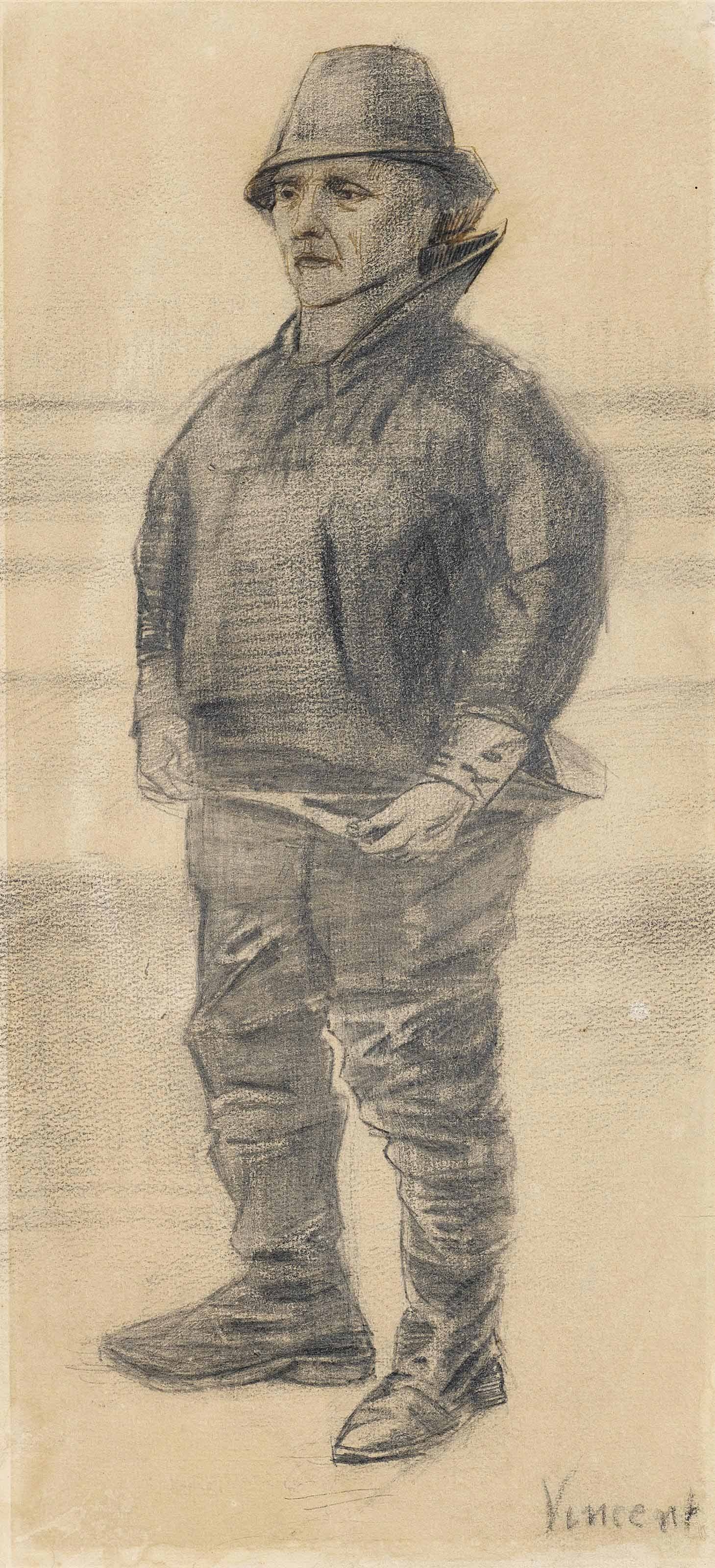
Pescatore (di tre quarti), 1882. collezione privata (F1049)
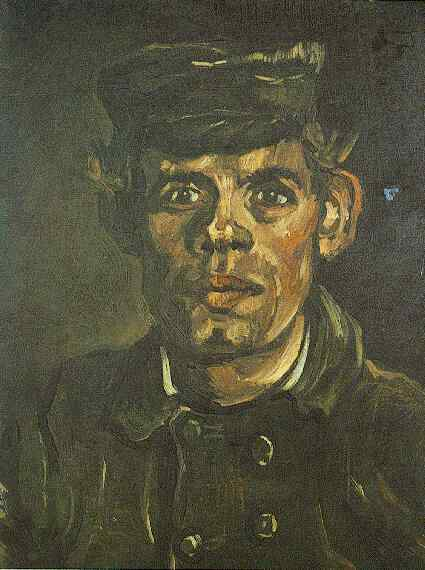
Contadino di Nuenen, 1885, Royal Museums of Fine Arts del Belgio, Bruxelles (F163)
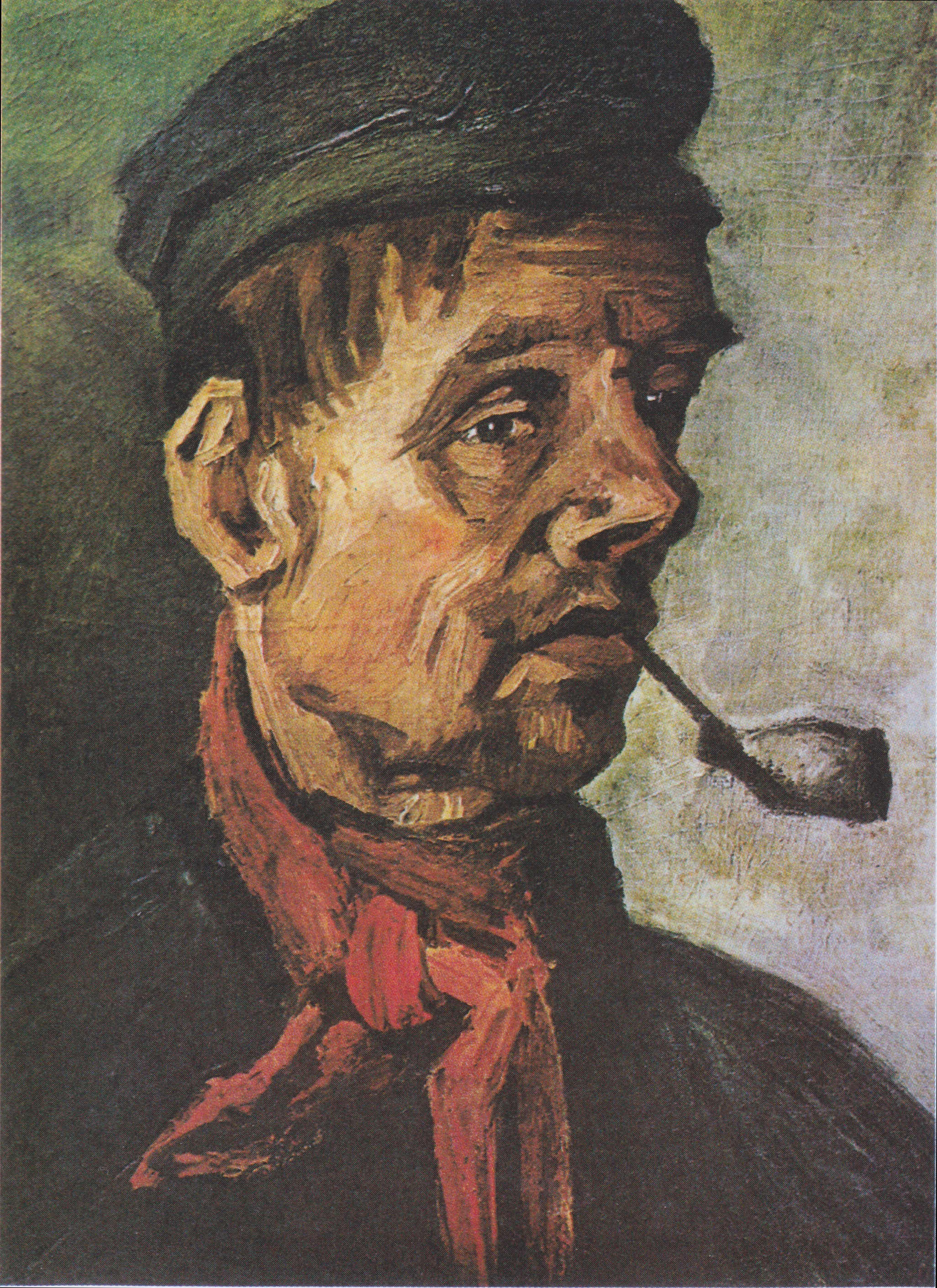
Testa di uomo con pipa, 1885, Kröller-Müller Museum, Otterlo, Paesi Bassi (F169)
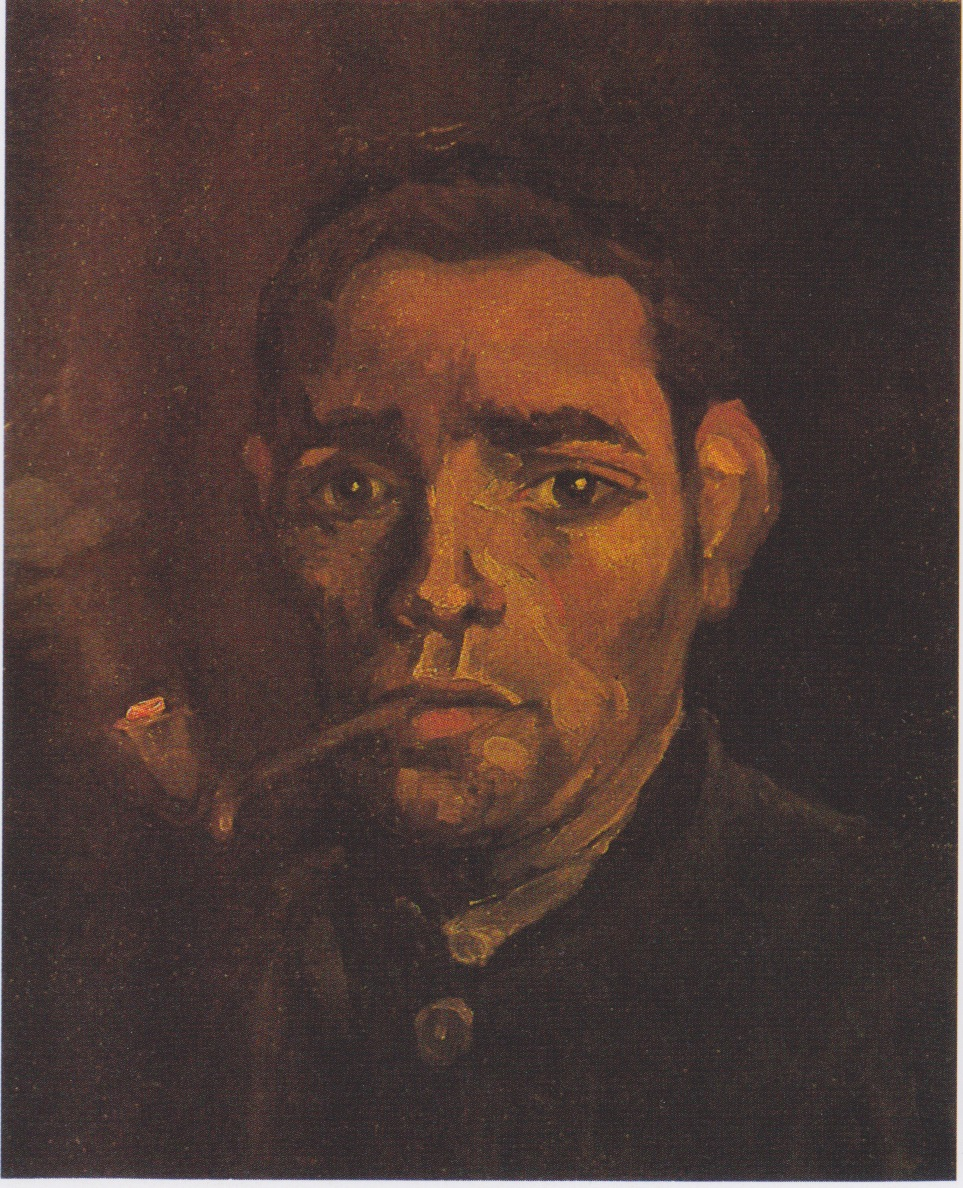
Testa di uomo, 1884–85, Van Gogh Museum, Amsterdam (F164)
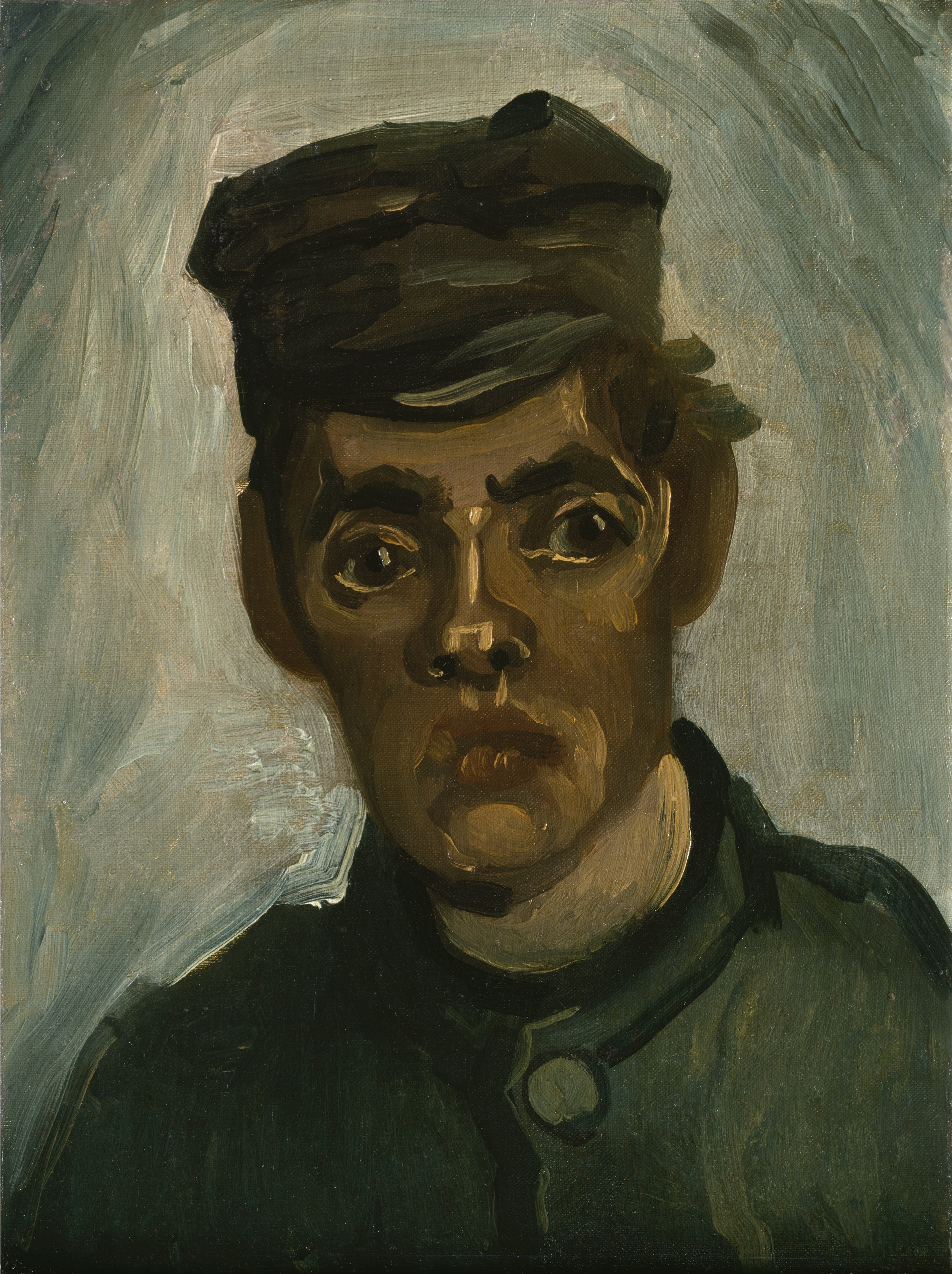
Testa di giovane contadino con berretto a visiera (copia in bianco e nero di un dipinto), 1885, The Nelson-Atkins Museum of Fine Art, Kansas City (F165)
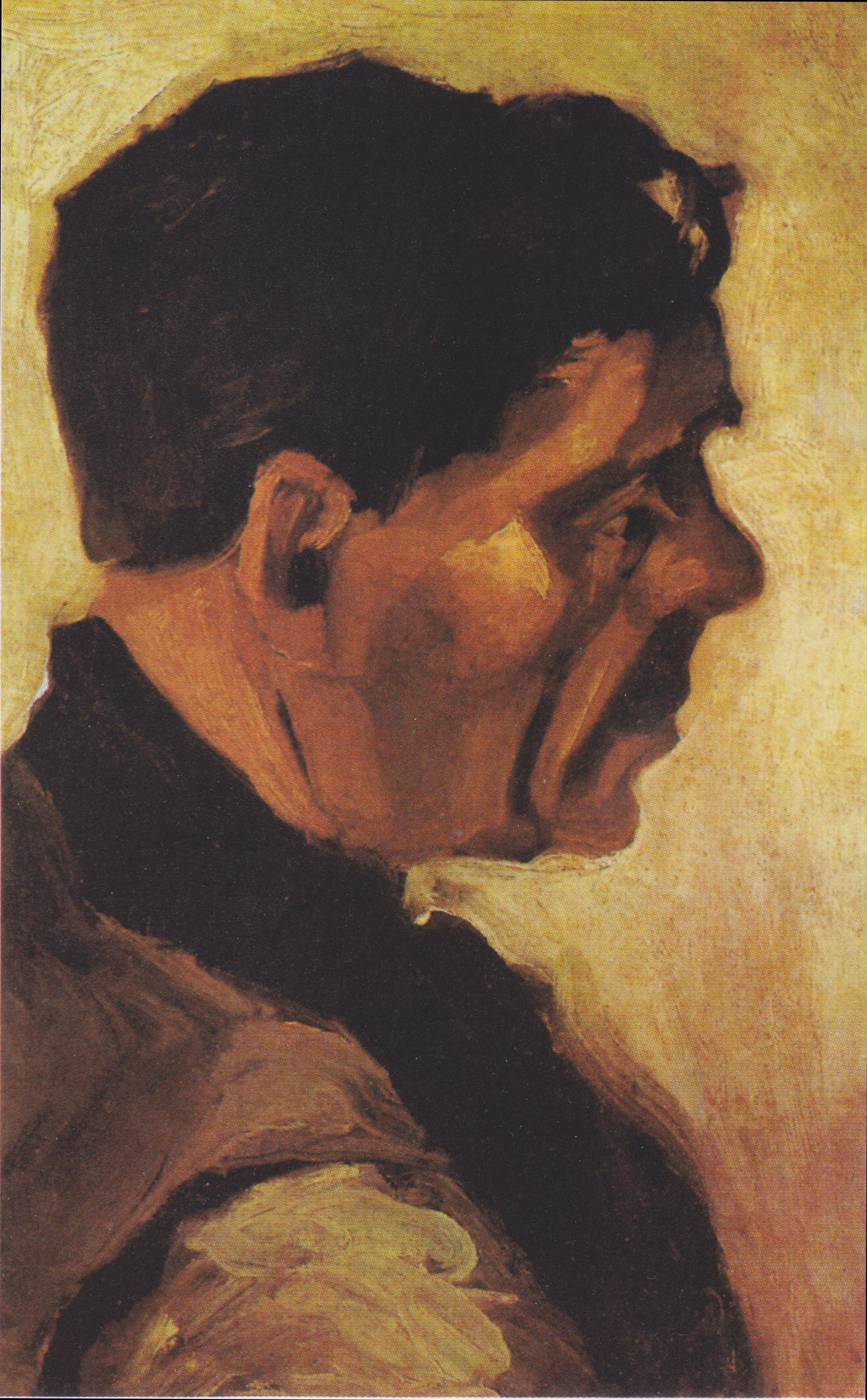
Testa di uomo, 1885, Kröller-Müller Museum, Otterlo, Paesi Bassi (F168)
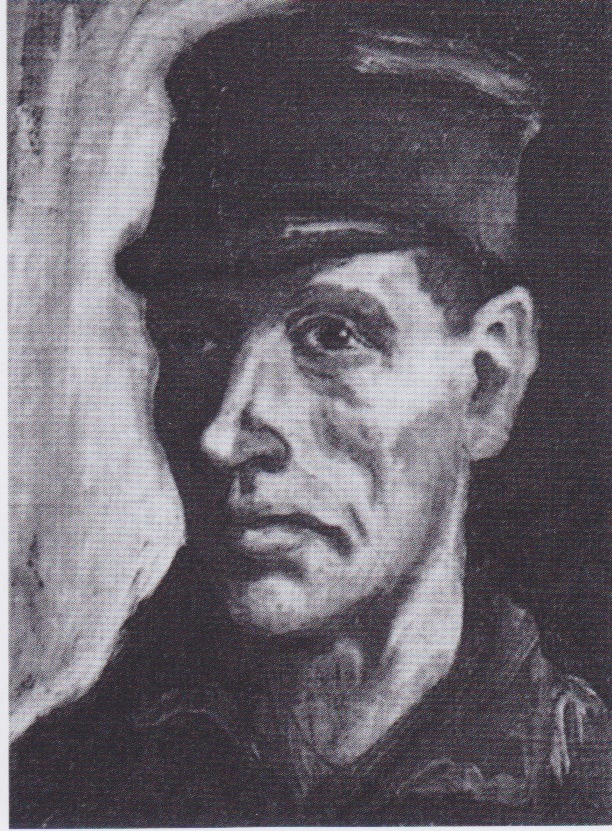
Testa di contadino con berretto, 1885, Collection Niarchos (F169a)

## Ruoli di genere

### Donne

#### Cura della casa e dei bambini
Contadina mentre cucina vicino al fuoco (F176) fu dipinto da van Gogh nel 1885 dopo aver completato I mangiatori di patate. Entrambi i dipinti vennero realizzati in colori scuri come il "sapone verde" o una "buona patata polverosa". Cercando il realismo, van Gogh era "convinto che a lungo andare ritrarre i contadini nella loro volgarità dia risultati migliori rispetto alla dolcezza convenzionale. Se un dipinto contadino puzza di pancetta, fumo, vapore di patate, va molto bene, non è insano; se una stalla odora di letame, va bene, si tratta di una stalla ... "
Contadina che pela patate anche noto come Pelatrice di patate venne dipinto da van Gogh nel 1885, l'anno prima di partire per la Francia. Si tratta del tipico studio di contadine che realizzò a Nuenen, "con la sua tavolozza limitata ai toni scuri, fattura grossolana e disegno a blocchi".

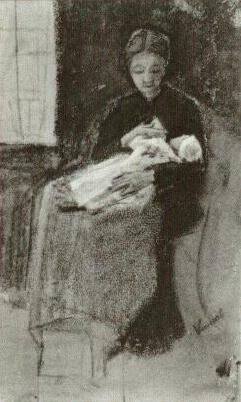
Sien che allatta il figlio, acquerello e gesso, 1882, collezione privata (F1068)
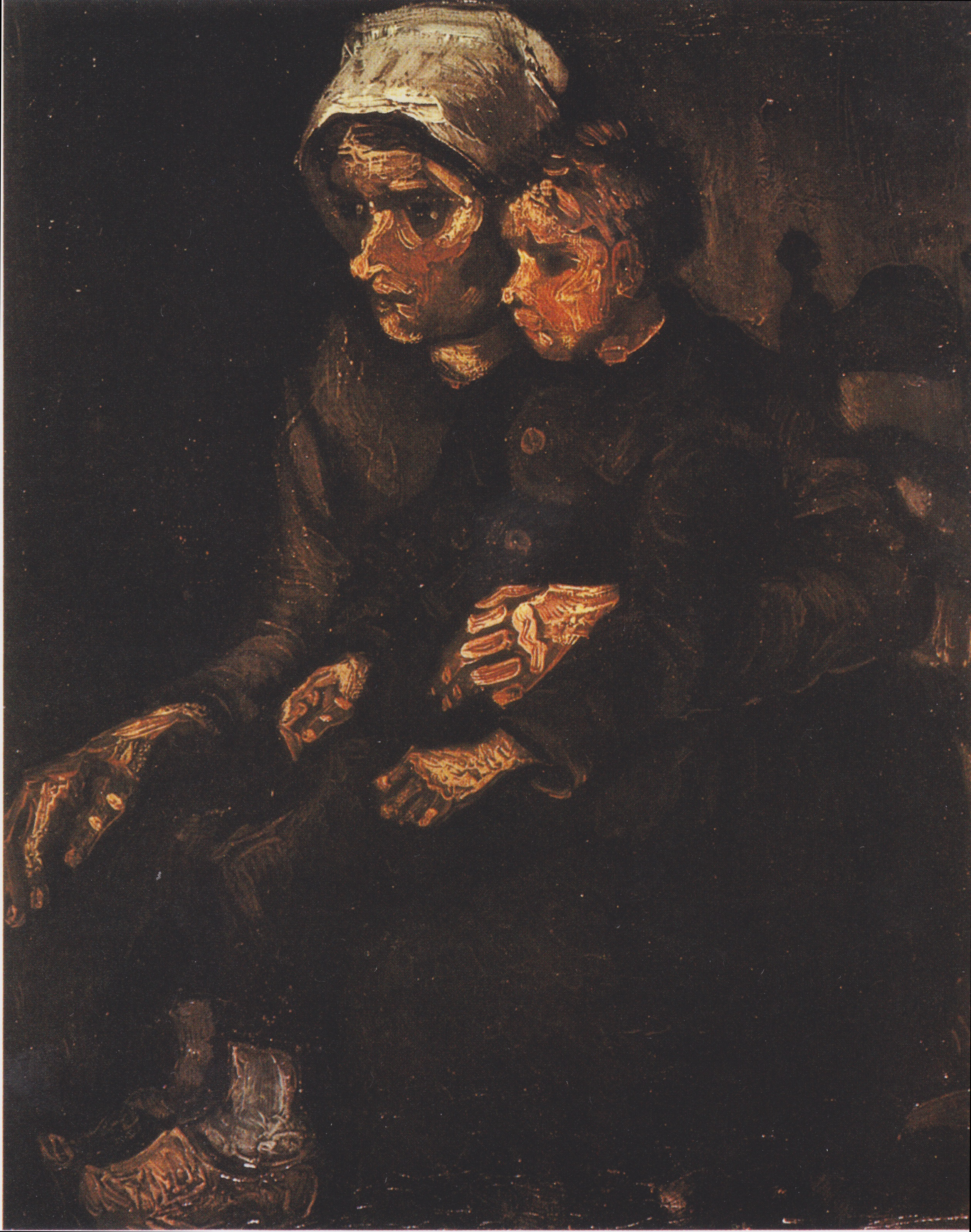
Contadina con bambino in braccio, 1885, collezione privata (F149)
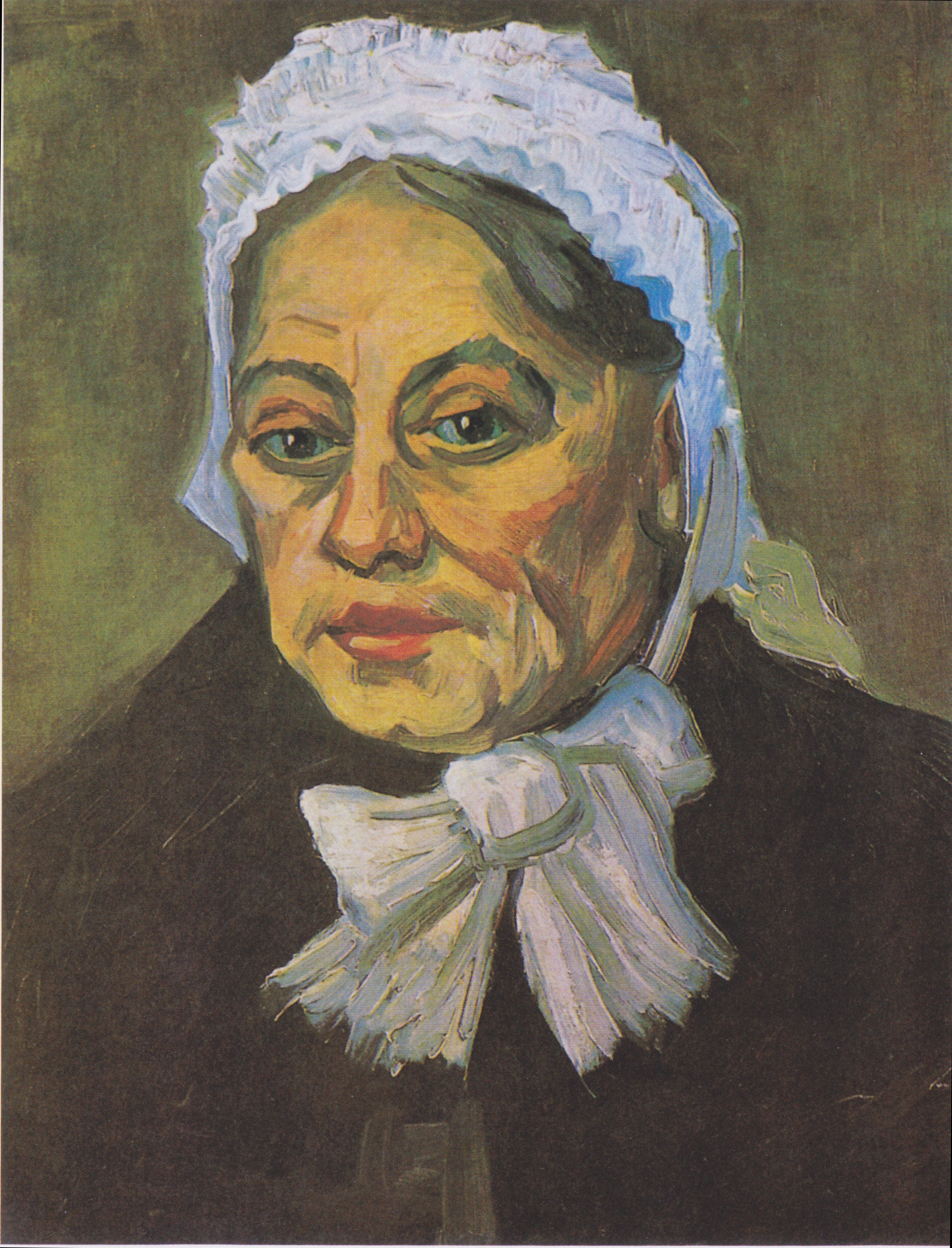
Testa di vecchia con copricapo bianco (L'ostetrica), 1885, Van Gogh Museum, Amsterdam (F174)
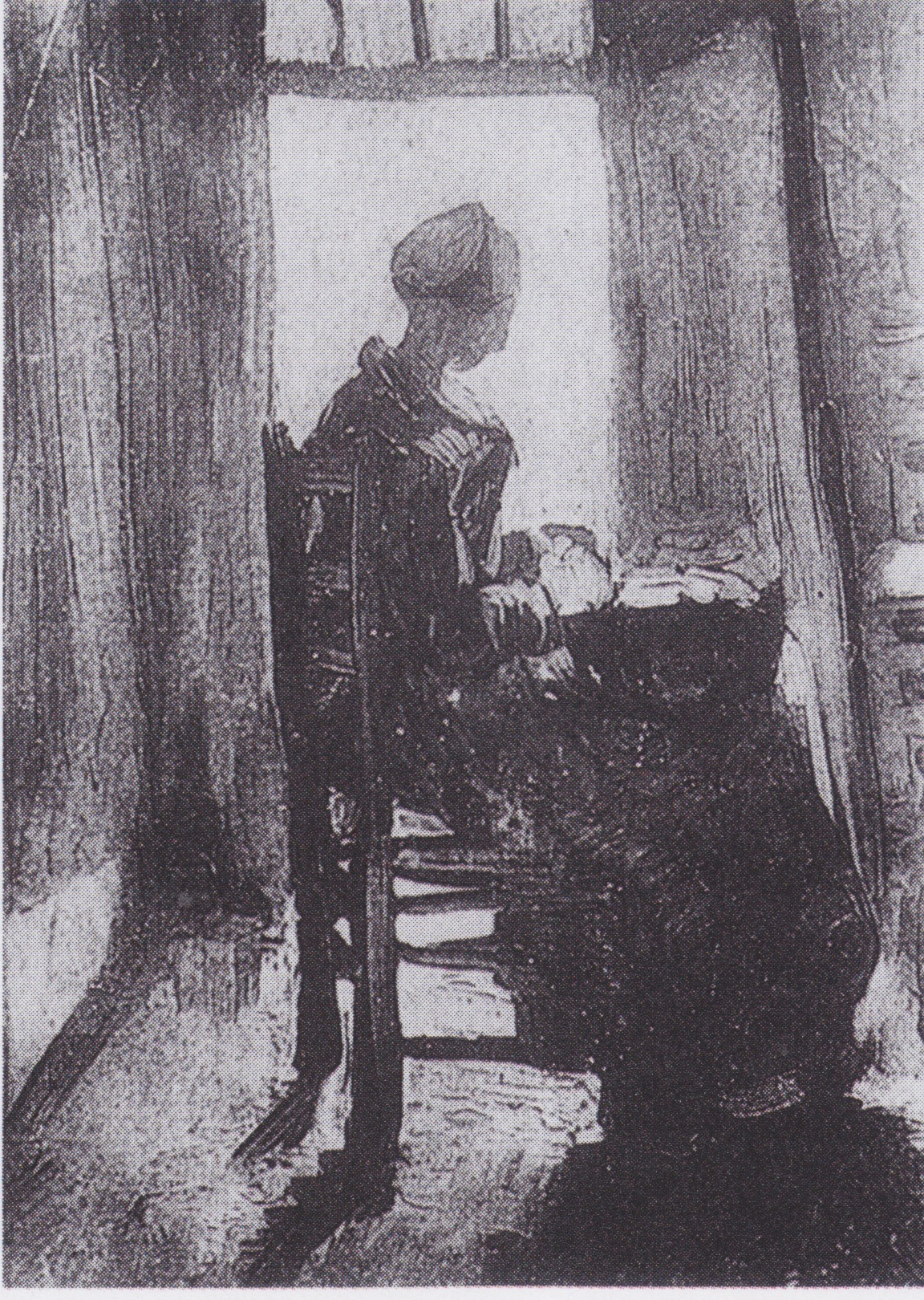
Contadina seduta davanti ad una porta aperta, mentre pela patate (copia di dipinto in bianco e nero), 1885, collezione privata (F73)
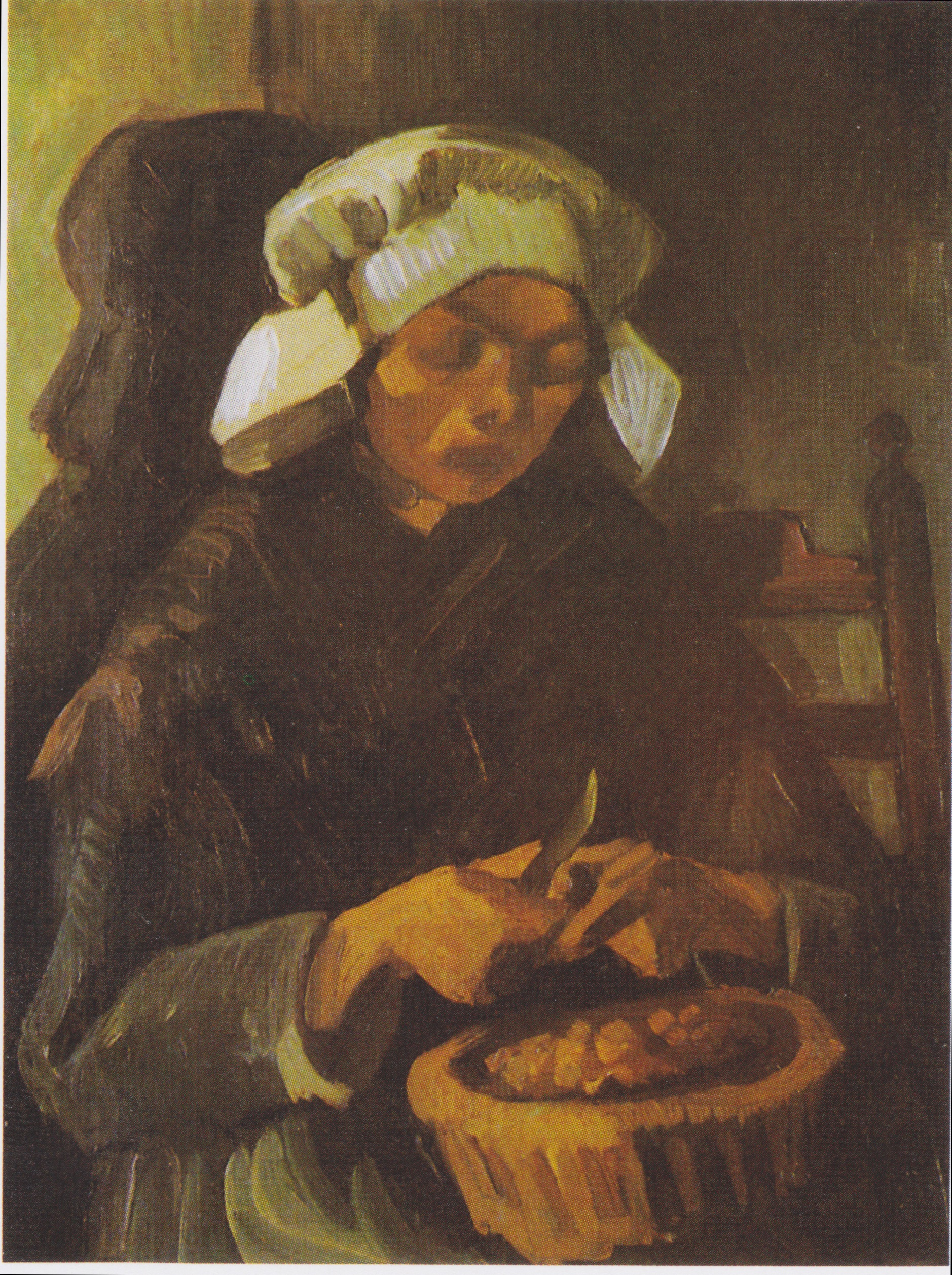
Contadina che pela patate, 1885, collezione privata (F145)
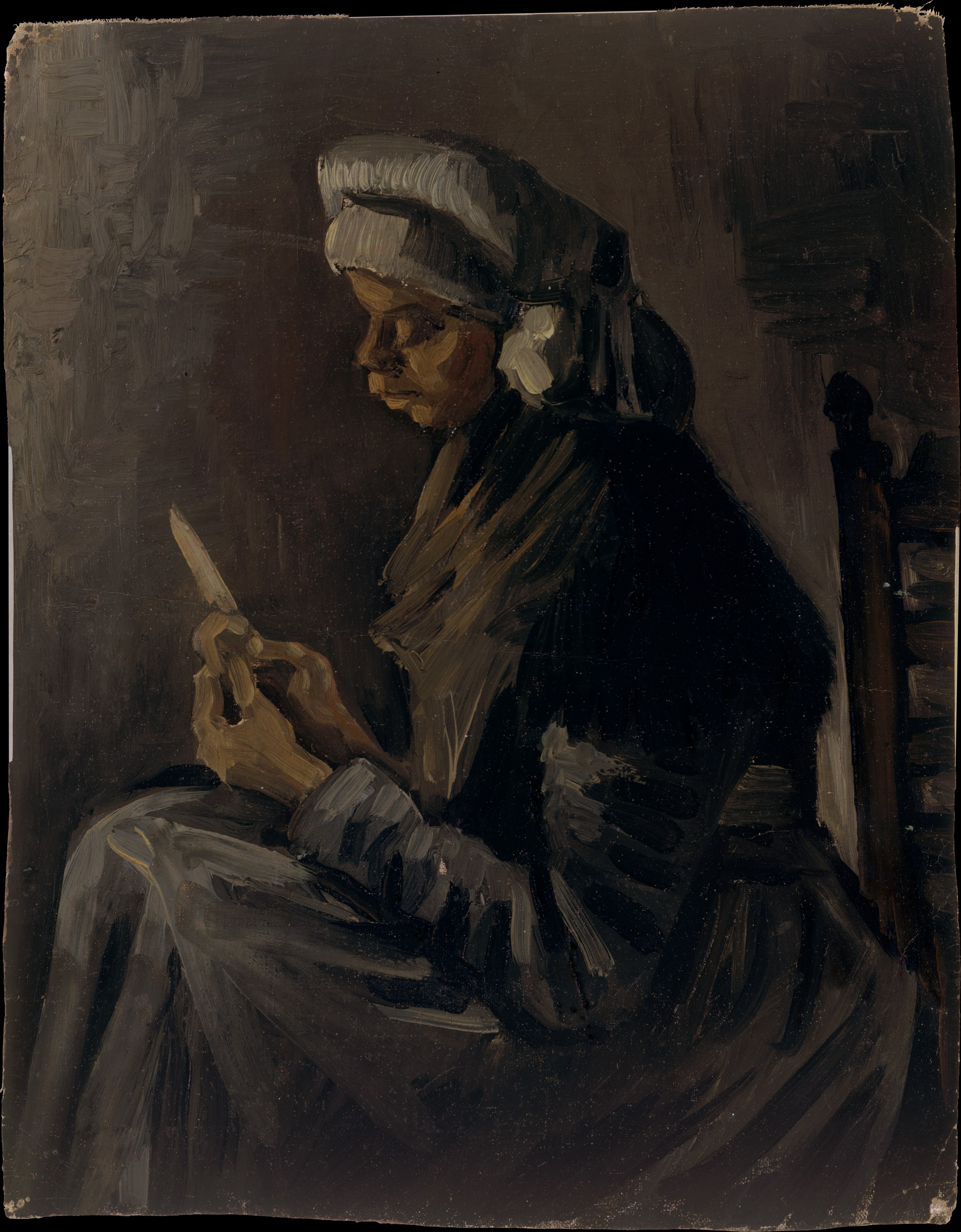
Contadina che pela patate, 1885, Metropolitan Museum of Art, New York (F365r)
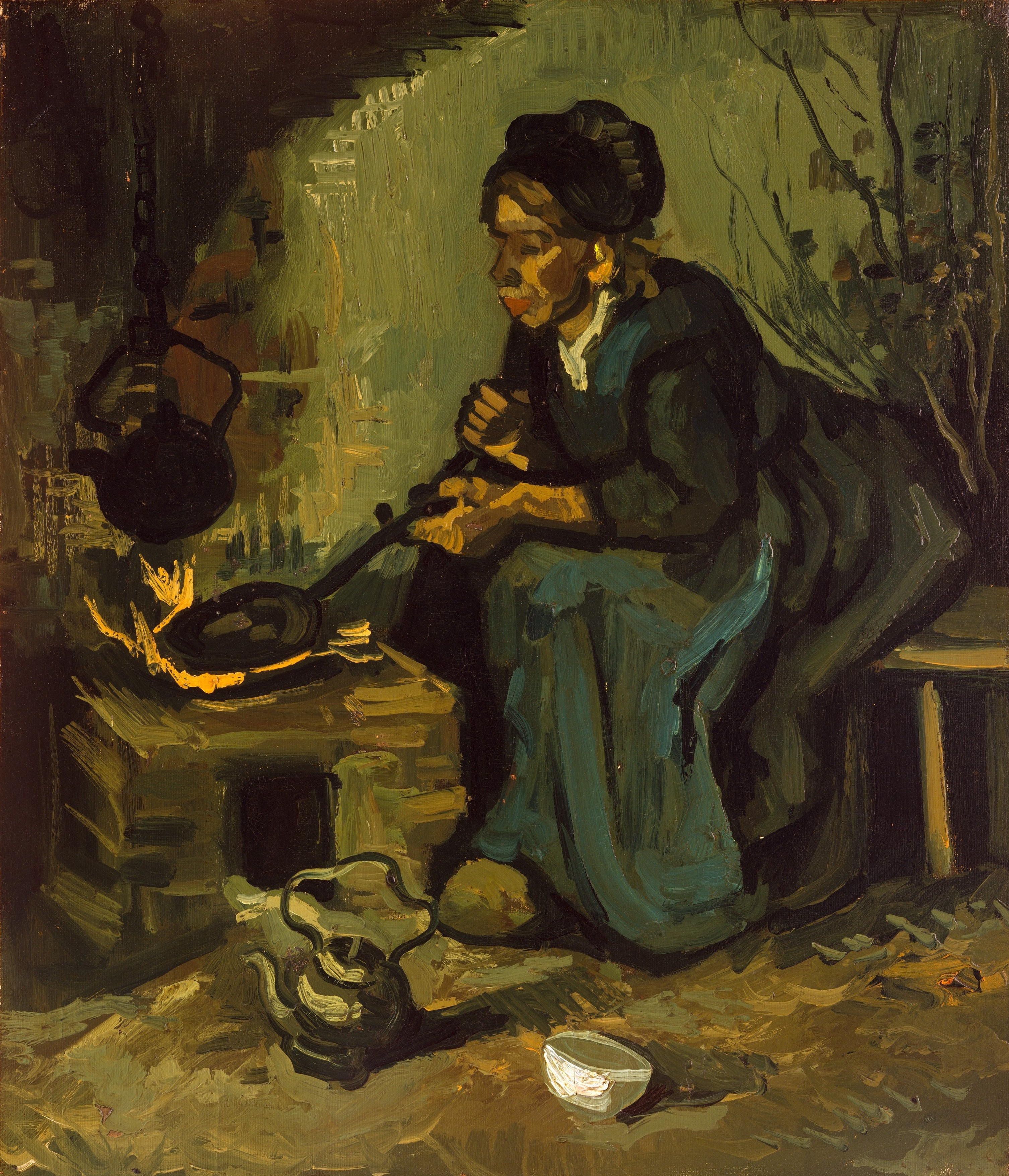
Contadina mentre cucina vicino al fuoco, 1885, Metropolitan Museum of Art, New York (F176)
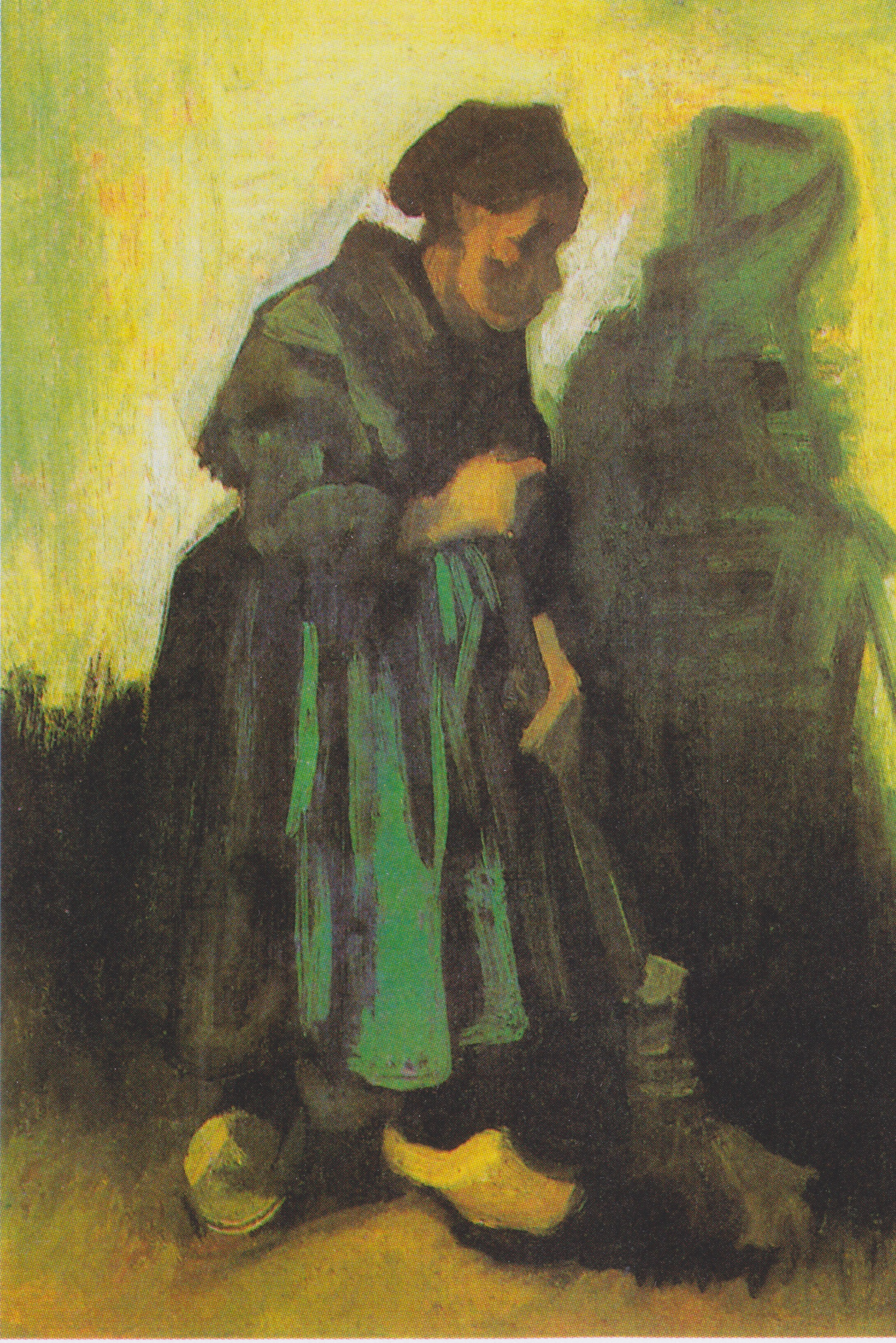
Donna con ramazza anche Donna che spazza il terreno, 1885, Kröller-Müller Museum, Otterlo, Paesi Bassi (F152)
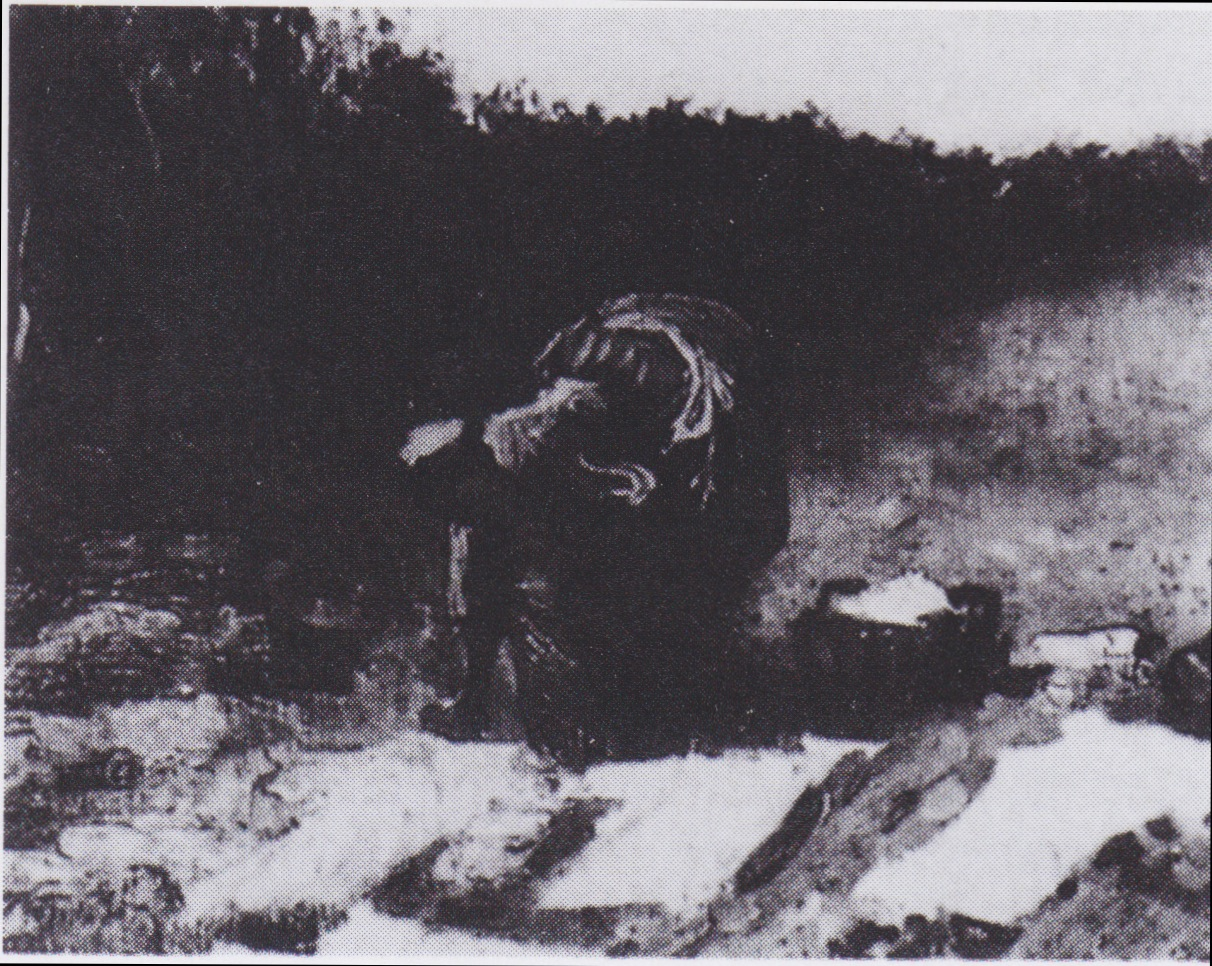
Lavandaia, 1885, collezione privata (F148)

#### Fattoria e altri lavori
Van Gogh descrisse Contadina che scava (F95a) come una "donna ... vista di fronte, con la testa quasi a terra mentre scava carote".  Realizzato a Nuenen nel 1885, questo dipinto faceva parte degli studi di contadini che van Gogh realizzò per "cogliere i loro tratti".
Contadina che scava davanti al suo cottage (F142) fu uno dei dipinti che Van Gogh lasciò quando si recò ad Anversa nel 1885 e rimase a sua madre Anna Carbentus van Gogh.

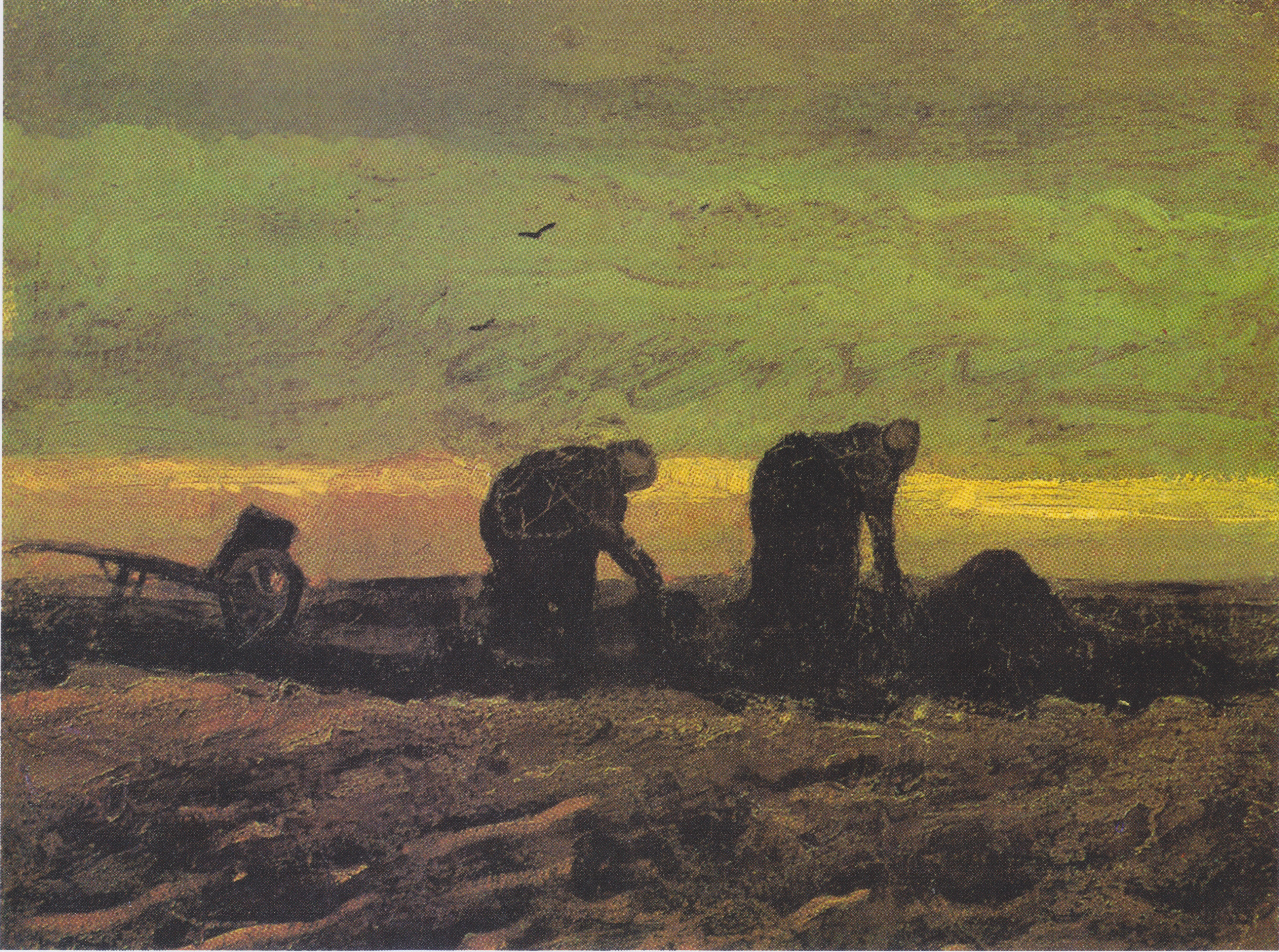
Due donne che raccolgono la torba, 1883, Van Gogh Museum, Amsterdam (F19)
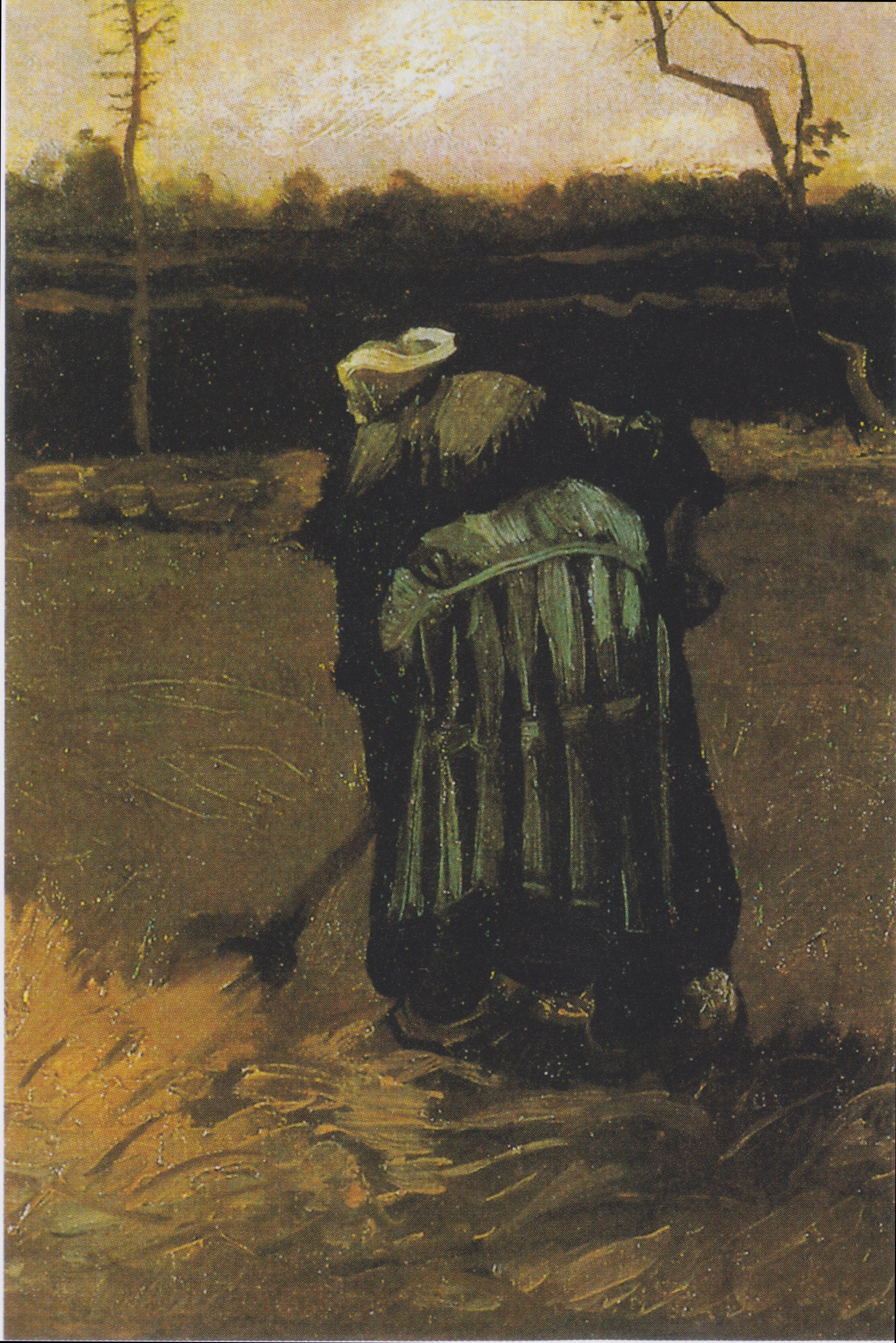
Contadina che scava, 1885, Noordbrabants, Den Bosch (F94)
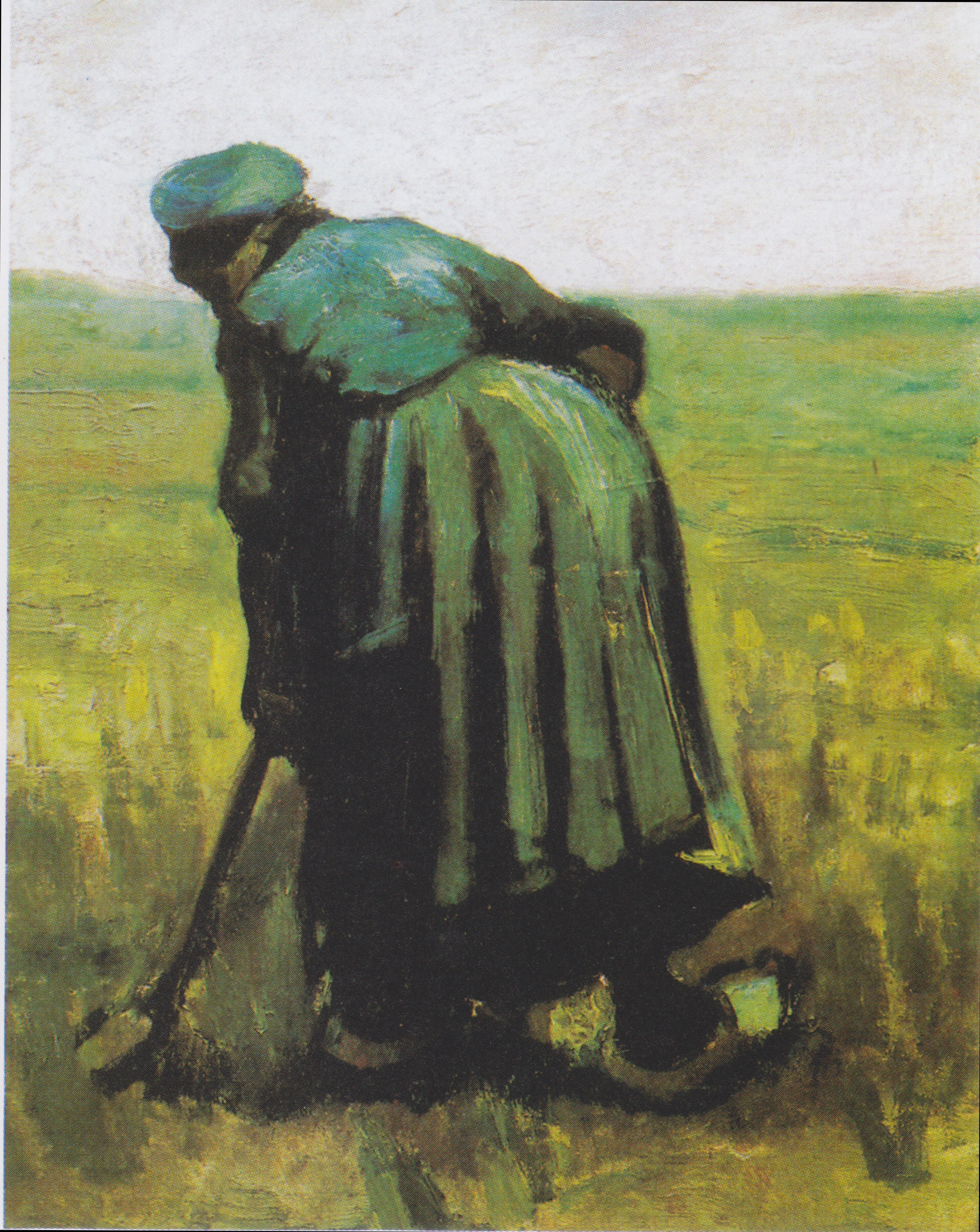
Contadina che scava noto anche come Contadina con vanga, vista da dietro, 1885, Art Gallery of Ontario, Toronto (F95)
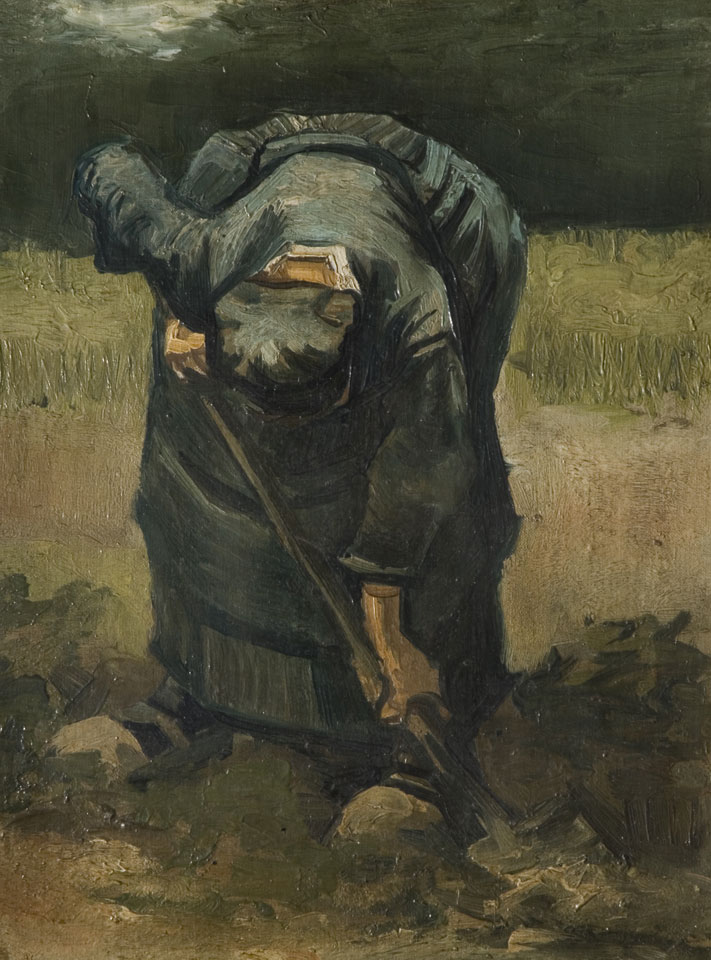
Contadina che scava, 1885, Barber Institute of Fine Arts, Birmingham (F95a)
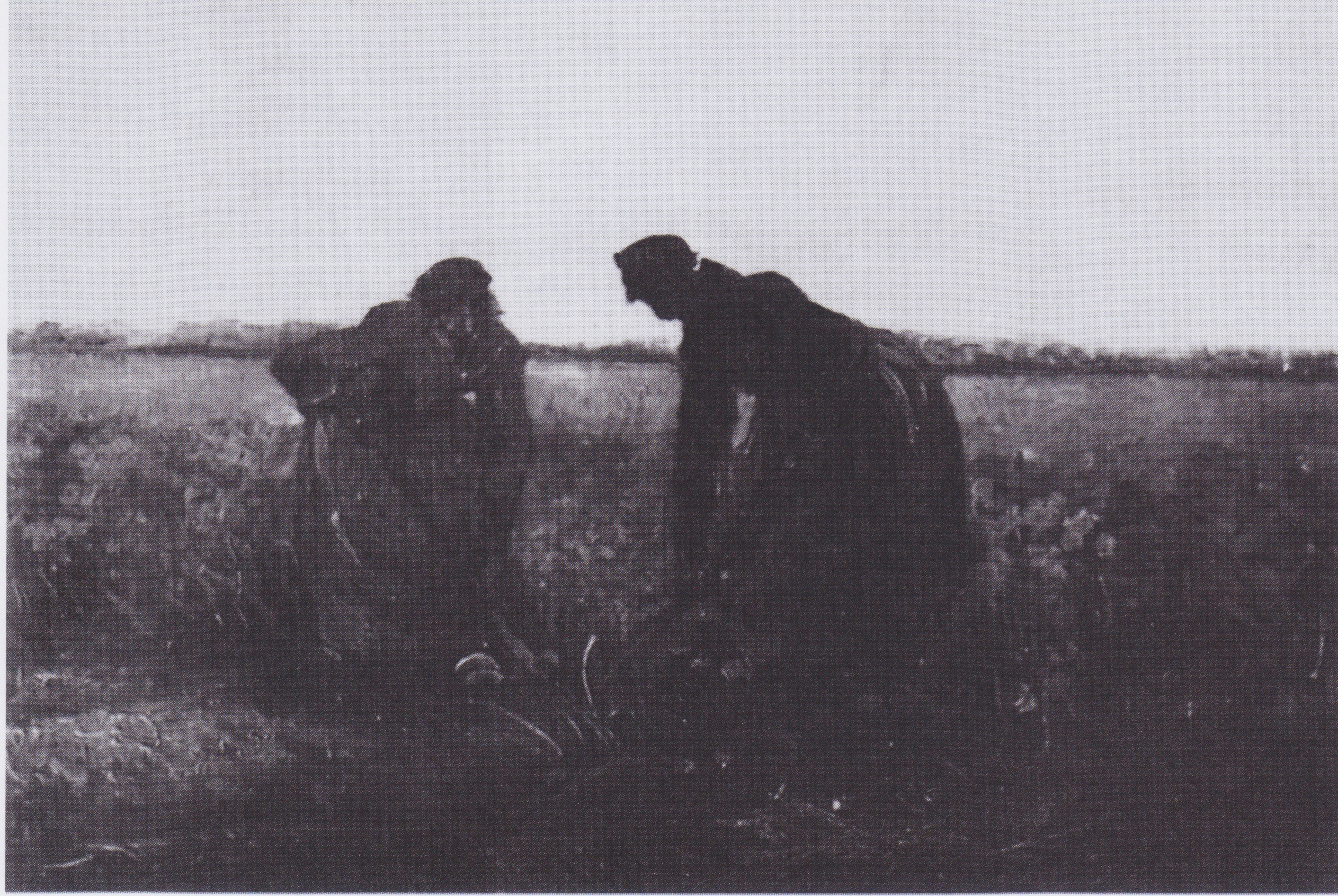
Due contadine che scavano (copia in bianco e nero di dipinto), 1885, collezione privata (F96)
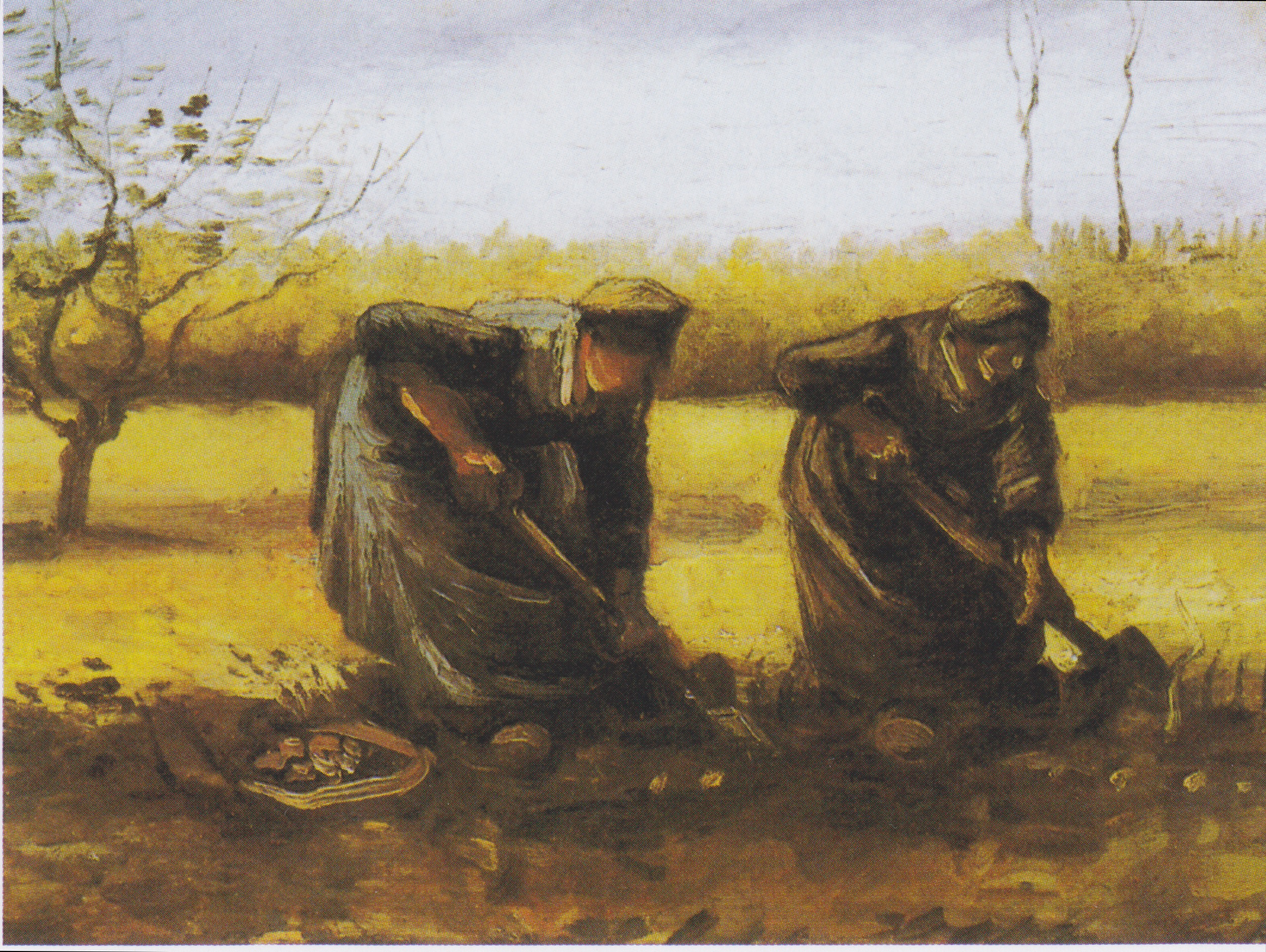
Due contadine scavano patate, 1885, Kröller-Müller Museum, Otterlo, Paesi Bassi (F97 - also F129)
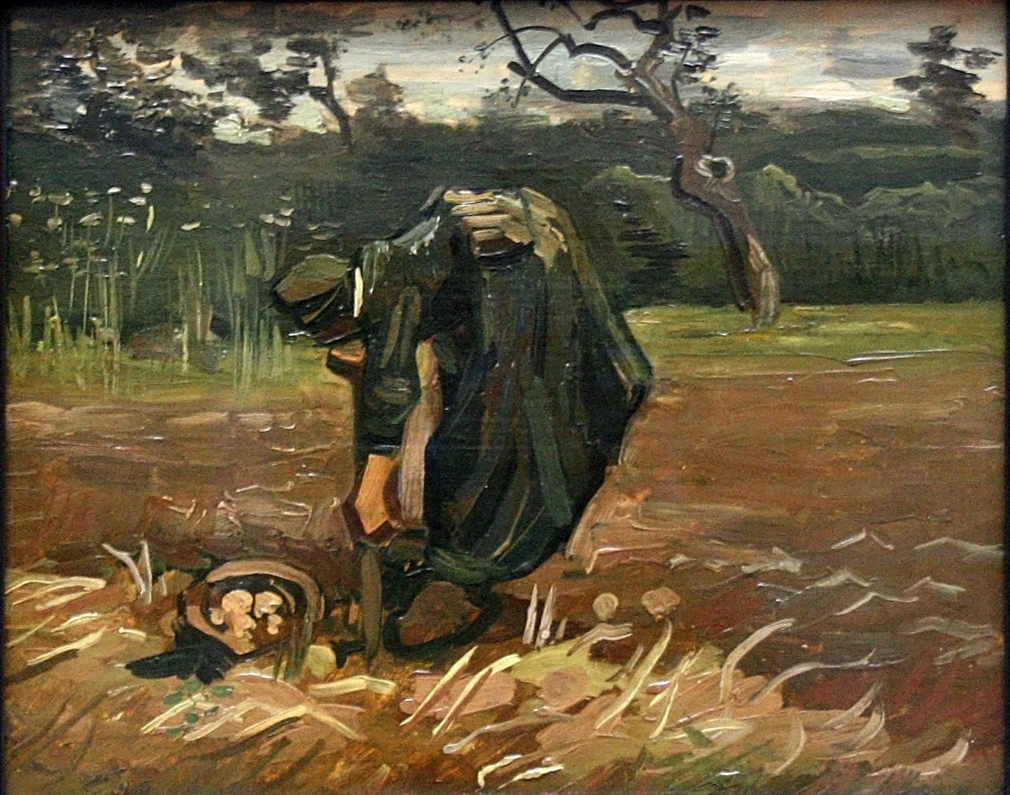
Due contadine che scavano patate, 1885, Royal Museum of Fine Arts, Anversa (F98)
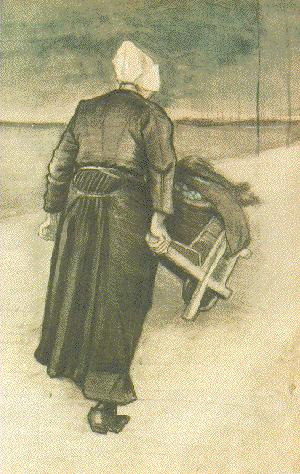
Donna con carriola, acquerello, 1883, Kröller-Müller Museum, Otterlo, Paesi Bassi (F1021)
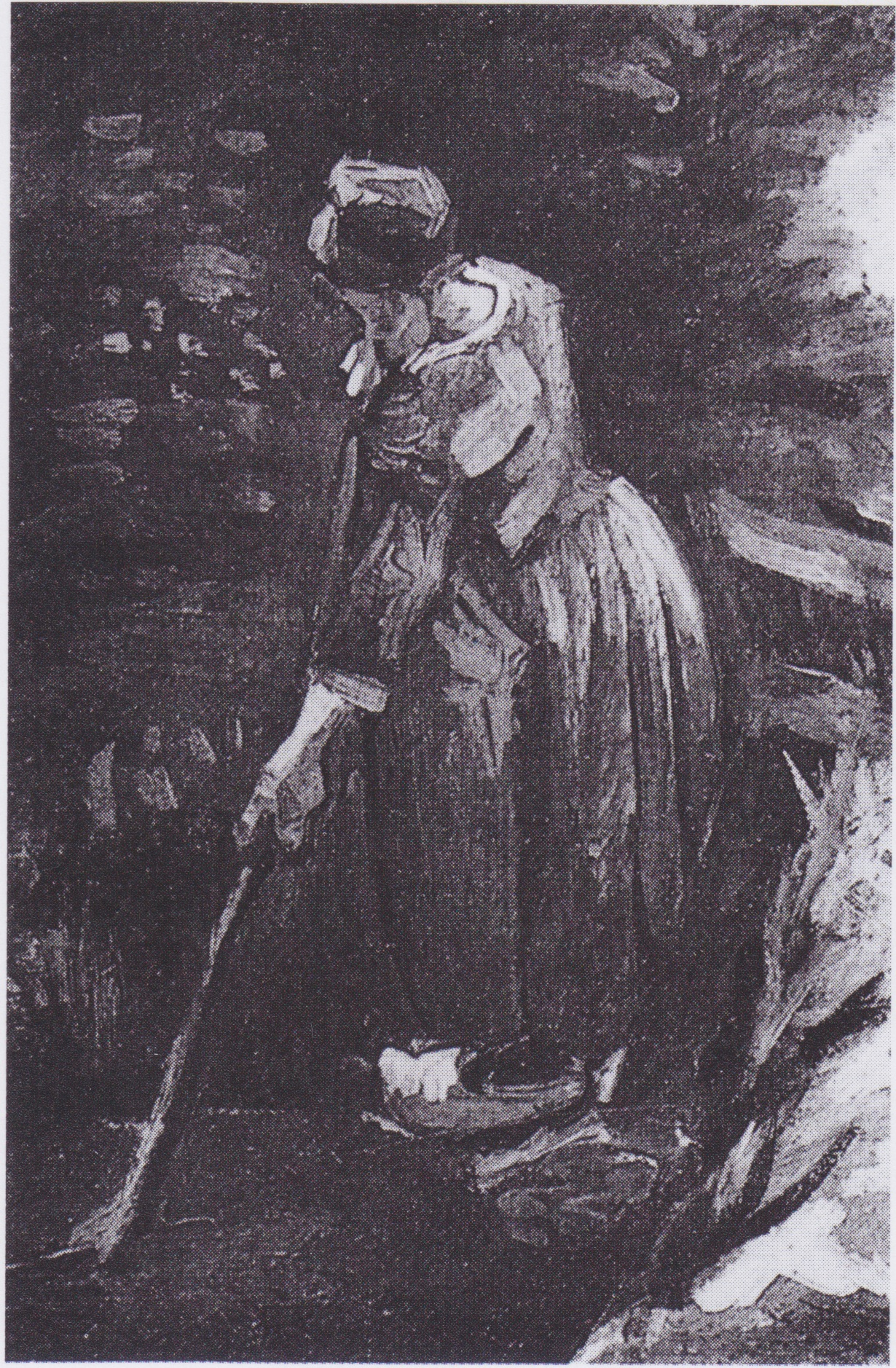
Contadina che rastrella, 1885, collezione privata (F139)
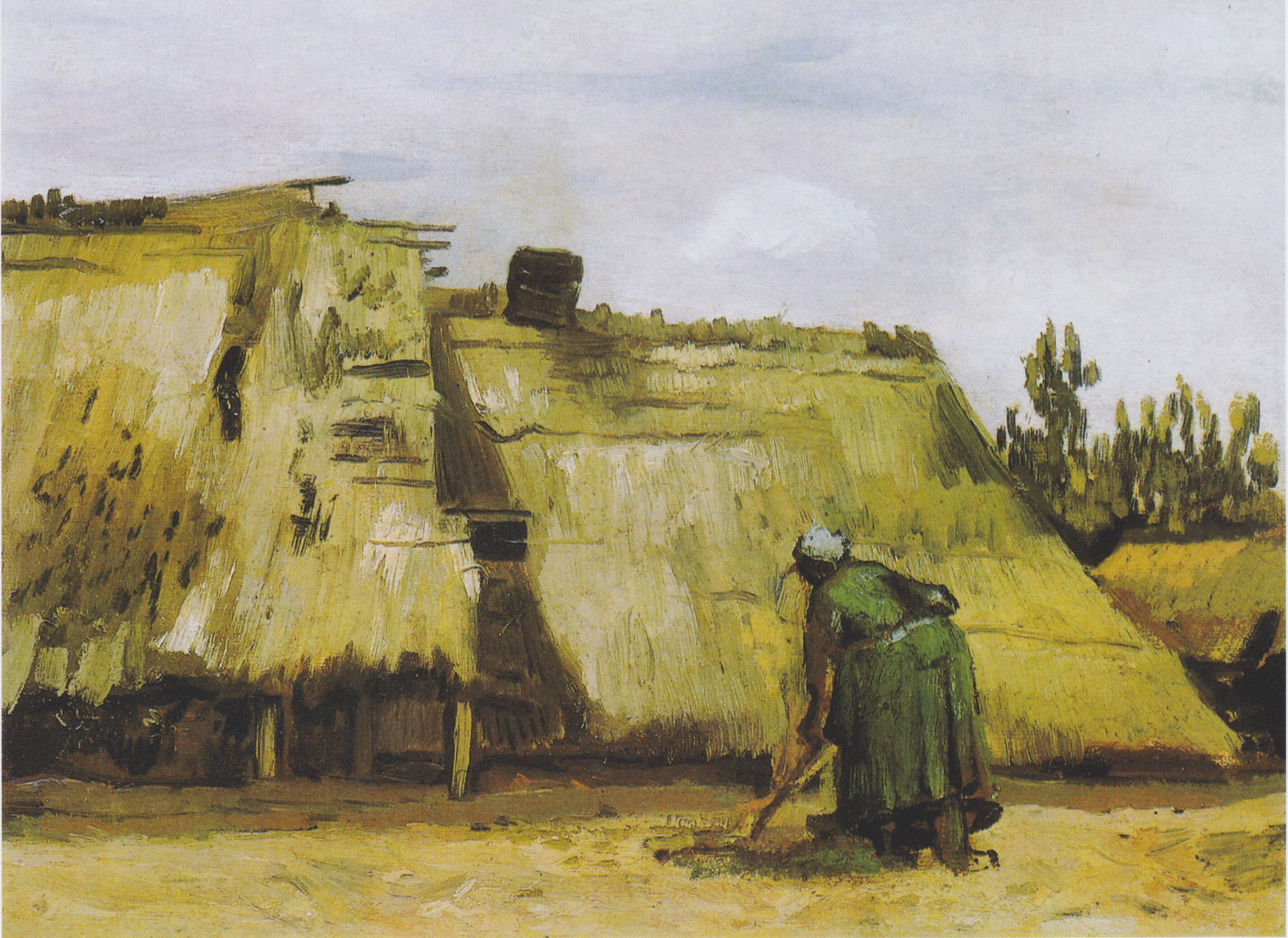
Contadina che scava di fronte al proprio cottage, 1885, Art Institute of Chicago (F142)

#### Cucito e filato
La cucitrice (F71) rappresenta una donna seduta alla finestra. In questo studio van Gogh sperimentò il modo di riflettere una figura all'interno, illuminata da una finestra. Qui la donna è una sagoma scura. Van Gogh mostra l'effetto della luce che dalla finestra filtra sul suo lavoro di cucito.
Nel 1885 van Gogh scrisse al fratello Theo dei suoi tentativi di gestire l'illuminazione in "controluce". Ho studi di teste, sia illuminate che contro la luce, e ho lavorato sull'intera figura un certo numero di volte, una sarta, [qualcuna] mentre avvolge filati o pela le patate. Di fronte e di profilo. Non so se avrò mai il tempo di finire, in quanto questo è un effetto difficile, anche se credo di aver imparato una o due cose su di esso".
La Donna che avvolge filati (F36) ritrae una donna seduta vicino ad una finestra mentre avvolge delle bobine di filo da tessere. La tessitura era un mestiere storico a Nuenen, dove van Gogh viveva con i suoi genitori nel 1884. Van Gogh descrisse i lavoratori come "gente eccezionalmente povera". La donna rappresentata in questo dipinto è la madre della famiglia De Groot che sta versando il caffè ne I mangiatori di patate.

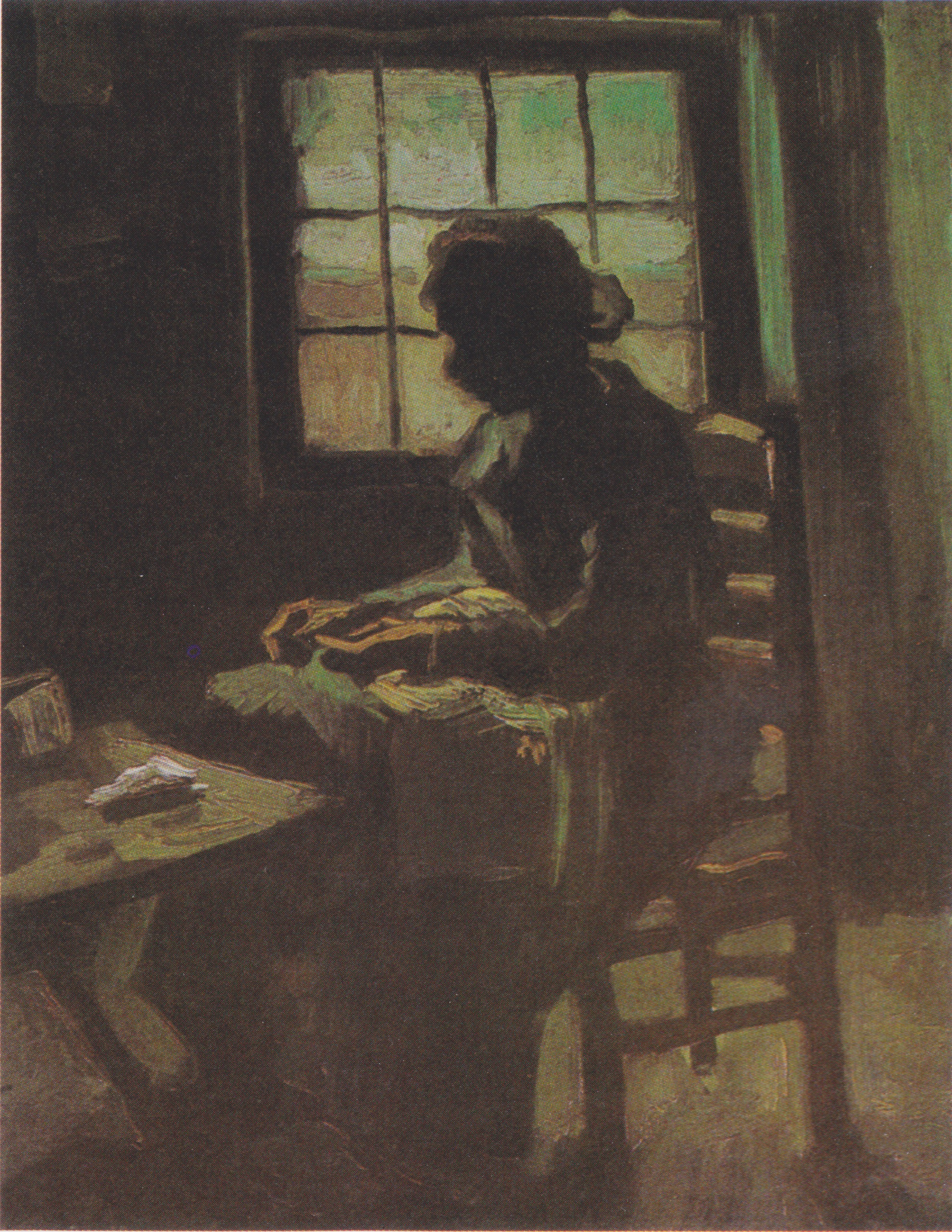
La cucitrice, 1885, Van Gogh Museum, Amsterdam (F71)
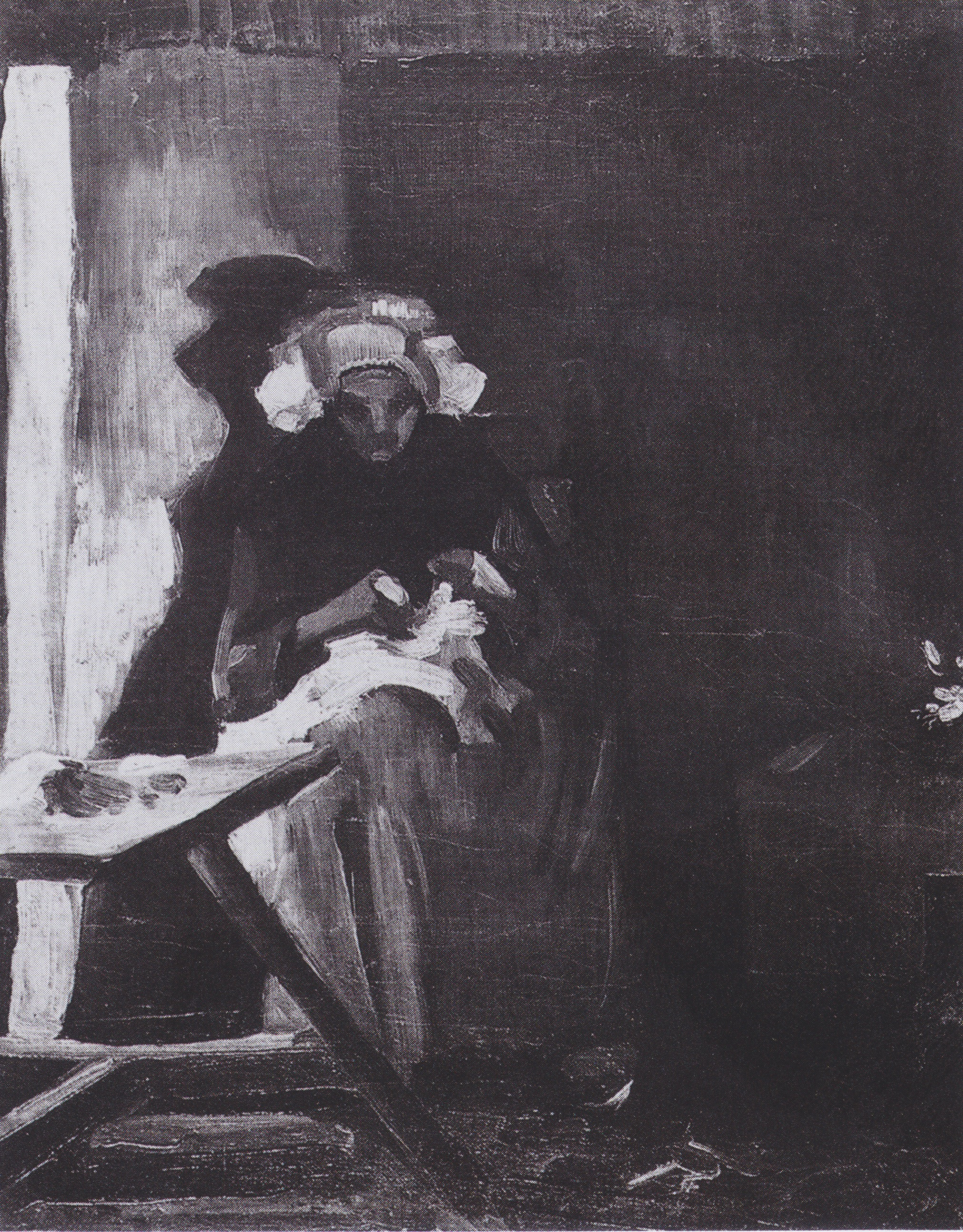
Contadina che tesse, 1885, collezione privata (F126a)
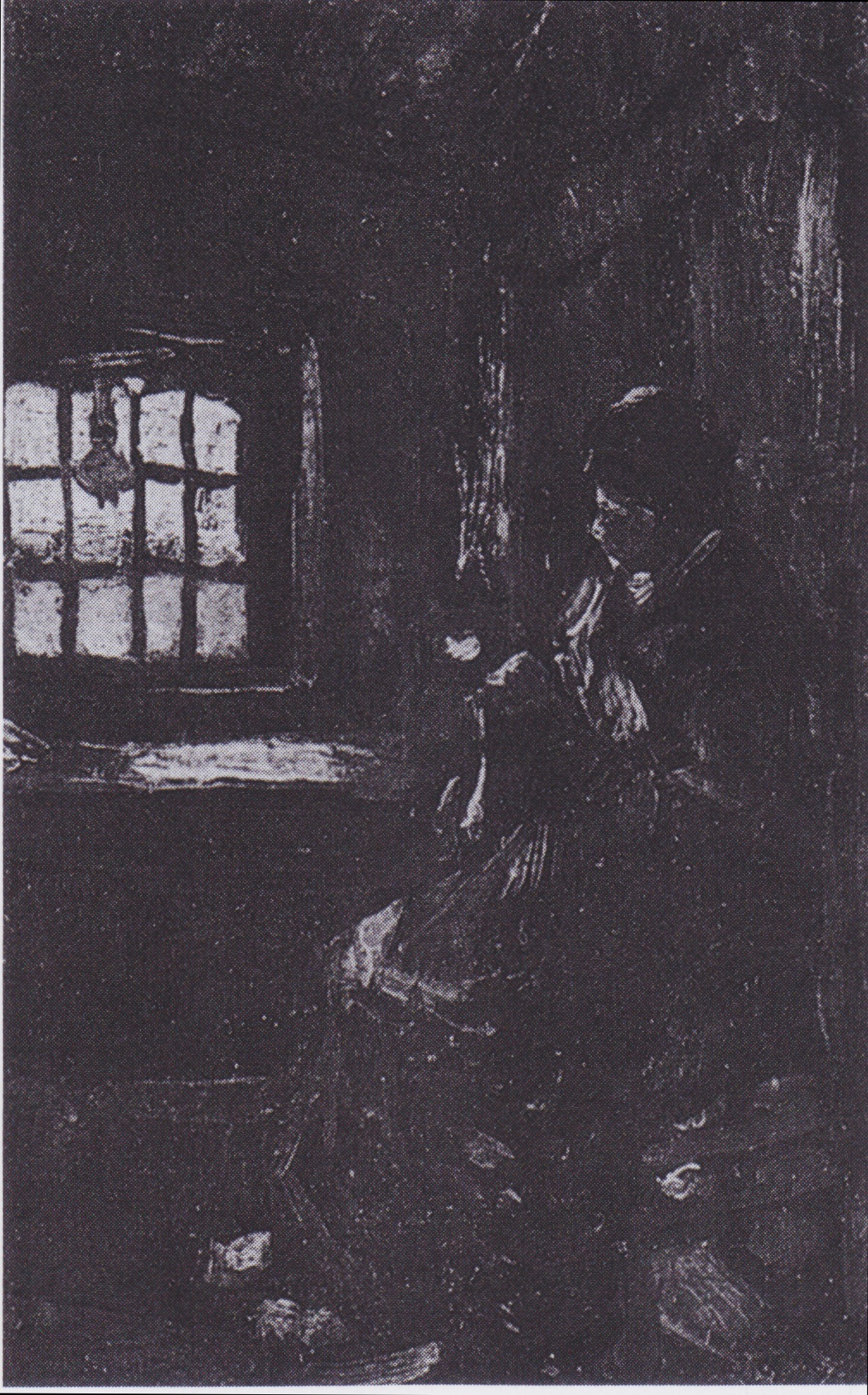
Contadina che rammenda calze (copia in bianco e nero di un dipinto molto scuro), 1885, collezione privata (F157)
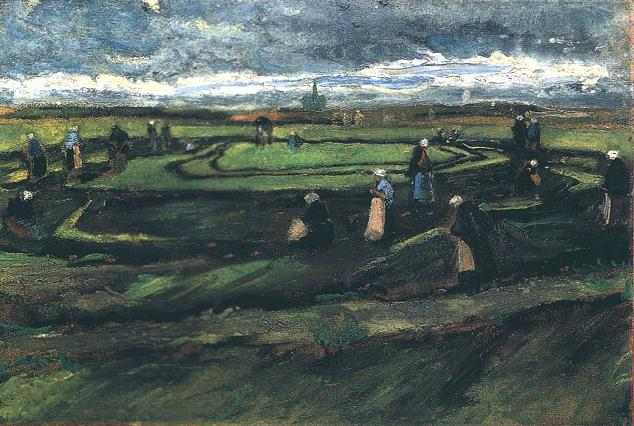
Donne che riparano le reti sulle dune, 1882, collezione privata (F7)
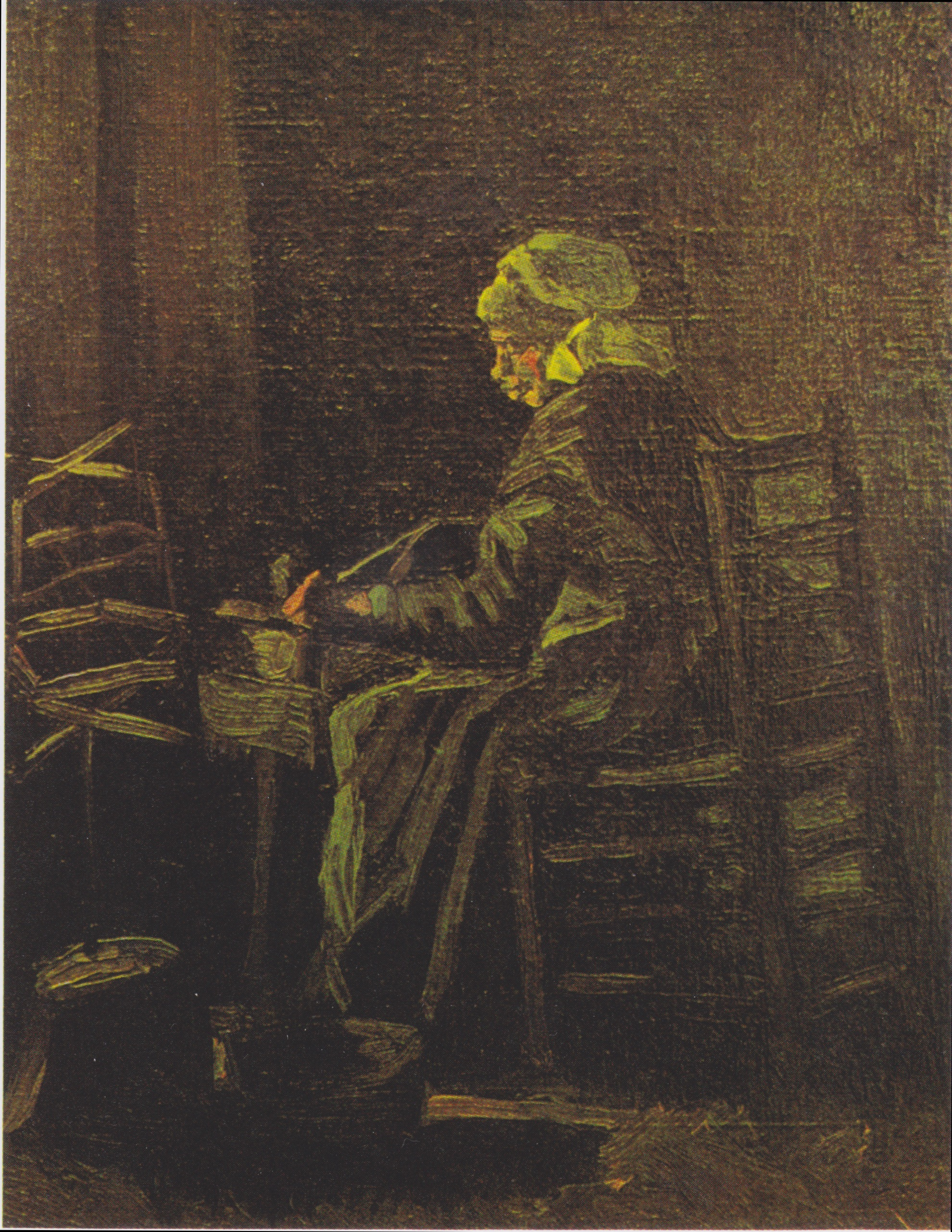
Donna che avvolge filati, 1884, Van Gogh Museum, Amsterdam (F36)

### Uomini

#### Cestaio
Con il cambiamento delle stagioni, van Gogh realizzò dipinti di coloro che lavoravano al chiuso, come il cestaio.  Anni dopo aver realizzato i dipinti van Gogh scrisse, nel 1888, della solitaria natura dell'occupazione: "Un tessitore o un cestaio passano spesso intere stagioni da soli, o quasi, con la loro arte come unica distrazione, e ciò che porta queste persone a rimanere in un posto è proprio la sensazione di essere a casa, lo sguardo rassicurante e familiare delle cose".

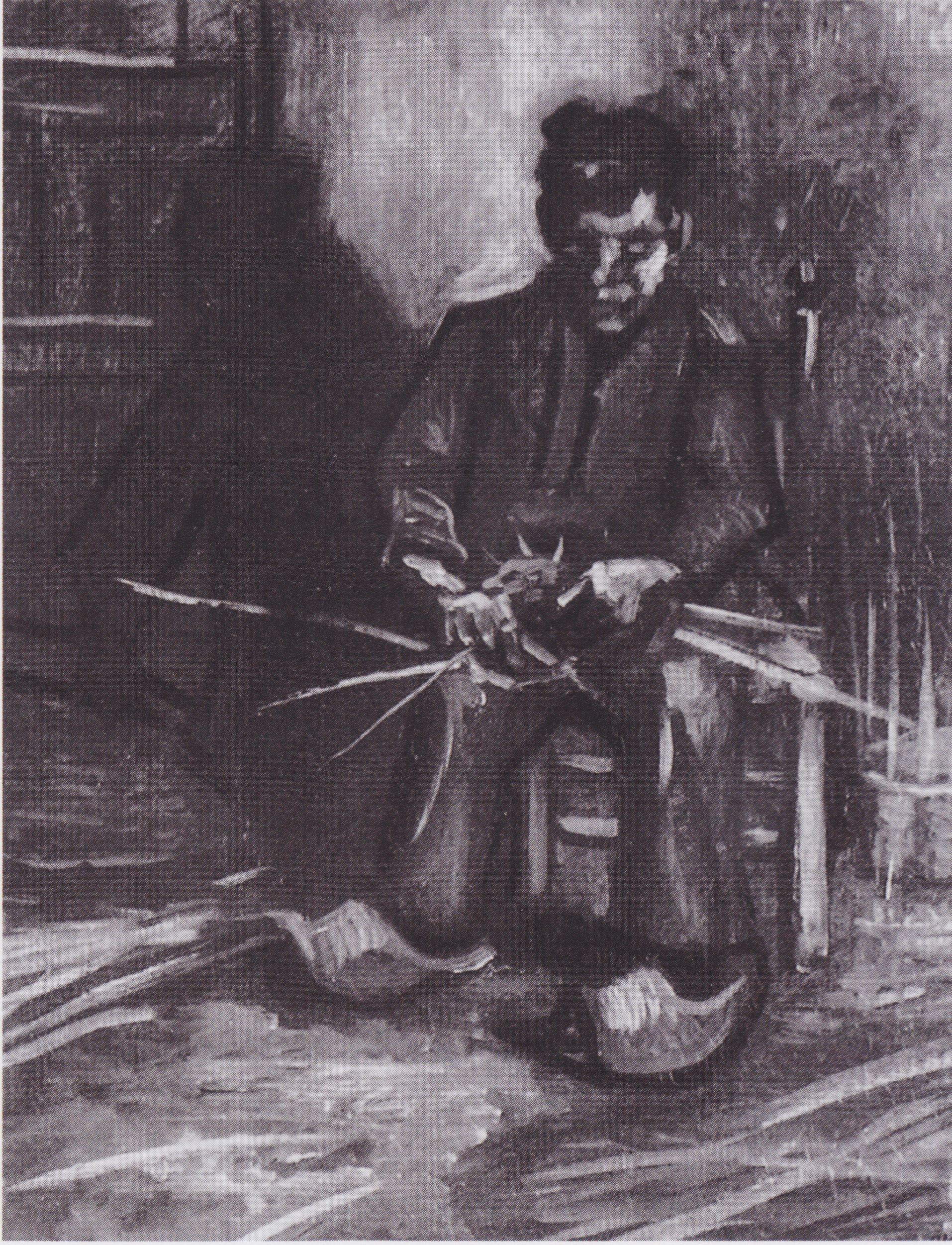
Contadino che fabbrica un cesto, 1885, Musée des Beaux-Arts, La-Chaux-de-Fonds, Svizzera (F171)
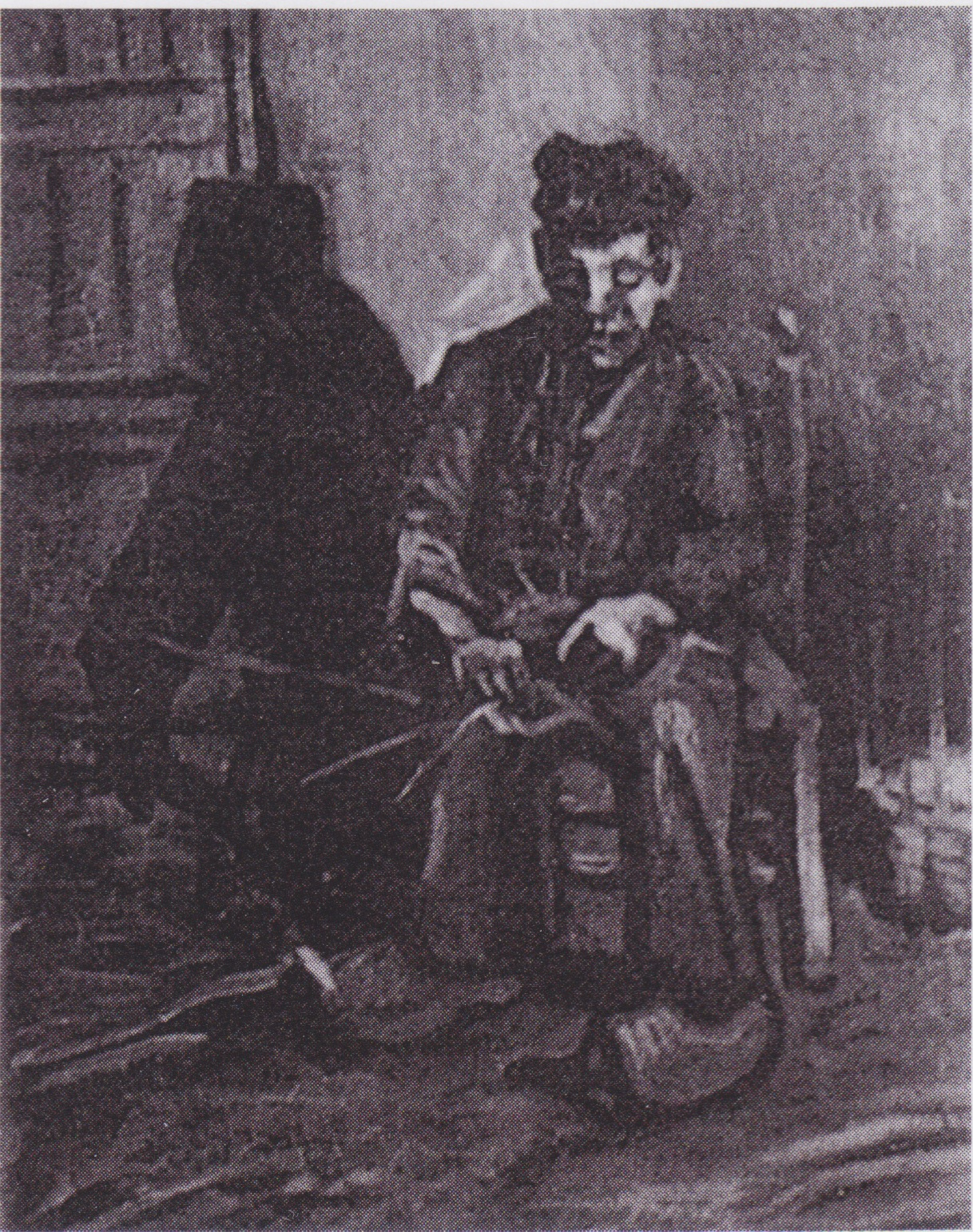
Contadino che fabbrica un cesto, 1885, collezione privata (F171a)

#### Contadini e pastori

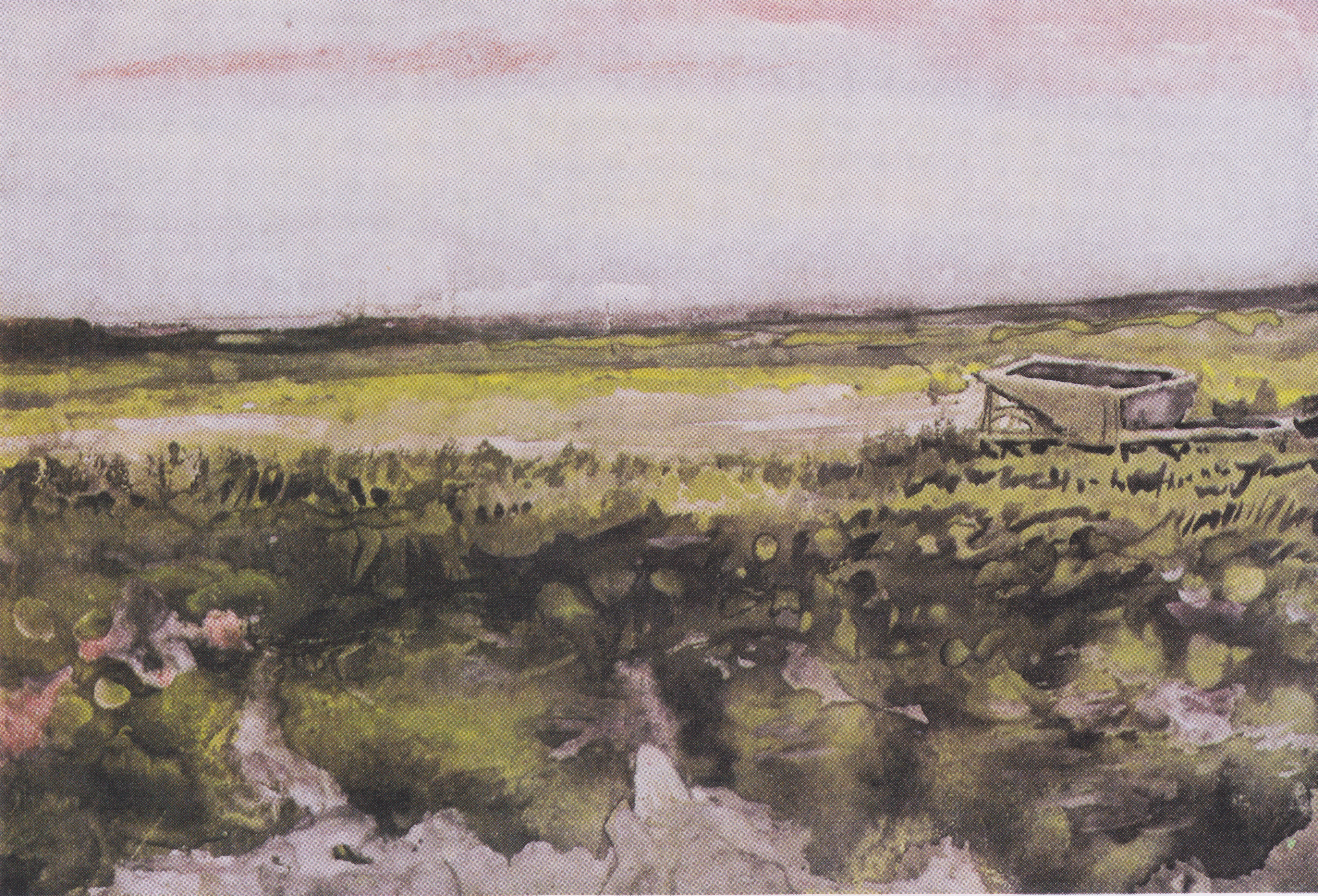
Brughiera con carriola, acquerello, autunno 1883, The Cleveland Museum of Art (F1100). Impossibilitato a trovare le persone disposte a posare per lui a Drenthe, van Gogh dipinse questo acquerello della brughiera rappresentando il lavoro di un contadino mediante la presenza della carriola.

Van Gogh aveva un ideale poetico della pittura rappresentante la vita rurale e sognava di un tempo in cui avrebbe potuto lavorare fianco a fianco con il fratello:

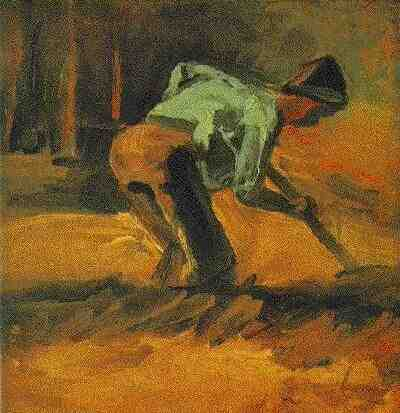
Uomo chinato con bastone o vanga 1882 Kuboso Memorial Museum of Arts, Izumi, Giappone (F12)
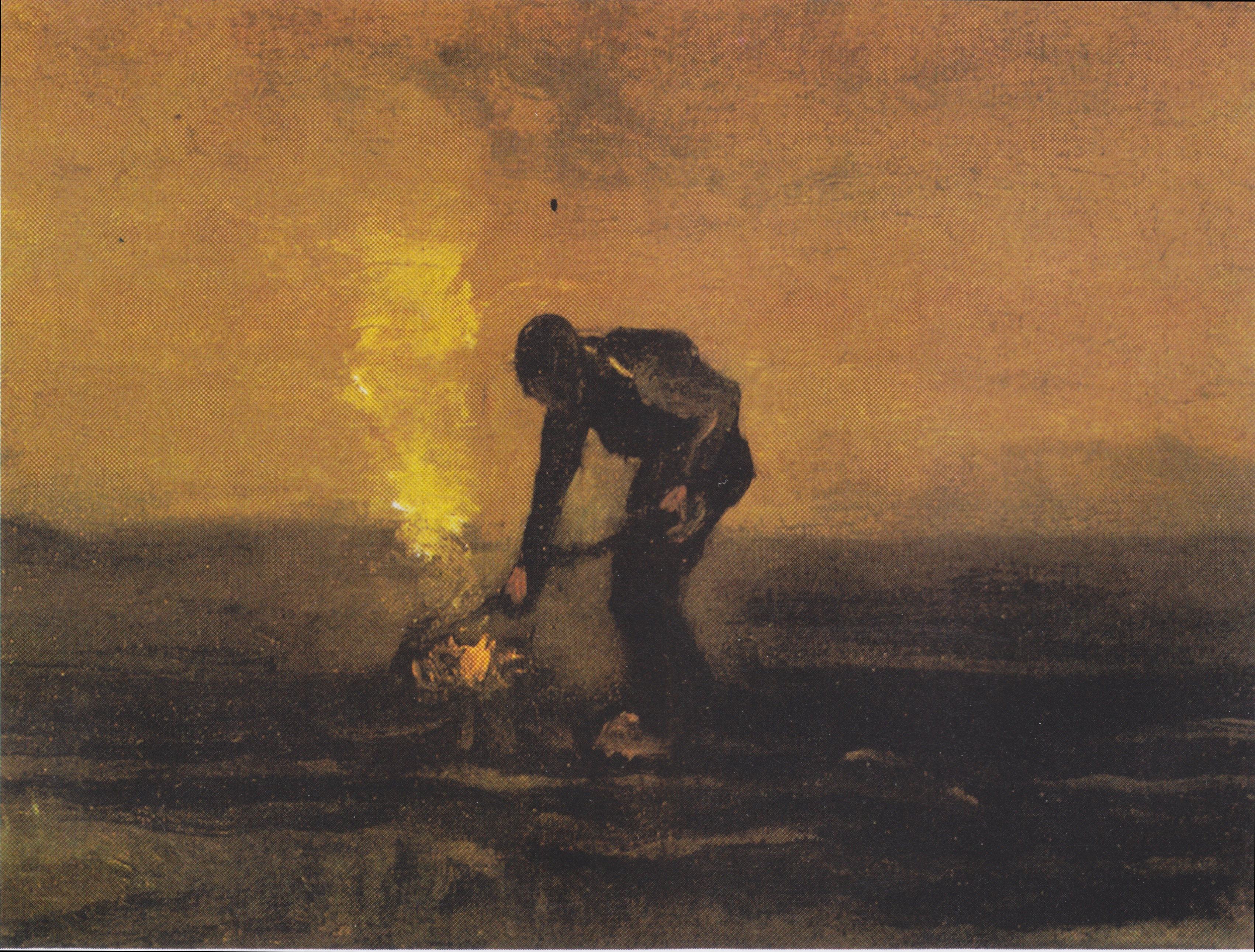
Contadino che brucia sterpaglie 1883 collezione privata (F20)
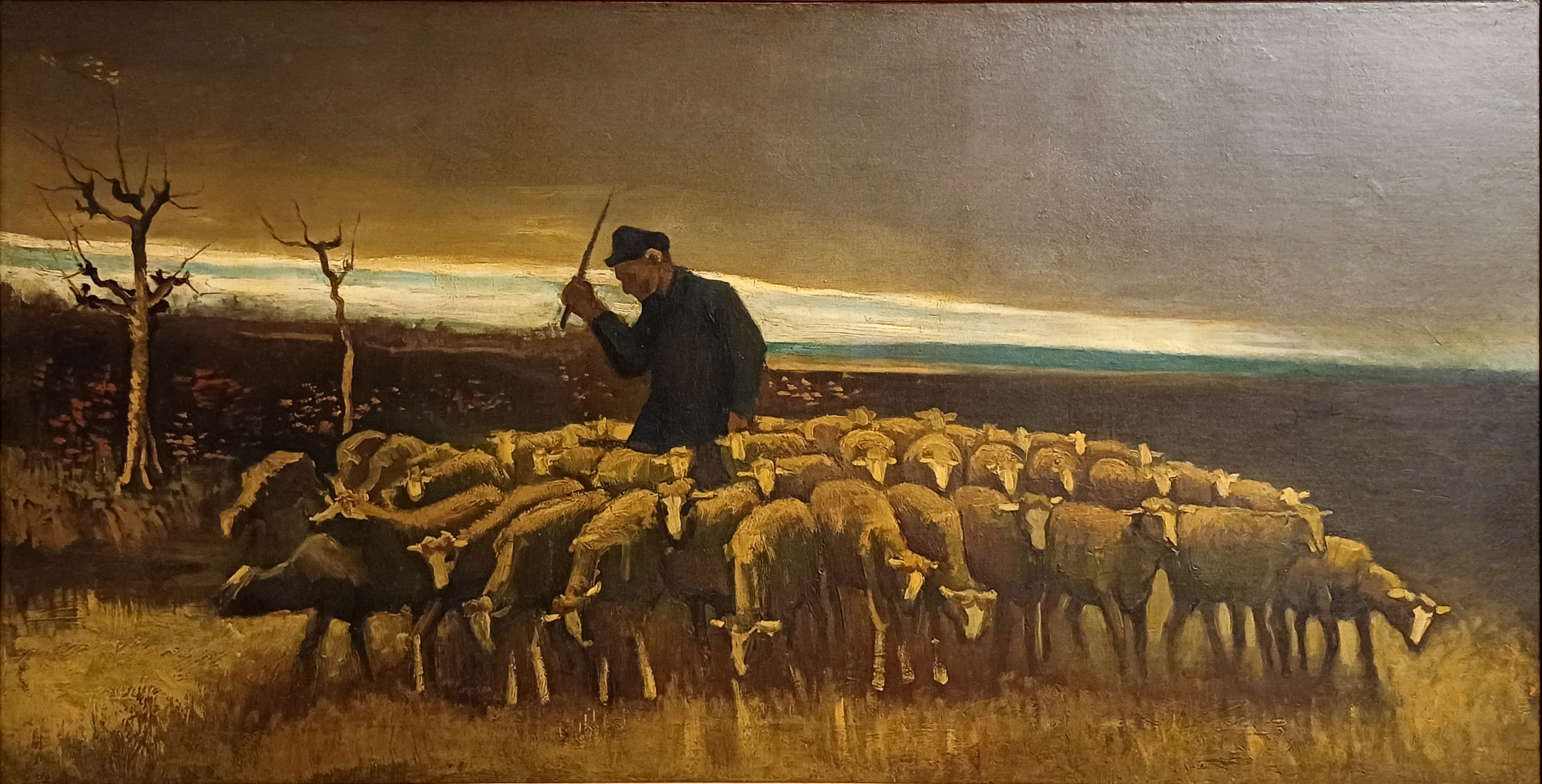
Pastore con gregge di pecore (copia in bianco e nero di dipinto), 1884, Soumaya Museum, Tizapán, Messico (F42)
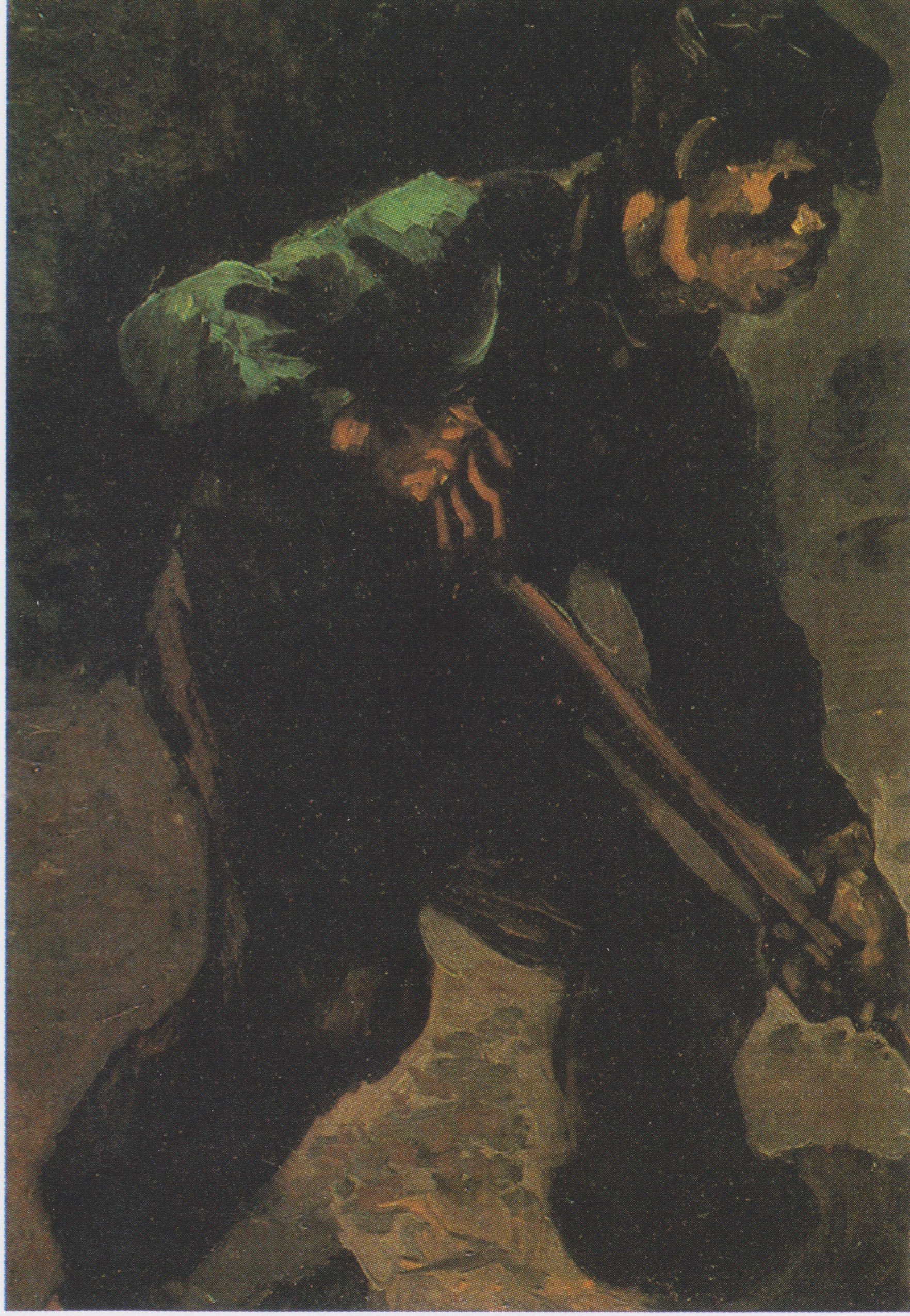
Contadino che scava 1885 Kröller-Müller Museum, Otterlo, Paesi Bassi (F166)

#### Il seminatore
Nel corso della sua carriera artistica, van Gogh realizzò più di 30 opere rappresentanti un seminatore. Scrisse del simbolismo della semina: "Uno non si aspetta di ottenere dalla vita ciò che si è già appreso, anzi, si comincia a vedere più chiaramente che la vita è una sorta di tempo di semina e il raccolto non è ancora ottenuto".
Van Gogh fu particolarmente ispirato dai dipinti di Jean-François Millet rappresentanti il lavoro del seminatore e la sensibilità data alle opere, onorando il ruolo dell'agricoltura contadina. L'aratura, la semina e la raccolta erano visti da van Gogh come simboli del controllo dell'uomo sulla natura e i suoi cicli eterni della vita.

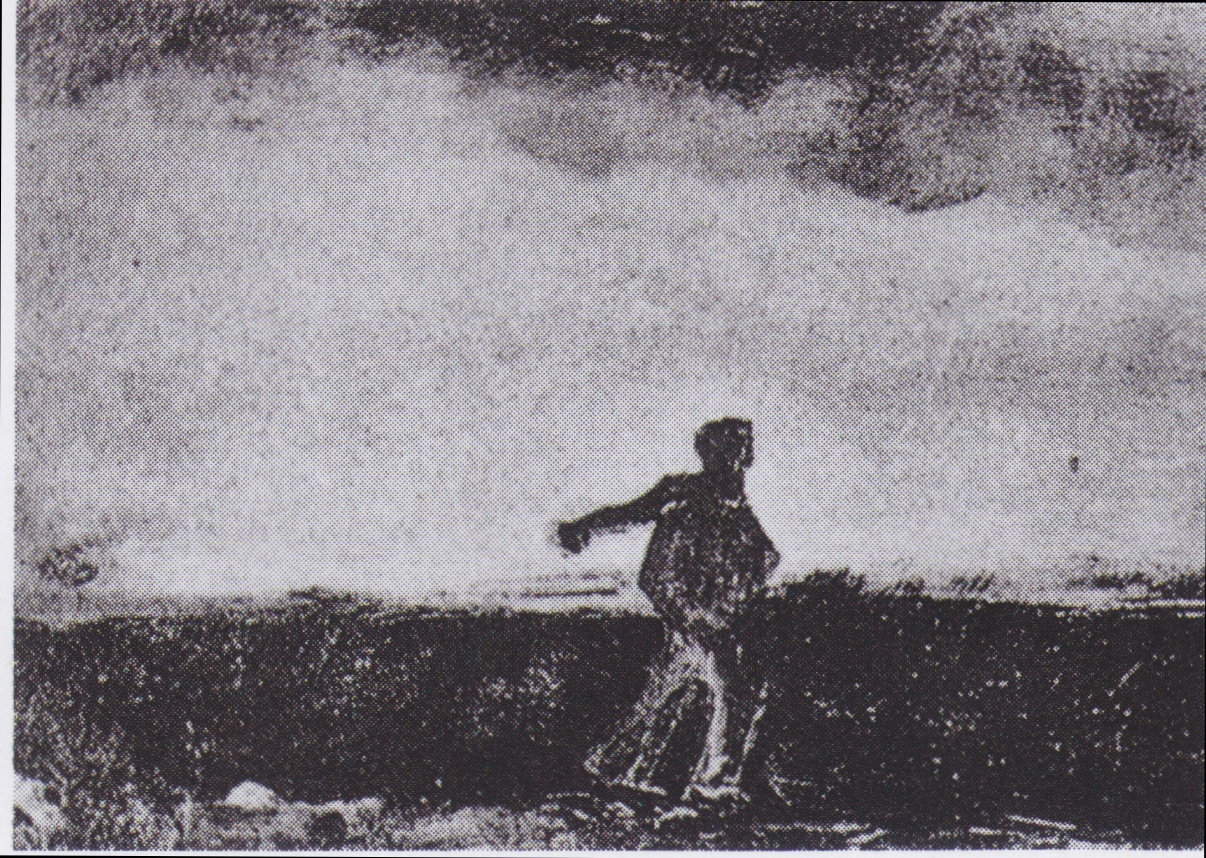
Il seminatore (studio), 1883, ubicazione sconosciuta (F11)
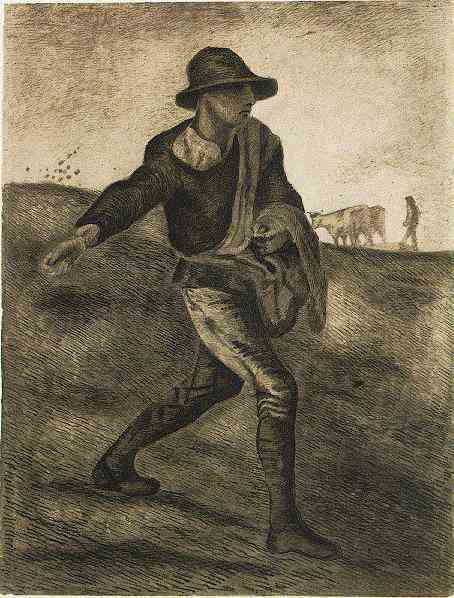
Il seminatore (da un dipinto di Millet), (F830)
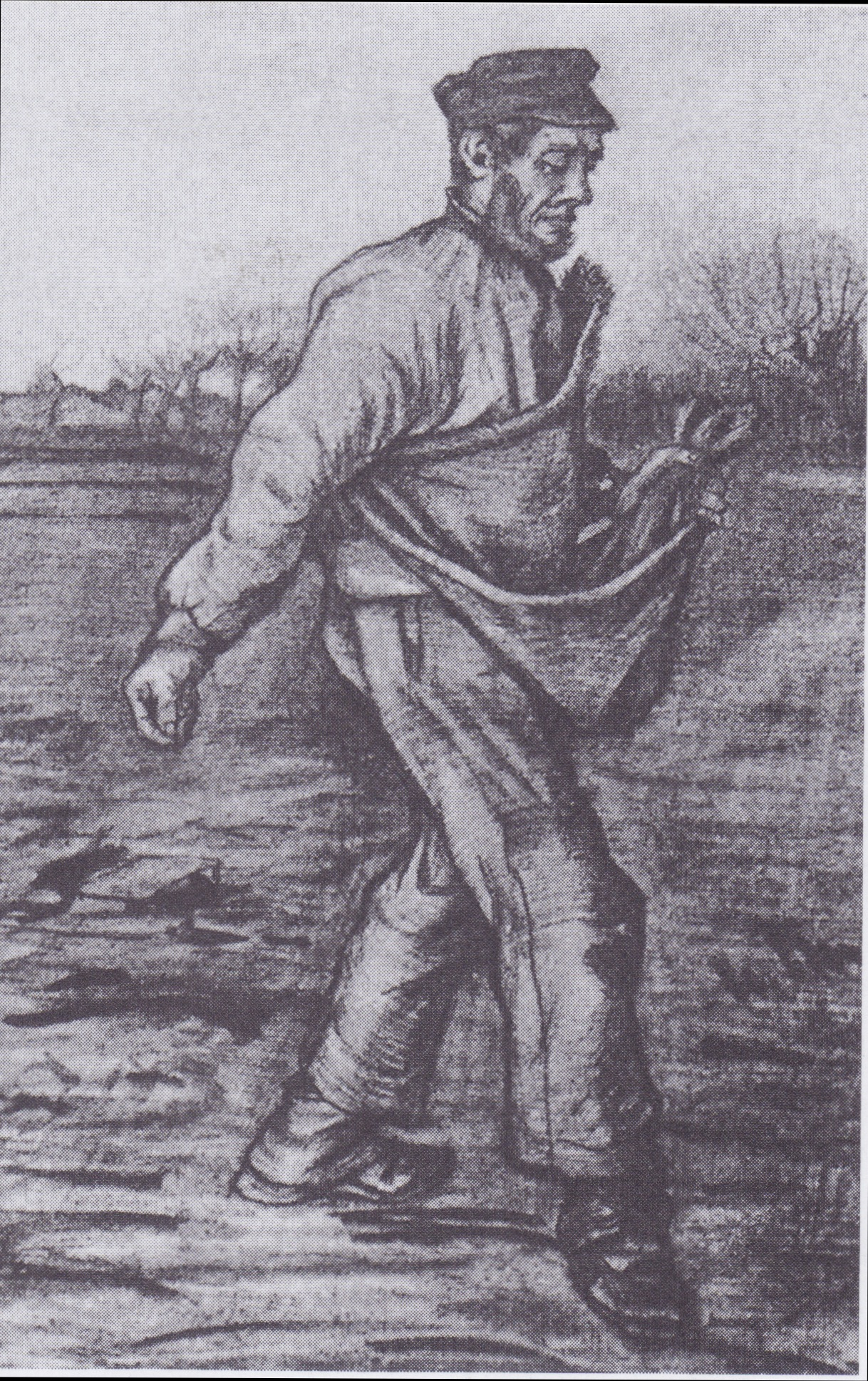
Il seminatore, matita, penna e inchiostro, 1882, P. & N. de Boer, Amsterdam (F852)

#### Il tessitore

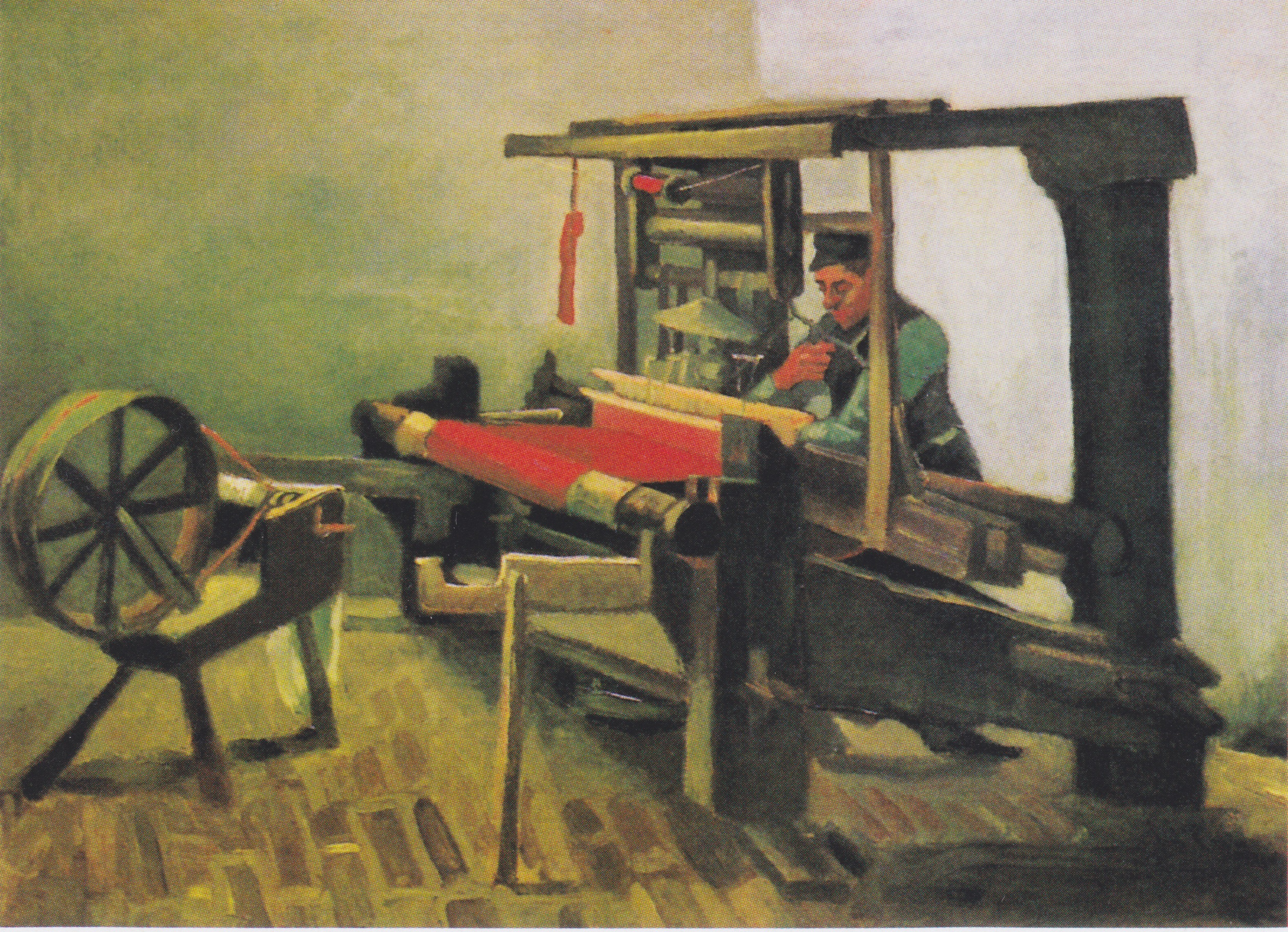
Tessitore, faccia a sinistra con filatoio, 1884, Museum of Fine Arts di Boston (F29)

Mentre viveva a Nuenen, nel 1884, van Gogh realizzò dipinti e disegni di tessitori nel corso di un periodo di sei mesi.  Per van Gogh, il tessitore, come il contadino, erano considerati gli uomini che hanno vissuto una vita nobile, simbolica dei cicli del corso della vita.  Van Gogh era affascinato dalla "apparenza meditativa" del tessitore. "Un tessitore che deve dirigere e intrecciare un gran numero di piccoli fili non ha tempo per filosofeggiare su di essi, ma piuttosto è talmente assorto nel suo lavoro che non pensa, ma agisce, e sente come le cose devono andare, piuttosto che spiegarlo" scrisse nel 1883.
Nei dipinti del tessitore, la composizione si concentra principalmente sul telaio e il tessitore, in un'immagine quasi iconica. C'è un senso di distanza, come qualcuno che guarda la scena. È difficile discernere l'emozione dal carattere o dall'abilità del tessitore.  Van Gogh esperimentò, con diversi mezzi, tecniche ed effetti di luce dalla finestra sugli oggetti presenti nella stanza, usando tonalità più chiare di grigio.
La tessitura rurale non era un mestiere prospero; il reddito poteva variare notevolmente a seconda della resa delle colture, dei materiali e delle condizioni di mercato. Il tessitore viveva una vita povera, soprattutto in confronto ai centri di produzione tessile urbani, quali Leida. Dopo che la produzione tessile era stata industrializzata, il sostentamento degli artigiani rurali divenne sempre più precario.
Van Gogh scrisse a suo fratello Theo: "La loro vita è dura. Un tessitore che lavora duramente fa una pezza di circa 60 metri a settimana. Mentre tesse, la moglie deve sedersi di fronte a lui, dipanando i fili, quindi ci sono due persone che lavorano e devono guadagnarsi da vivere col loro lavoro".
Esistono impressioni contrastanti circa i tessitori di van Gogh. Carl Nordenfolk, storico dell'arte, ha scritto: "Van Gogh presenta il tessitore come vittima tenuta fra le fauci degli aghi del telaio o prigioniero di uno strumento medievale di tortura. Il significato sociale è abbastanza inconfondibile, eppure c'è una possibile spiegazione: i dipinti posseggono una tenera e intima atmosfera". Un testo francese del 1969 sosteneva che anche se le raffigurazioni sono scomode e rigide, "la sequenza di opere sui 'tessitori' è stupefacente nella sua presenza, nel suo mistero e nella sua forza brutale".
In Tessitore, faccia a sinistra con filatoio, van Gogh convoglia il suo sentimento nei confronti dei lavoratori poveri. Il dipinto è realizzato con colori cupi in contrasto con il tessuto rosso presente sul telaio.
In Avvolgitore per bobine (F175) sono rappresentati filati avvolti su un rocchetto per la tessitura. In questo dipinto, realizzato nell'inverno del 1883-1884, van Gogh utilizza tocchi di grigio chiaro per rappresentare la luce che cade sulla camera buia e sugli strumenti.

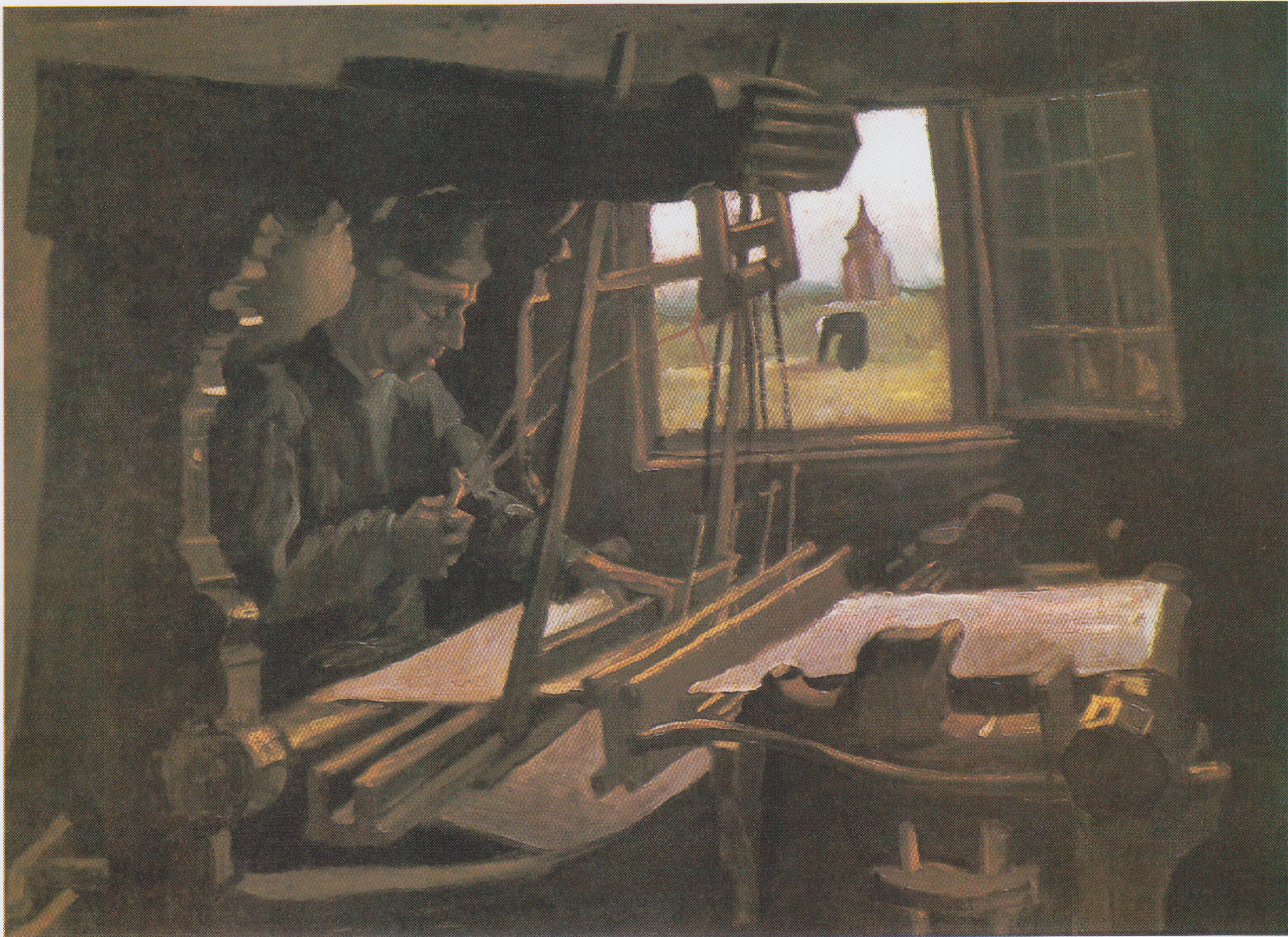
Tessitore vicino ad una finestra aperta, 1884, Neue Pinakothek, Monaco di Baviera (F24)
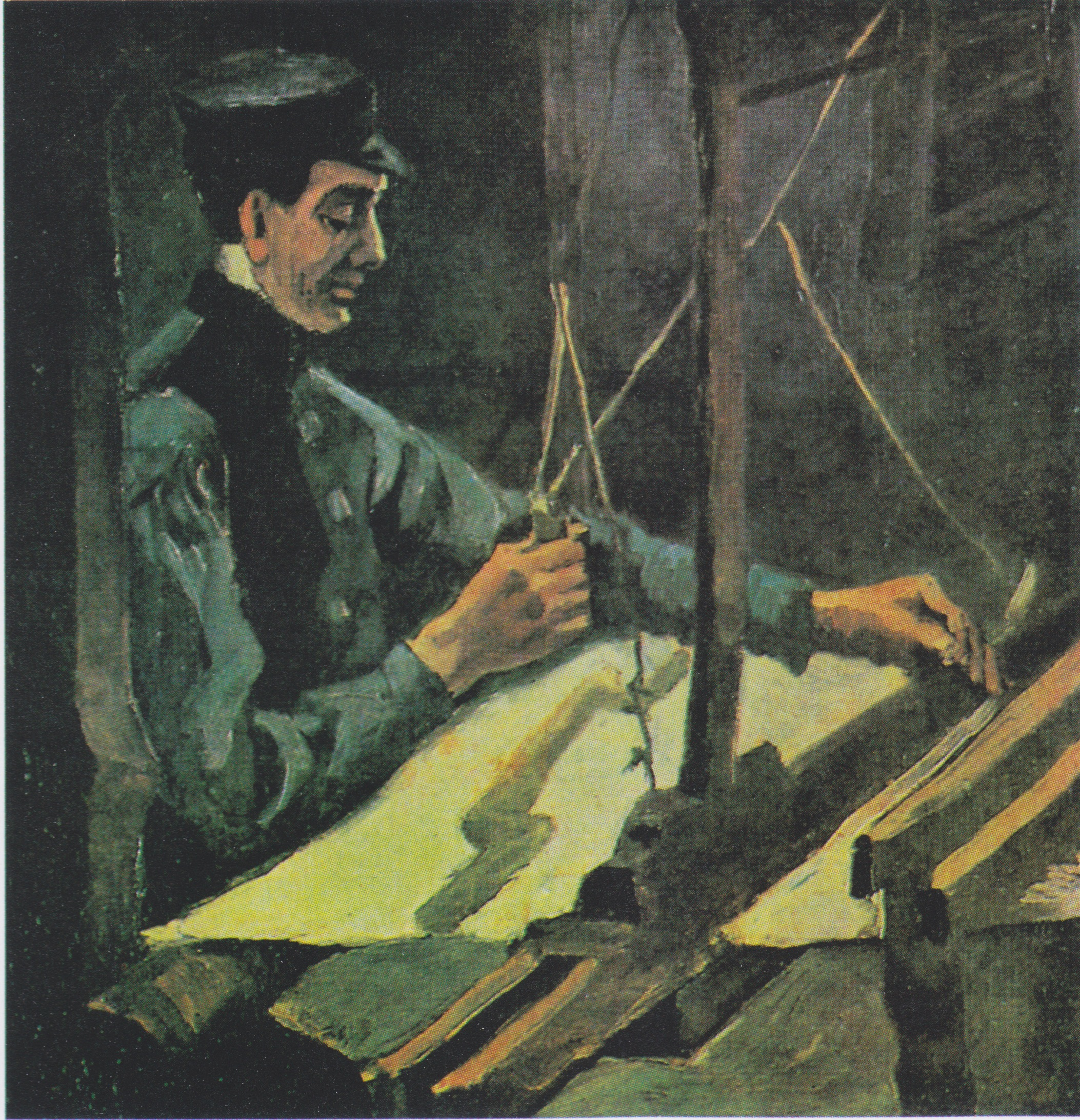
Tessitore con faccia a destra (mezzo busto), 1884, collezione privata (F26)
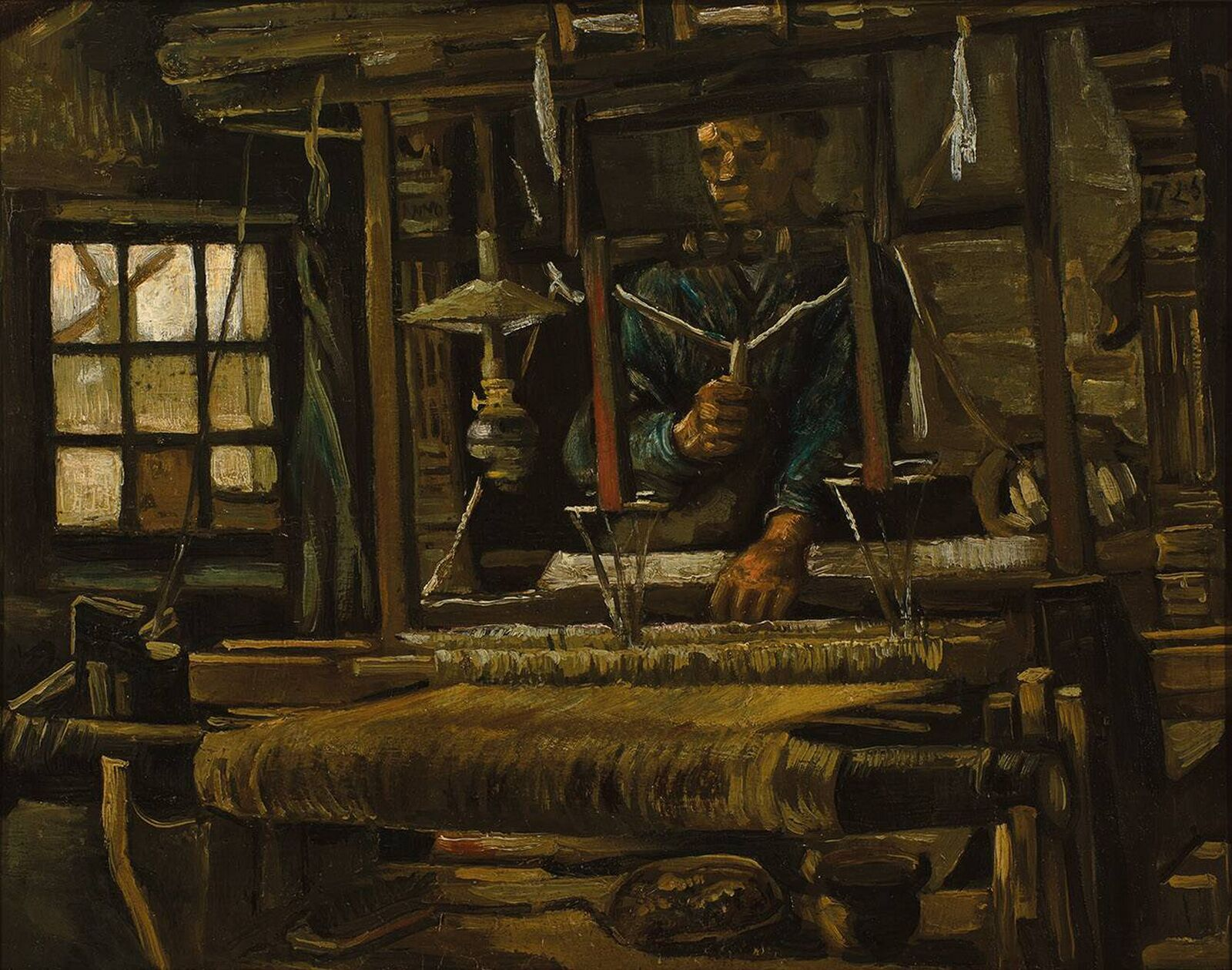
Tessitore visto da davanti, 1884, Museum Boijmans Van Beuningen, Rotterdam (F27)
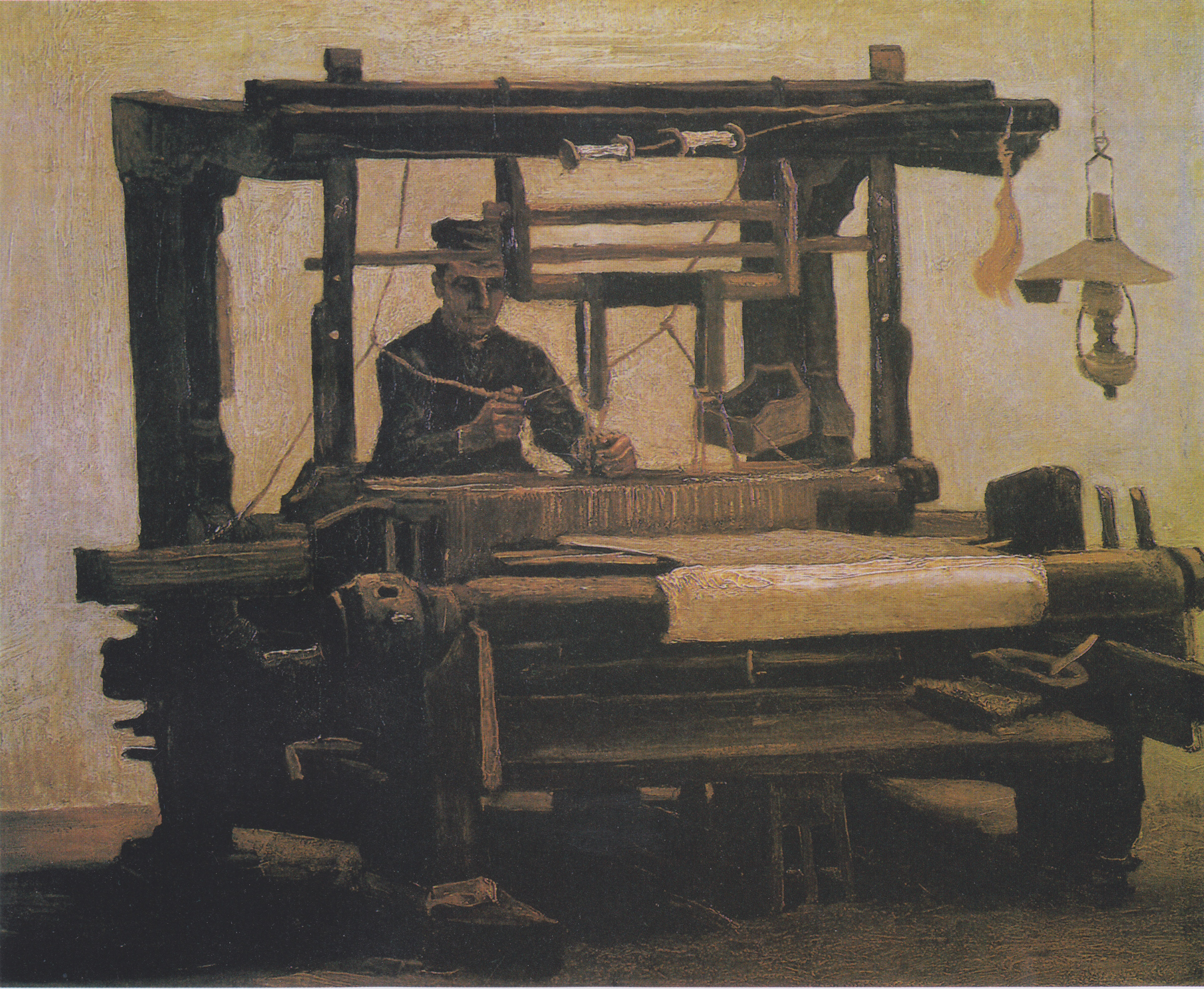
Tessitore al telaio, 1884, Kröller-Müller Museum, Otterlo (F30)
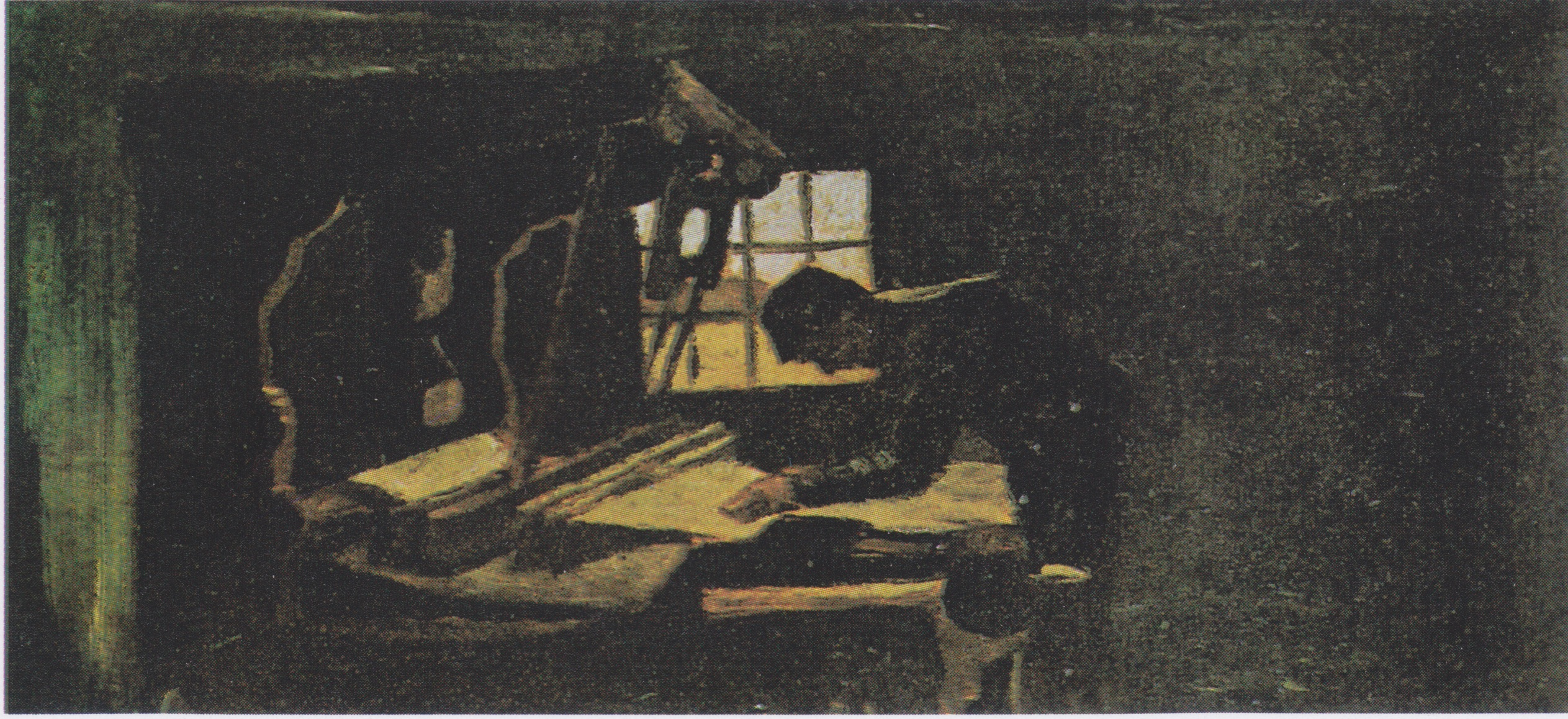
Tessitore in piedi di fronte ad un telaio, 1884, collezione privata (F32)
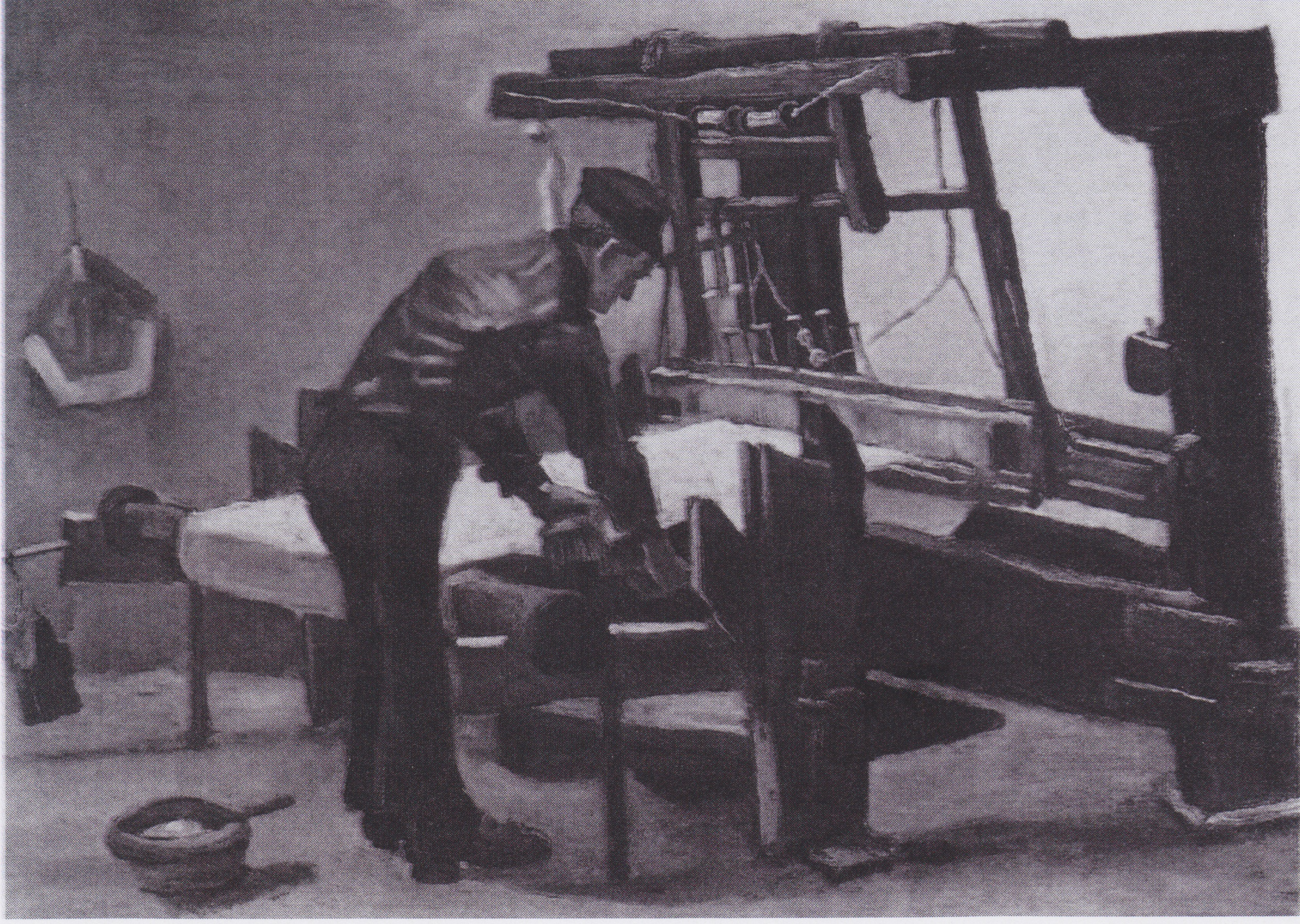
Tessitore con faccia a destra anche Tessitore in piedi di fronte ad un telaio, 1884, collezione privata (F33)
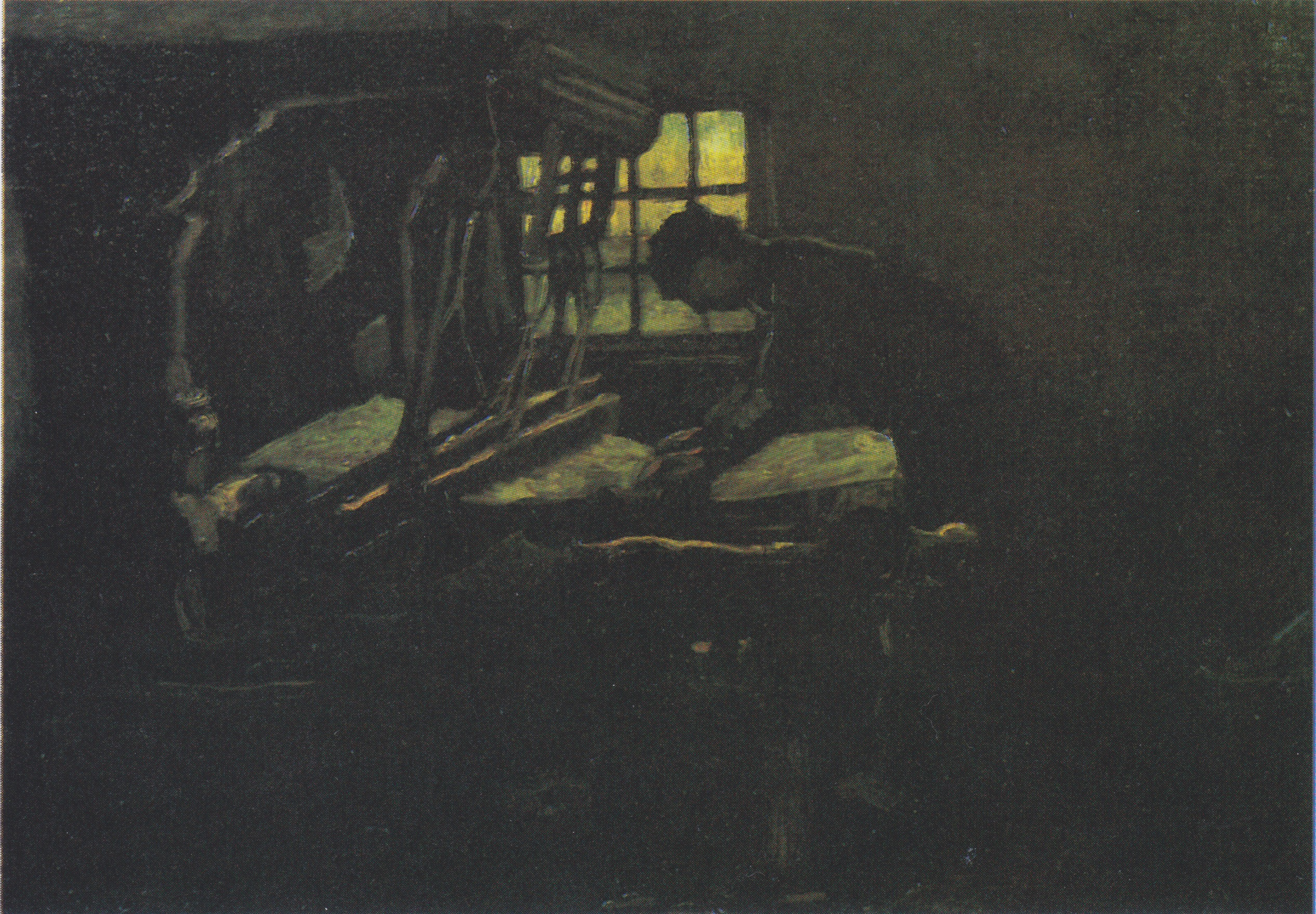
Telaio con tessitore noto anche come Tessitore che sistema filati, 1884, Kröller-Müller Museum, Otterlo, Paesi Bassi (F35)
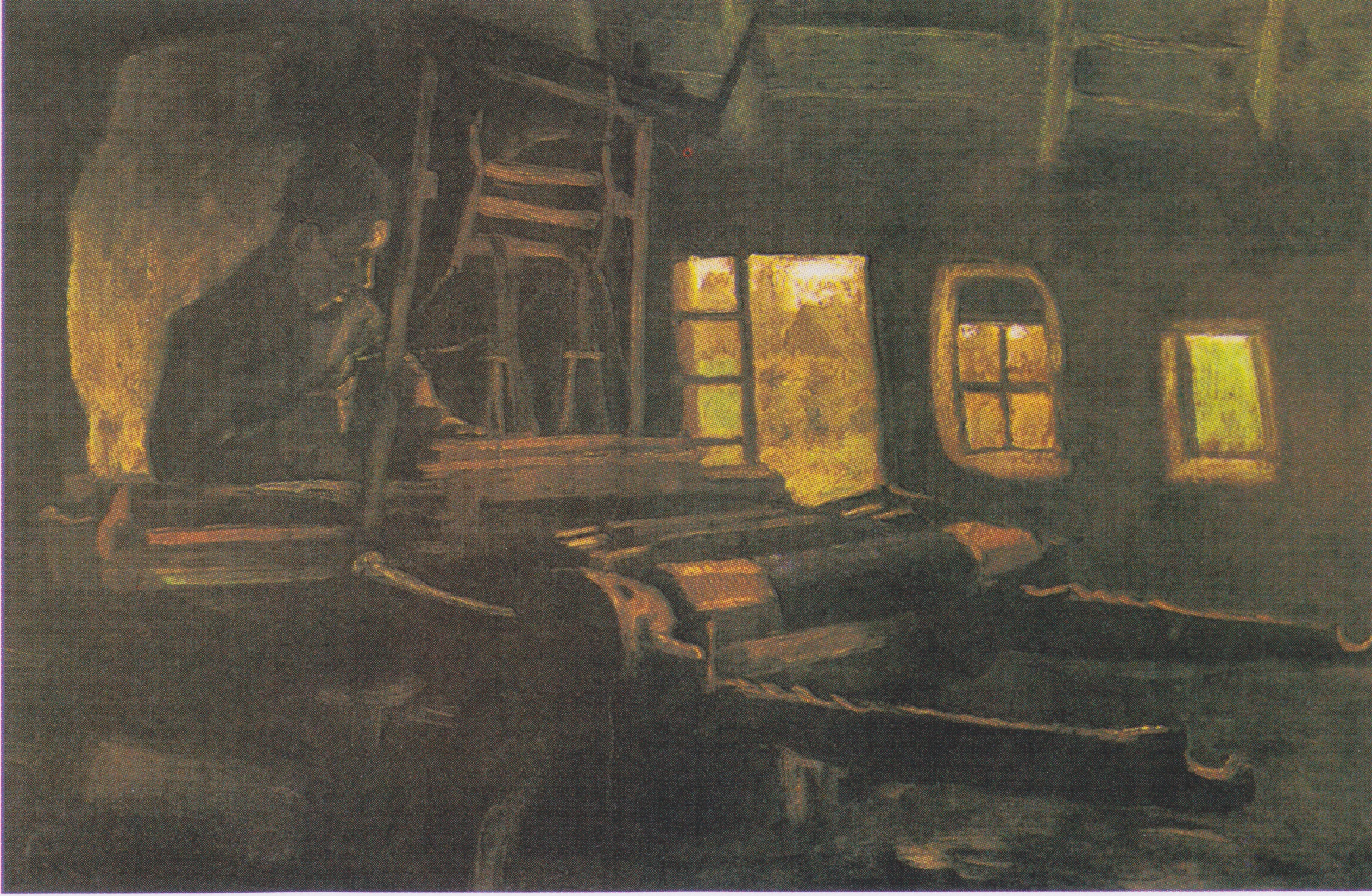
Telaio con tessitore anche Tessitore in interno con tre piccole finestre, 1884, Kröller-Müller Museum, Otterlo, Paesi Bassi (F37)
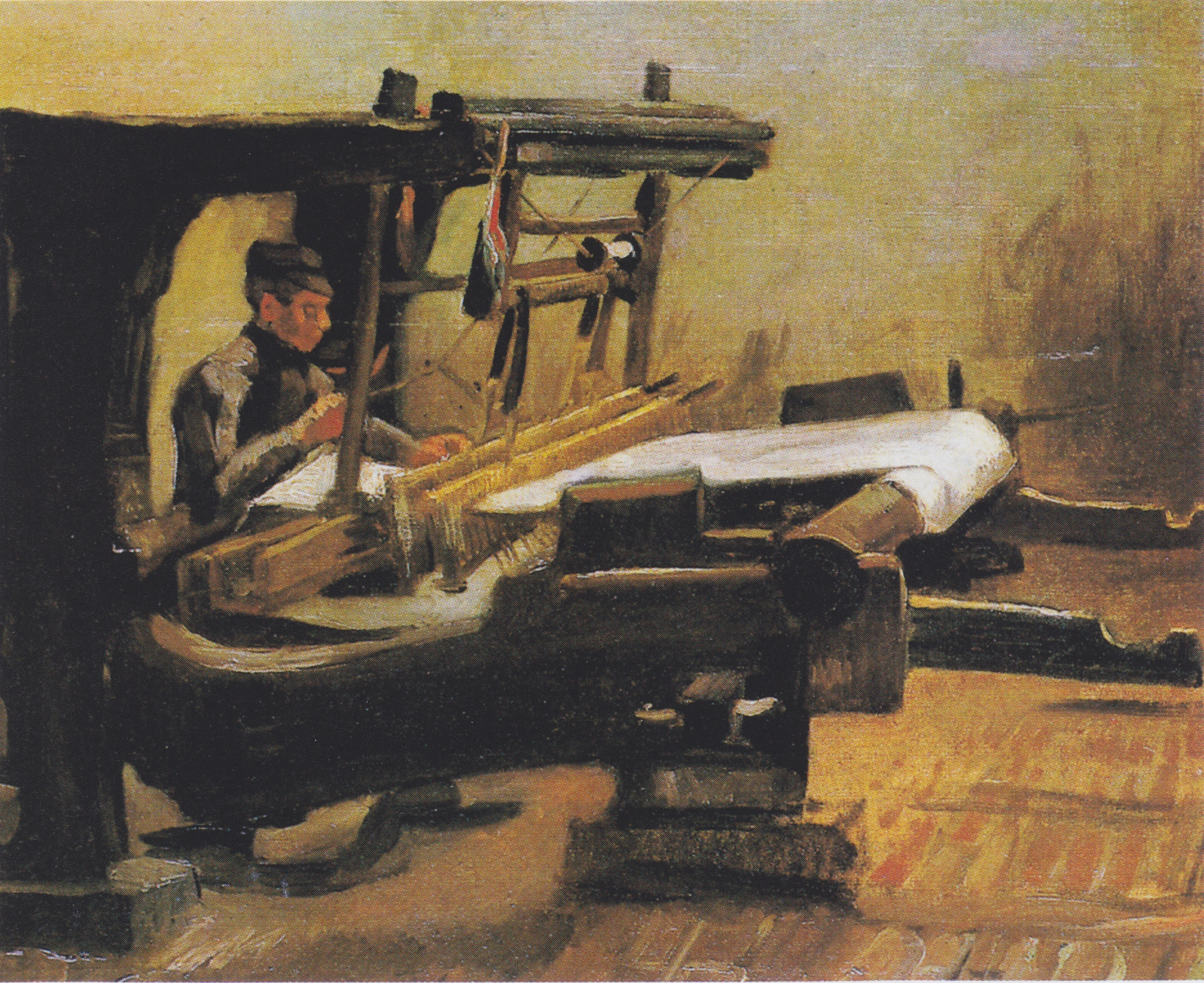
Tessitore con faccia a destra (mezzo busto), 1884, collezione privata (F162)
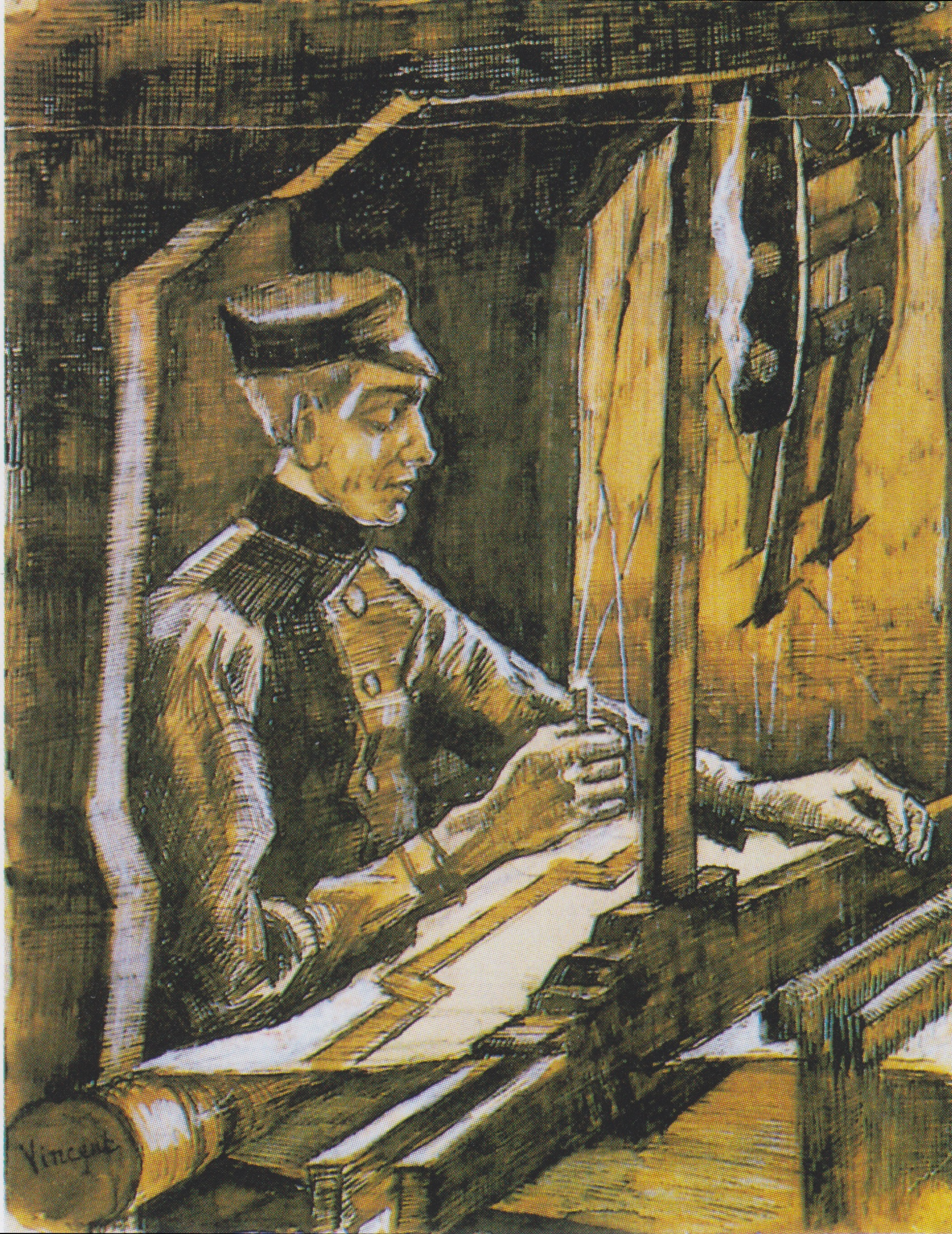
Telaio con tessitore anche Tessitore al telaio, disegno, 1884, Kröller-Müller Museum, Otterlo, Paesi Bassi (F1122)
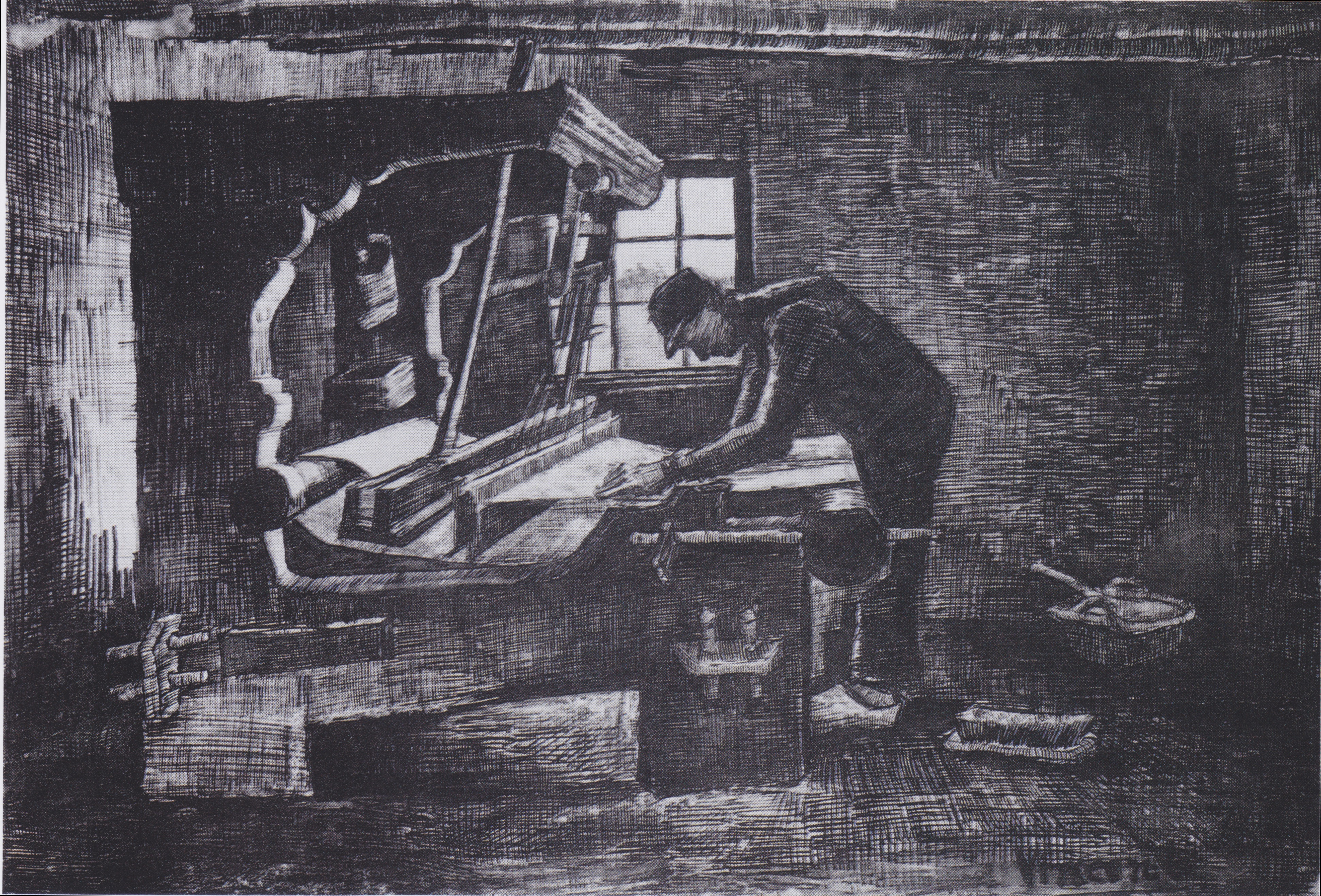
Tessitore al telaio, matita, penna e inchiostro, 1884, Kröller-Müller Museum, Otterlo (F1134)
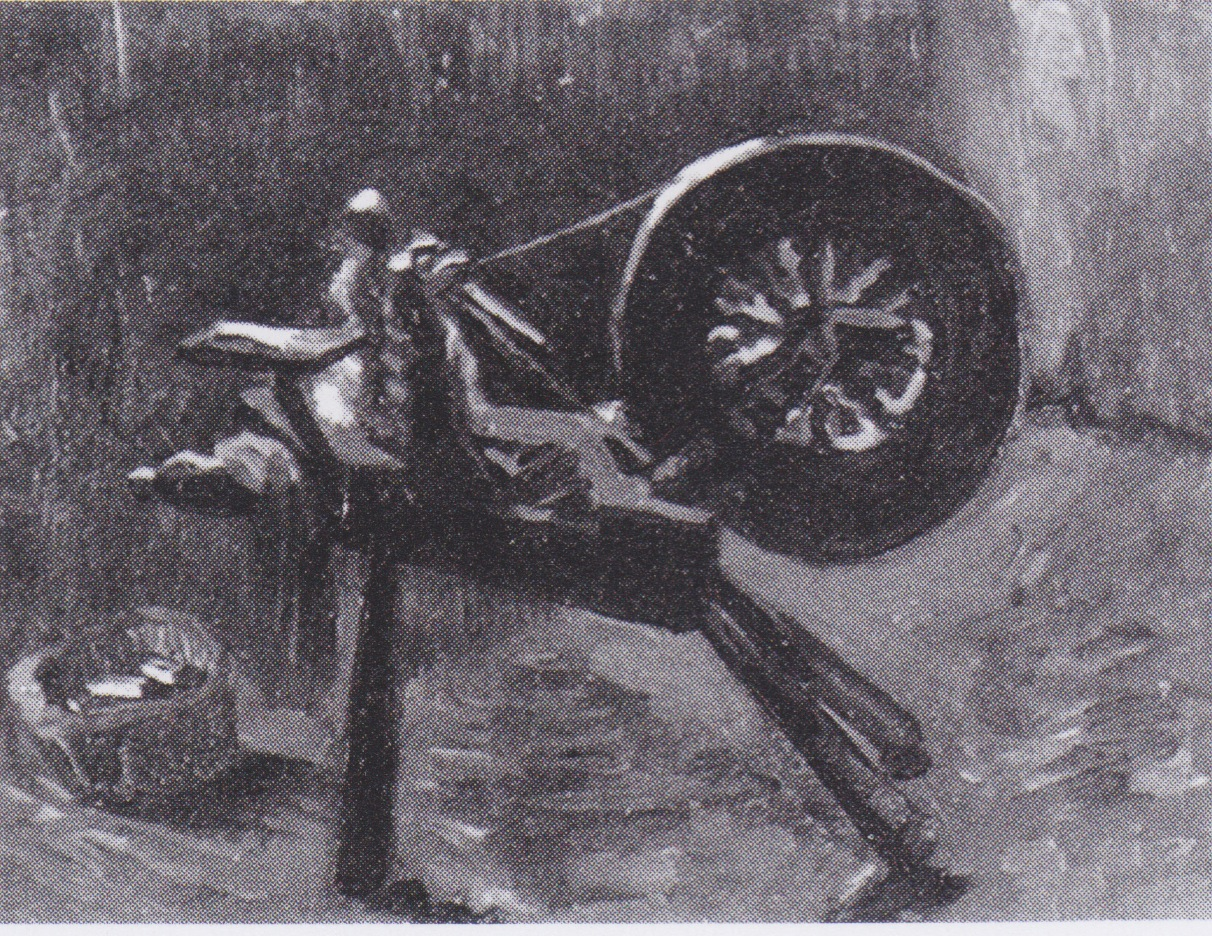
Avvolgitore per bobine, 1885, Van Gogh Museum, Amsterdam (F175)

## insieme al lavoro
Contadino e contadina che seminano patate (F129a) è un dipinto che ritrae un uomo e una donna che lavorano insieme. Girano la terra con una vanga e piantano il seme di patata. Le figure di entrambi si trovano sotto l'orizzonte, a simboleggiare la loro comunione con la terra. Il dipinto è stato realizzato a Nuenen, nel distretto del Brabante Settentrionale dove van Gogh venne allevato. Due settimane dopo aver completato questo quadro, van Gogh completò il suo dipinto più conosciuto, I mangiatori di patate. Le patate erano l'elemento principale nella dieta dei contadini poveri, quelli che potevano a malapena permettersi il pane e per i quali la carne era un lusso. Le patate non erano un cibo adeguato a chi poteva permettersi di meglio nel XIX secolo. Thomas Carlyle, un filosofo scozzese, considerava i poveri "mangiatori di radici". Van Gogh potrebbe essere stato ispirato dalla descrizione fatta dal biografo di Jean-François Millet, Alfred Sensier, del dipinto Semina di patate: "una delle opere più belle [di Millet]" rappresentante una coppia di sposi "in una vasta pianura, ai margini della quale un villaggio si perde nell'atmosfera luminosa, con l'uomo che apre la terra e la donna che lascia cadere i semi di patata".
L'anno prima, van Gogh aveva dipinto Piantatori di patate (F172)  mostrante un uomo che crea un solco e una donna che fa cadere il seme dietro di lui.

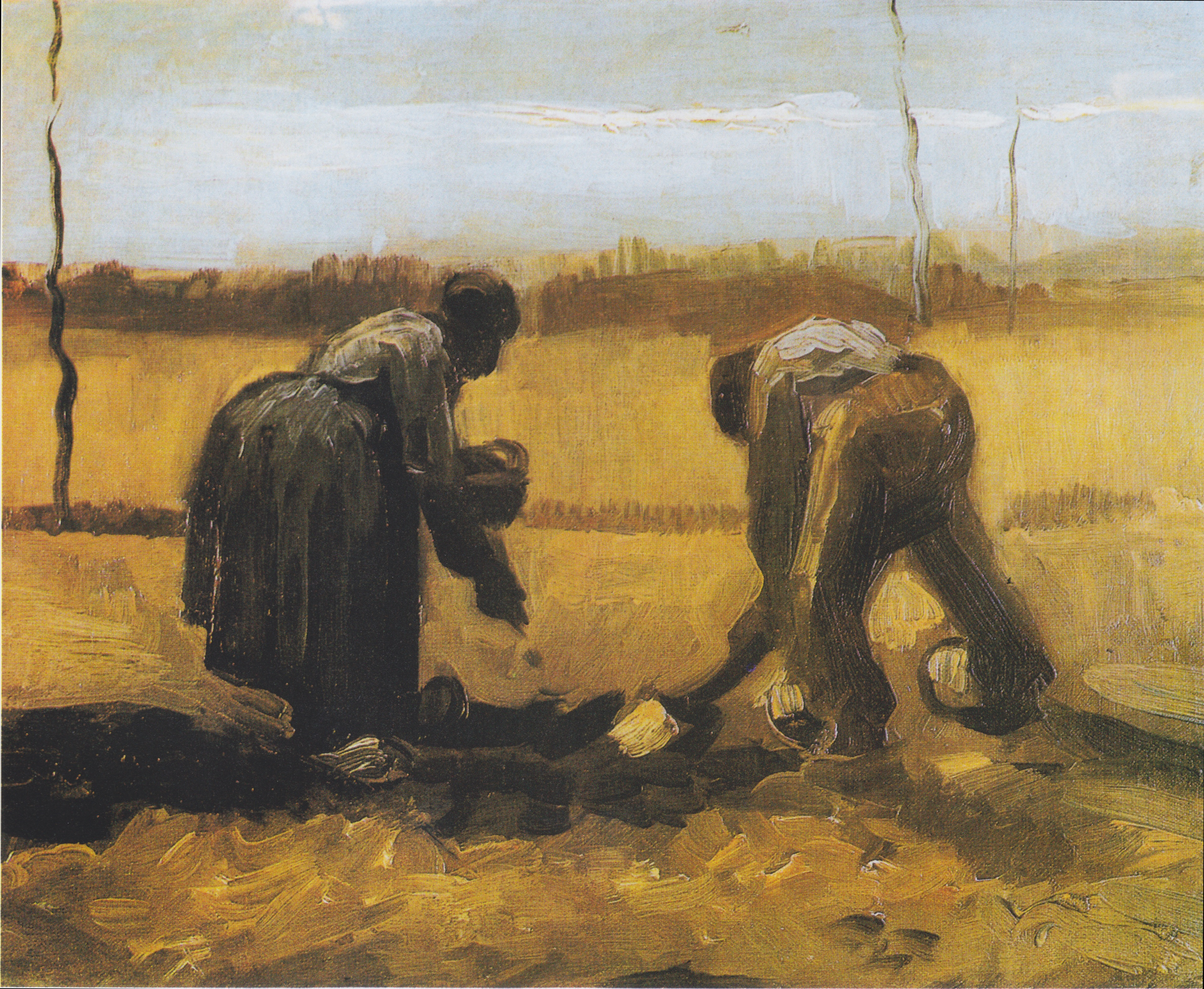
Contadino e contadina che seminano patate, 1885, Kunsthaus, Zurigo (F129a)
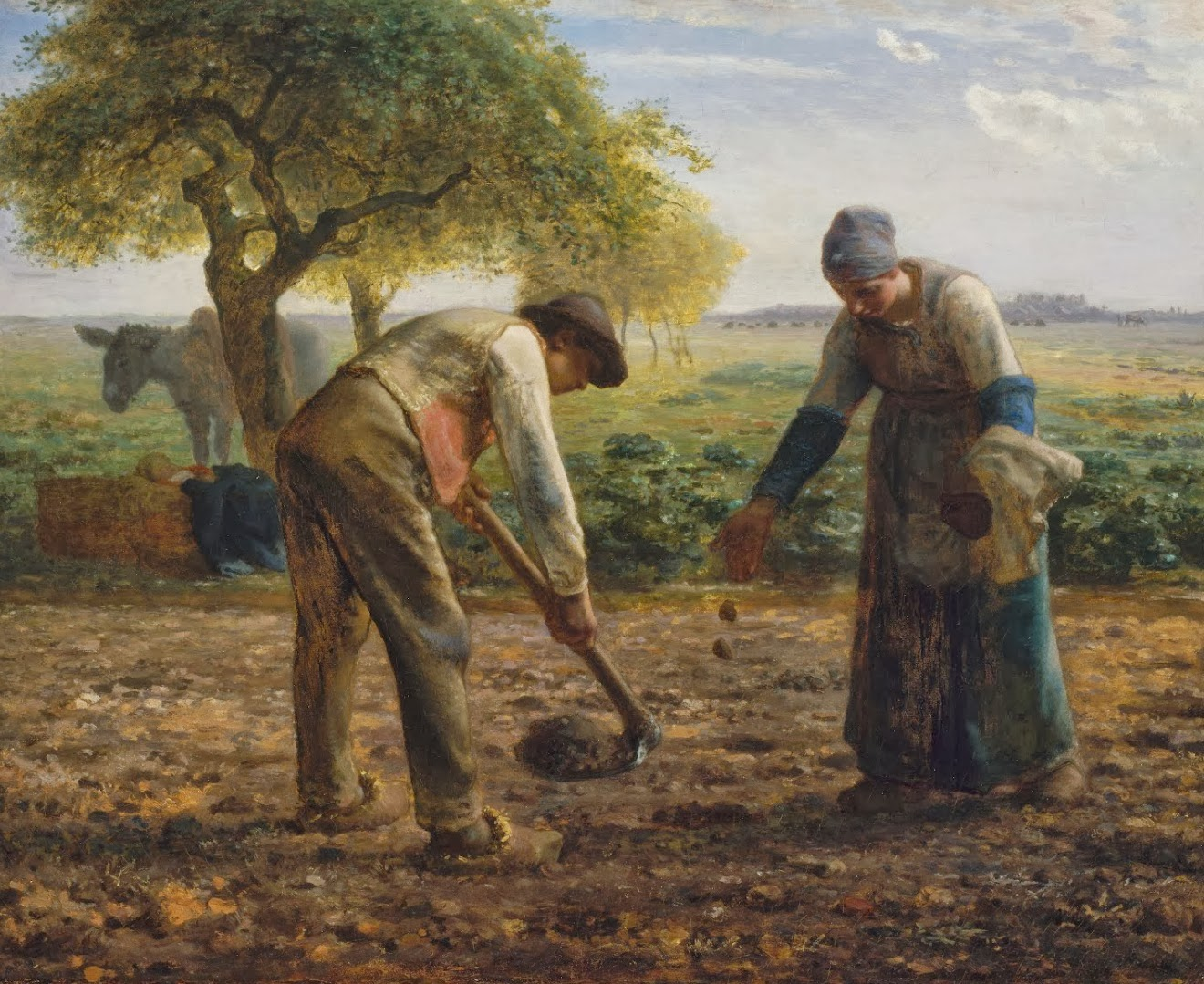
Jean-François Millet, Seminatore di patate
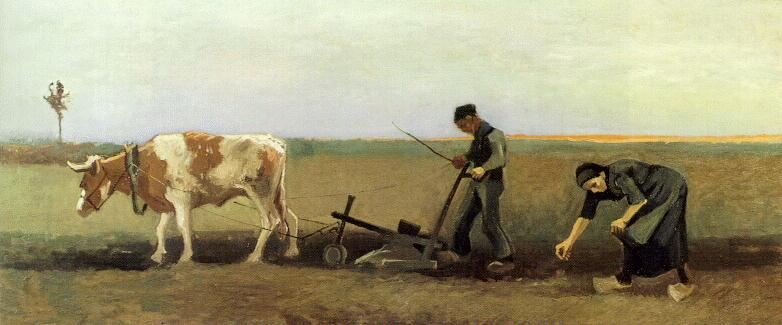
Seminatore di patate, 1884, Von Der Heydt Museum, Wuppertal, Germania (F172)

Un'altra occupazione in cui un uomo e una donna, spesso lavoravano insieme era la tessitura. La donna manovrava i fili delle bobine mentre l'uomo lavorava al telaio creando metri di tessuto. Le donne inoltre aiutavano gli uomini nel settore della pesca occupandosi della riparazione periodica delle loro reti. Nel lavoro agricolo, una donna era particolarmente importante, aiutando nella semina e nella raccolta. Van Gogh realizzò molti dipinti di donne che scavano patate.

## Gruppi di persone

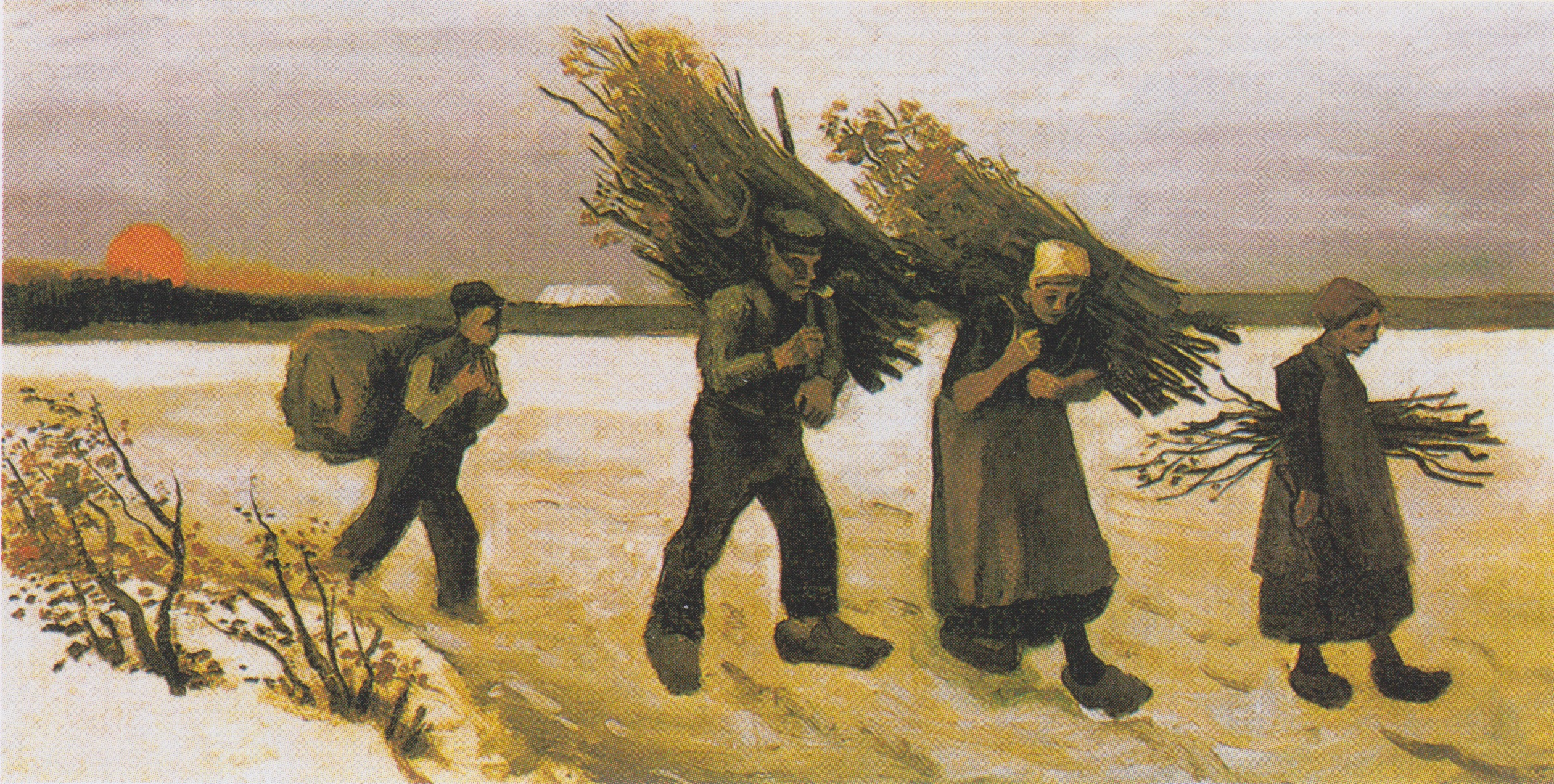
Raccoglitori di legna sulla neve, 1884, collezione privata (F43)
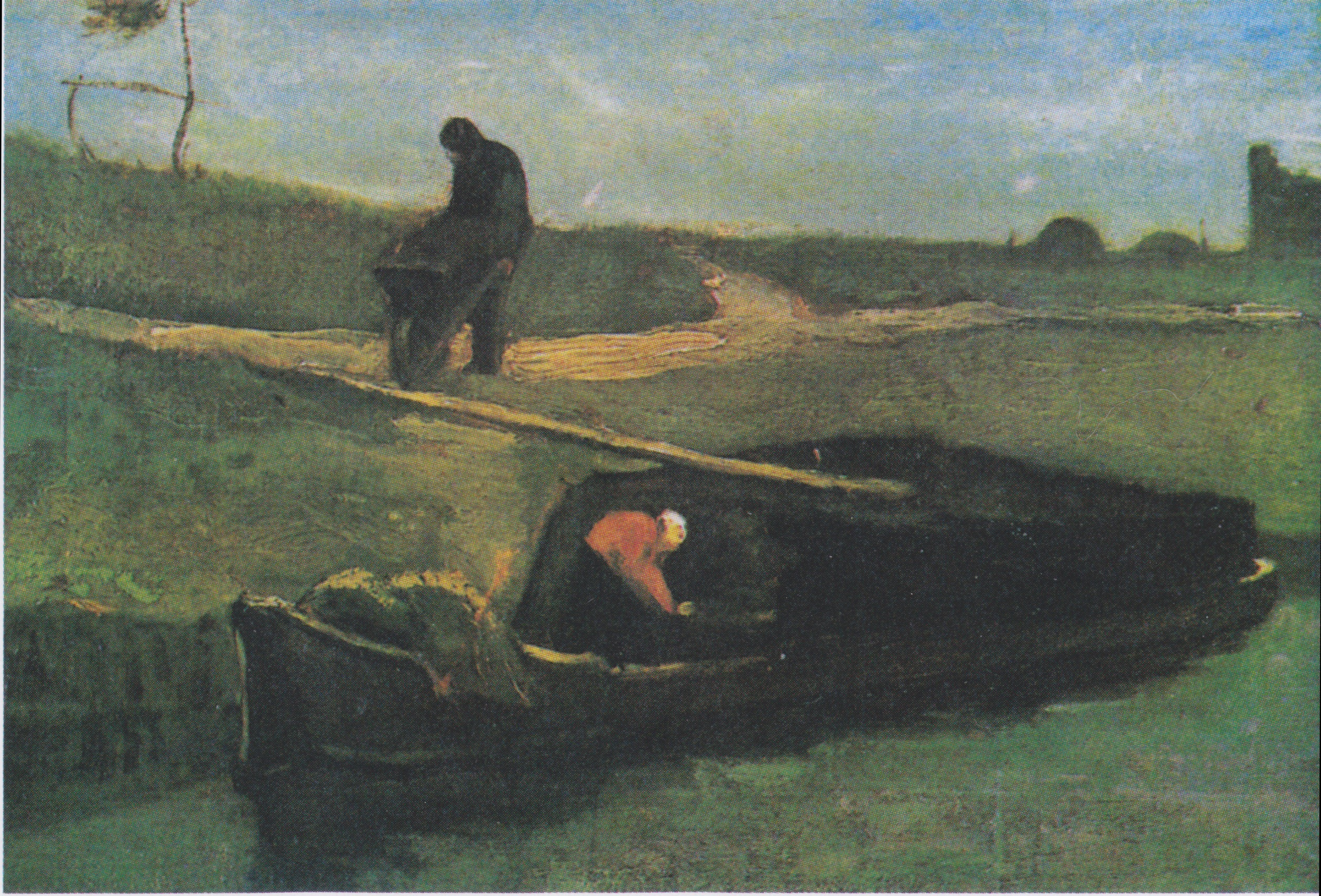
Barca torbiera con due figure, 1883, Drents Museum, Assen, Paesi Bassi (F21)

### Raccolti

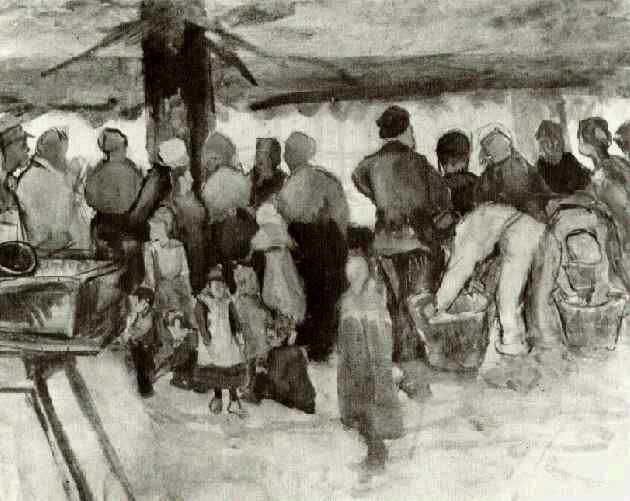
Mercato delle patate, acquerello, 1882, collezione privata (F1091)
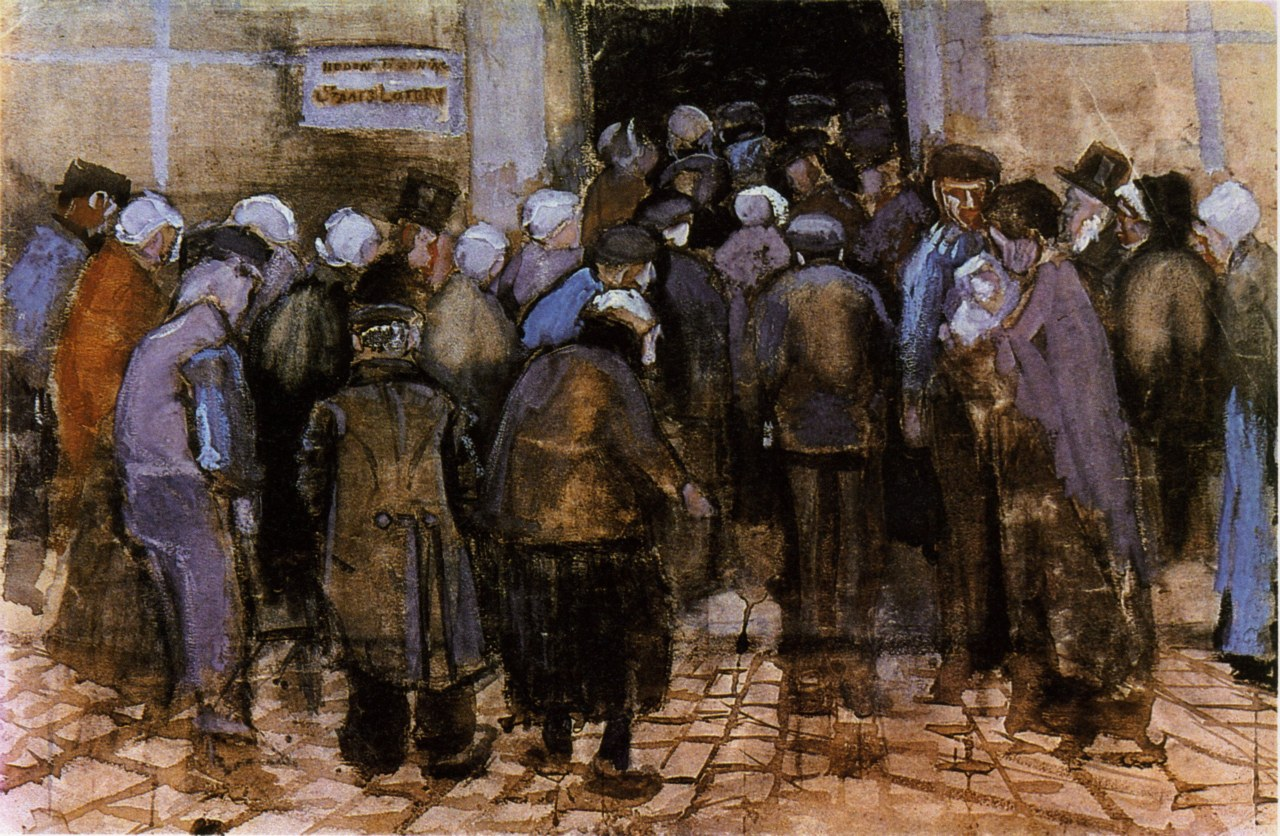
Lotteria di Stato anche I poveri e il denaro, 1882, Van Gogh Museum, Amsterdam (F970)
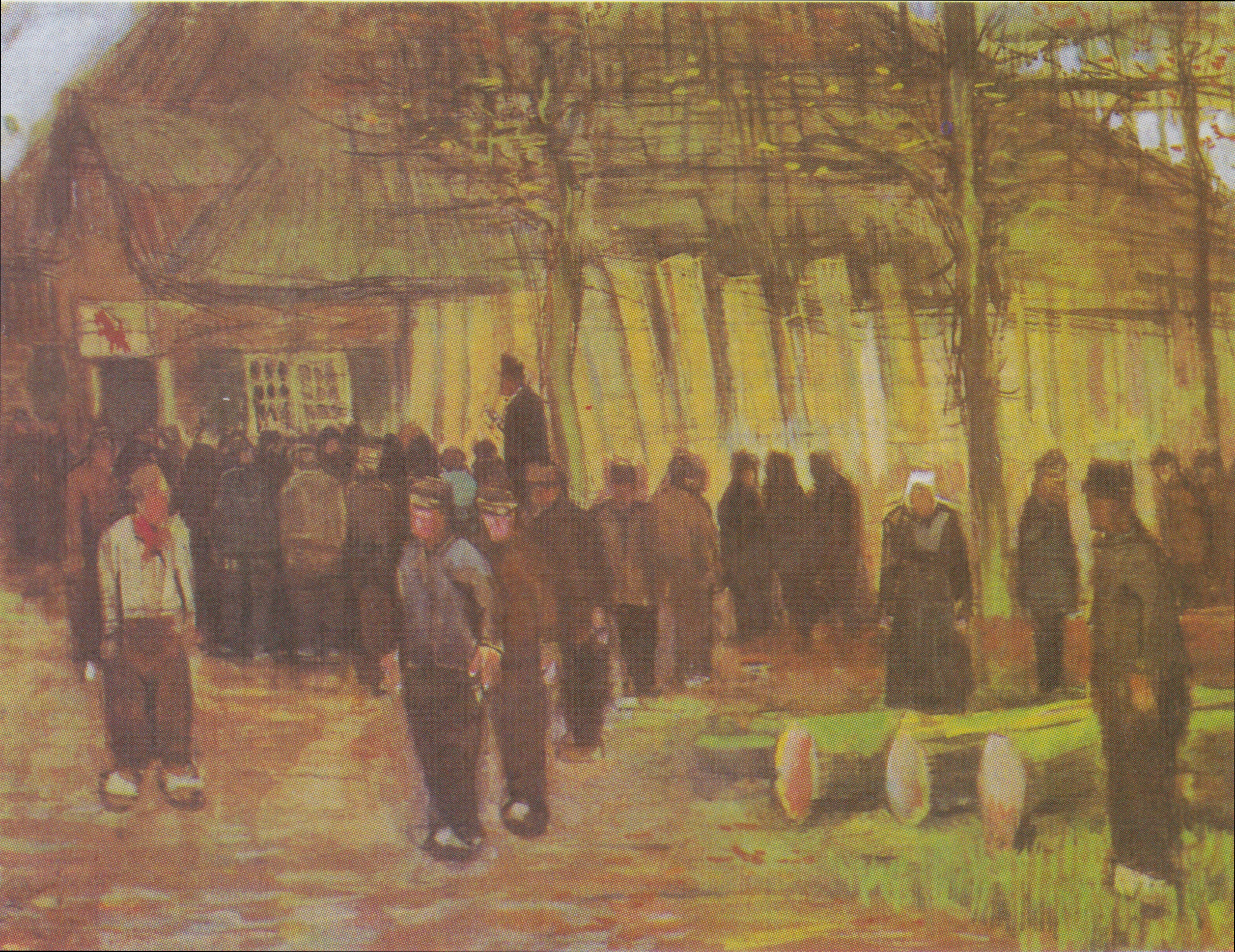
Vendita all'asta di legname anche Vendita di legname, acquerello, 1883, Kröller-Müller Museum, Otterlo, Paesi Bassi (F1113)

### Lavoratori dei campi

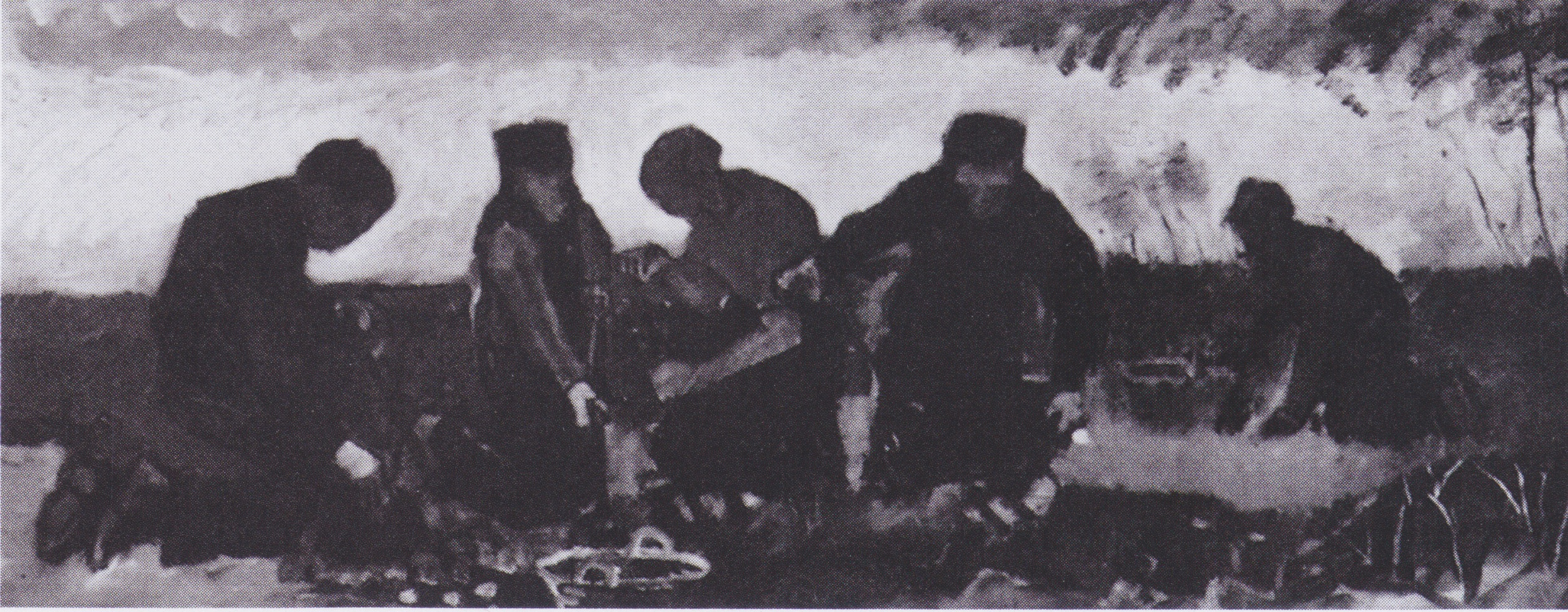
Scavatori di patate (cinque figure) 1883 collezione privata (F9)
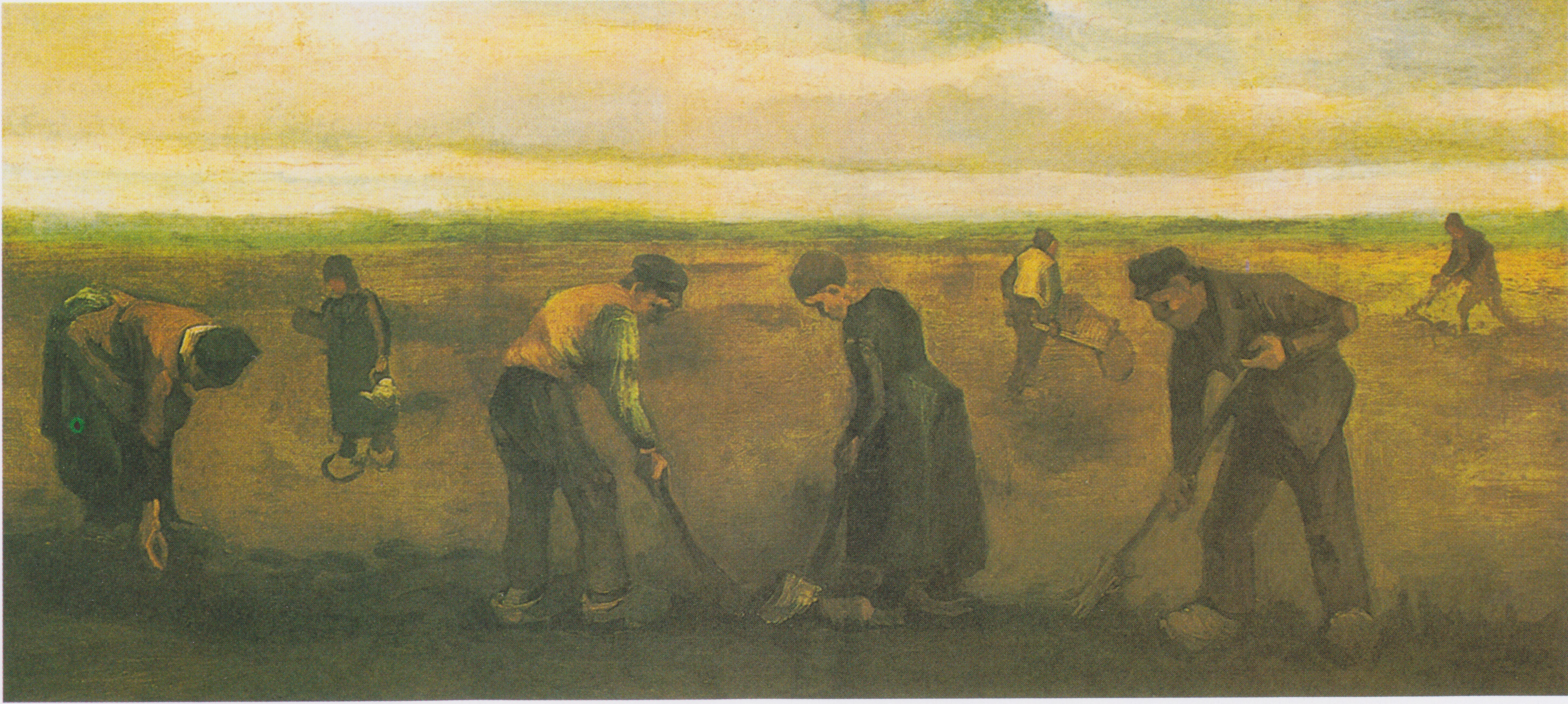
Contadini che seminano patate 1884 Kröller-Müller Museum, Otterlo, Paesi Bassi (F41)

### Mangiatori di patate

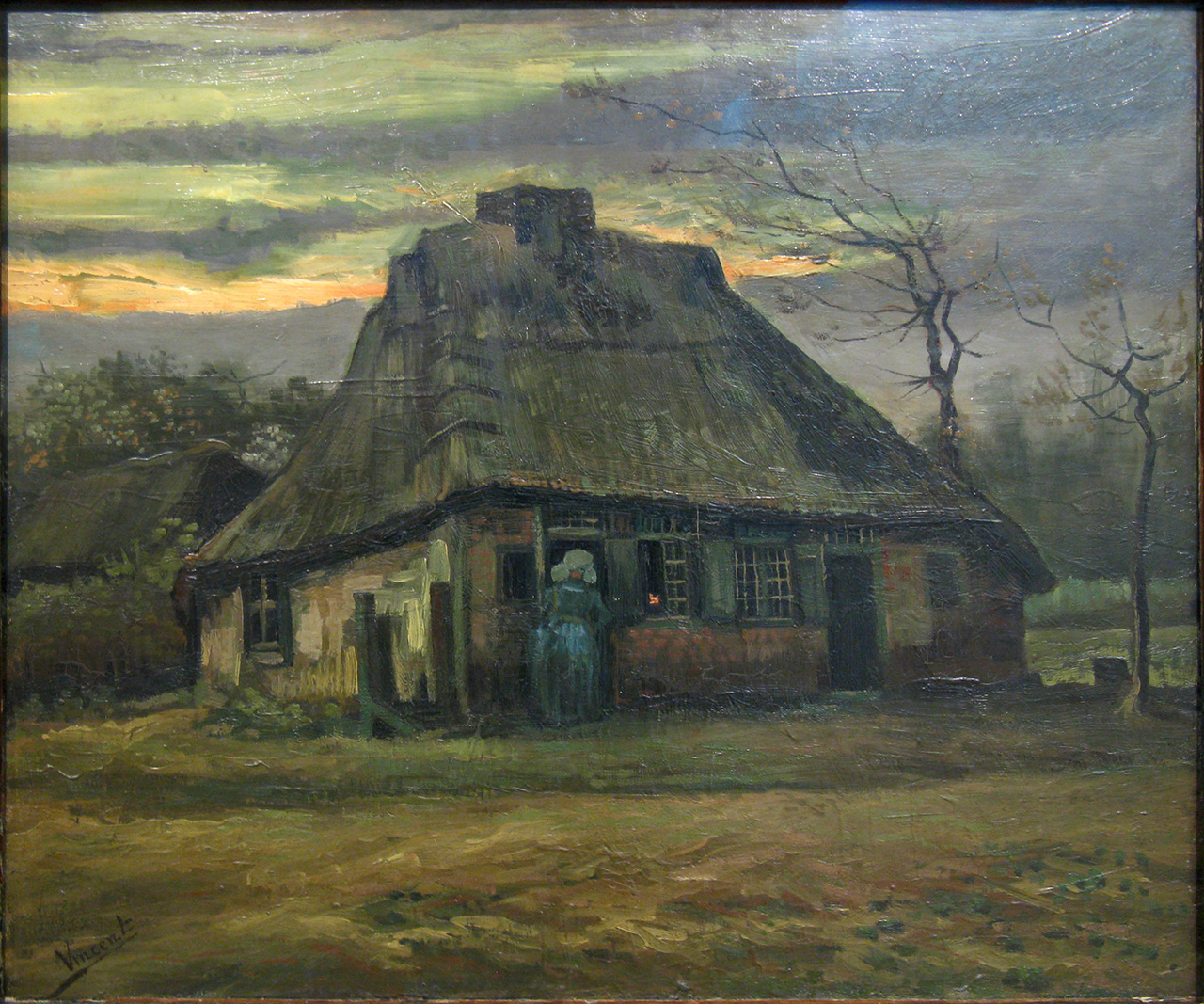
Il cottage, 1885, Van Gogh Museum, Amsterdam (F83). Il cottage era la casa di due famiglie, una delle quali era la De Groot rappresentata nel dipinto I mangiatori di patate

I mangiatori di patate (in lingua olandese De Aardappeleters) è un dipinto di van Gogh realizzato nell'aprile 1885 mentre risiedeva a Nuenen. Si trova presso il Van Gogh Museum di Amsterdam. La versione esposta al Kröller-Müller Museum di Otterlo è uno studio preliminare a olio; ne esiste anche una versione in litografia.

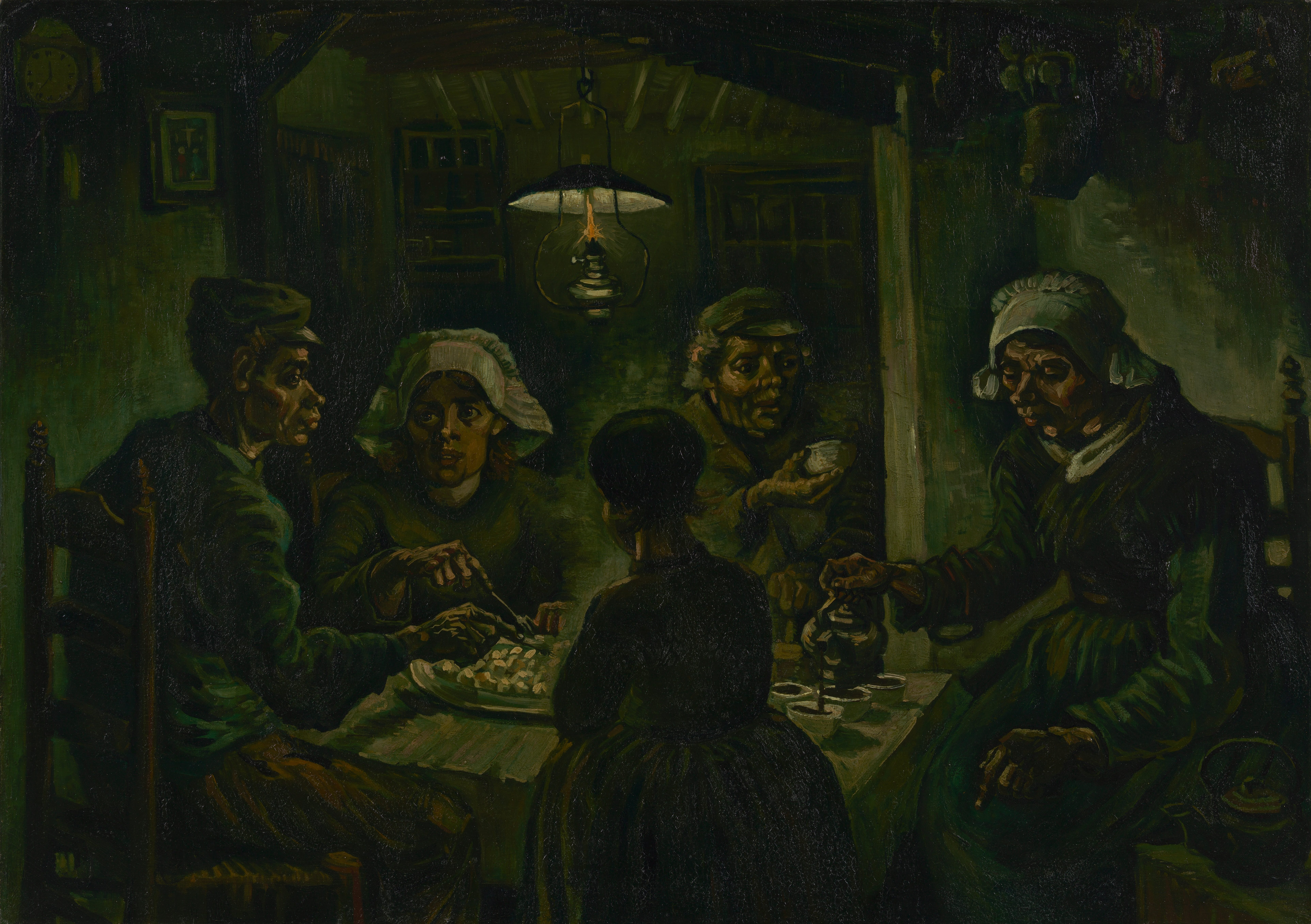
I mangiatori di patate, 1885, Van Gogh Museum, Amsterdam
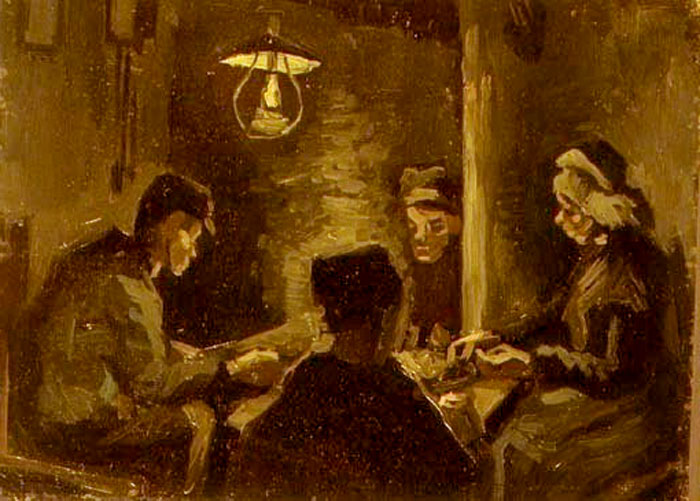
Studio per i mangiatori di patate
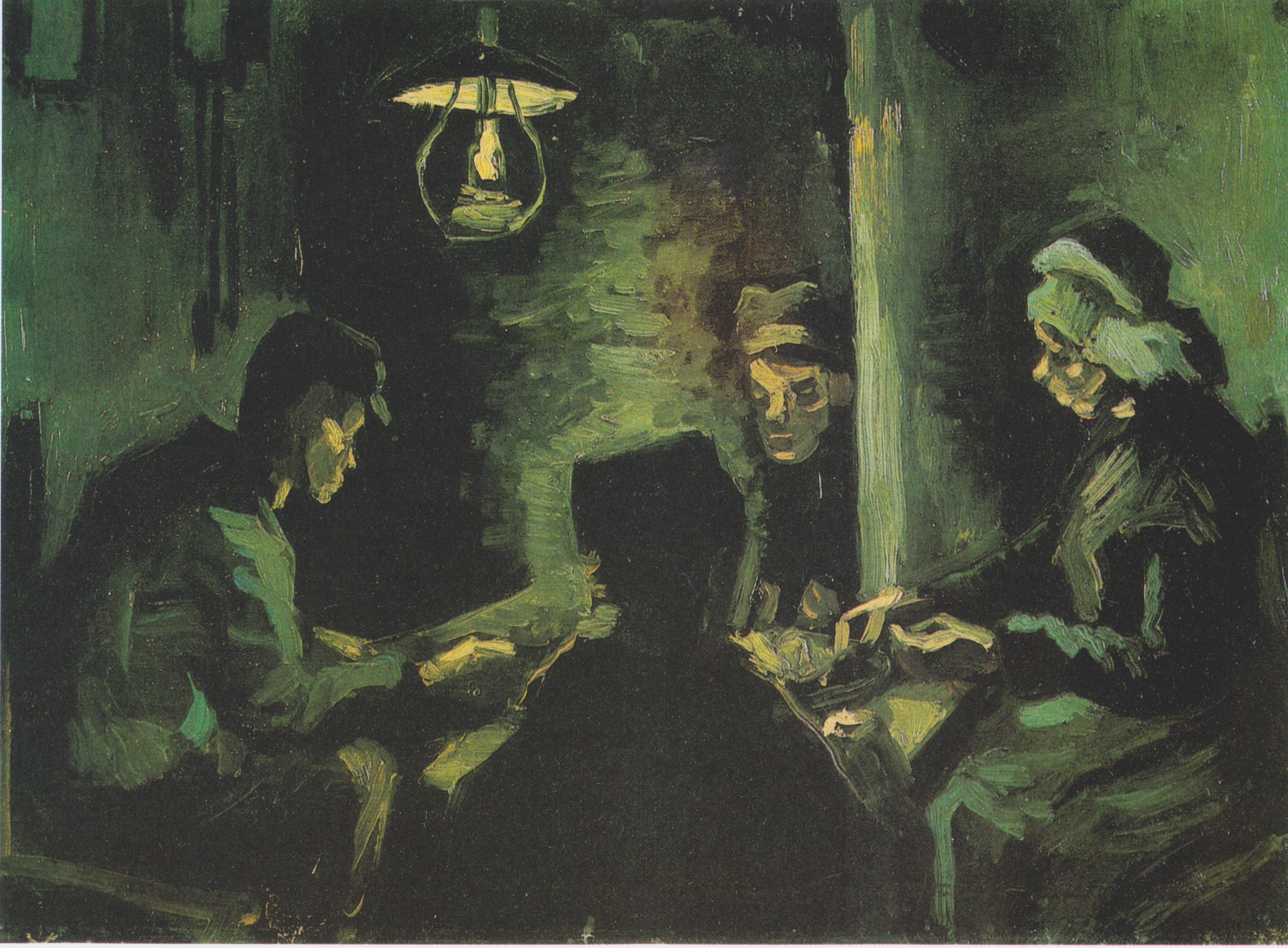
Studio per i mangiatori di patate, 1885, collezione privata (F77r)
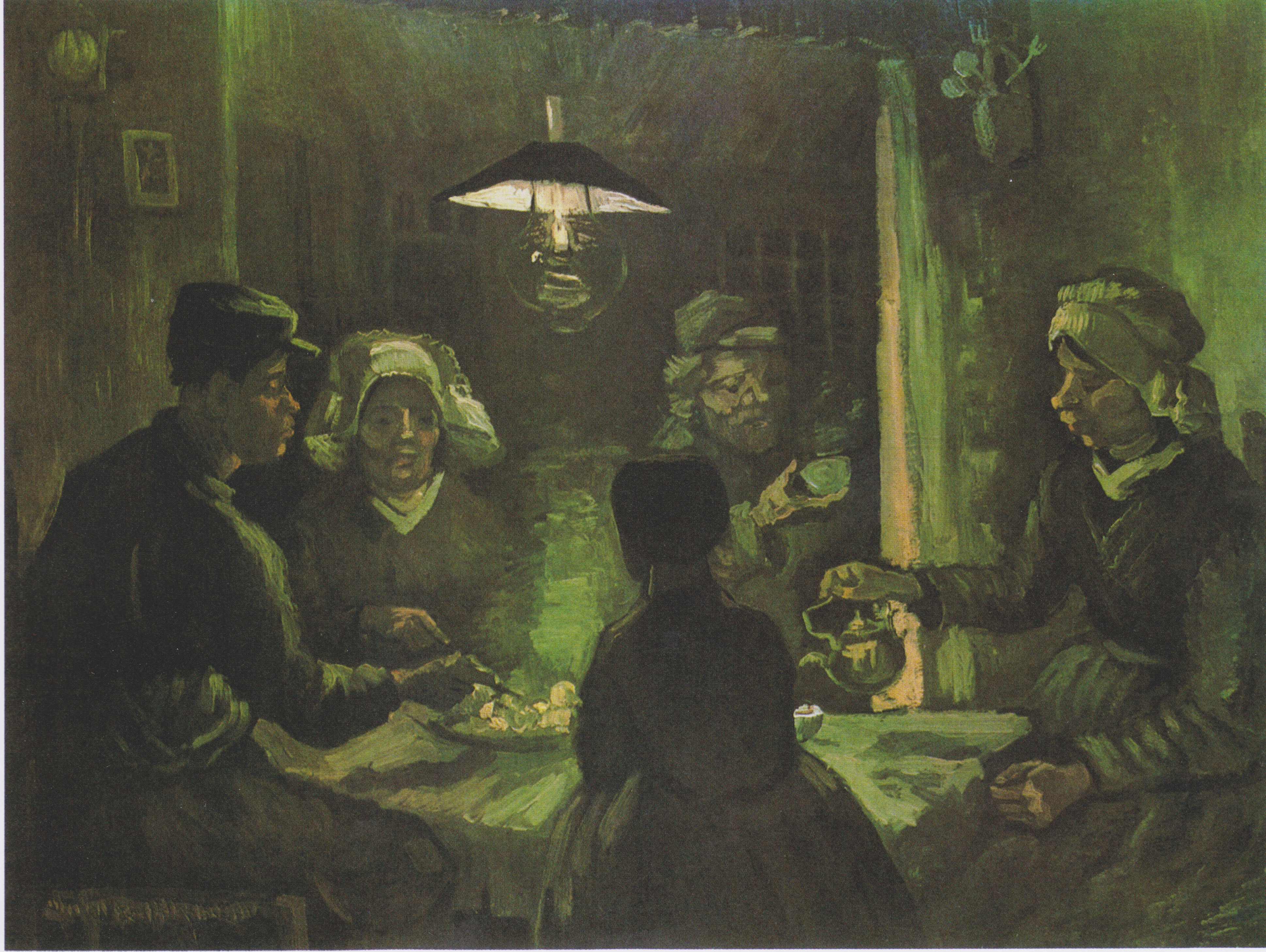
Studio per i mangiatori di patate, 1885, Kröller-Müller Museum, Otterlo (F78)
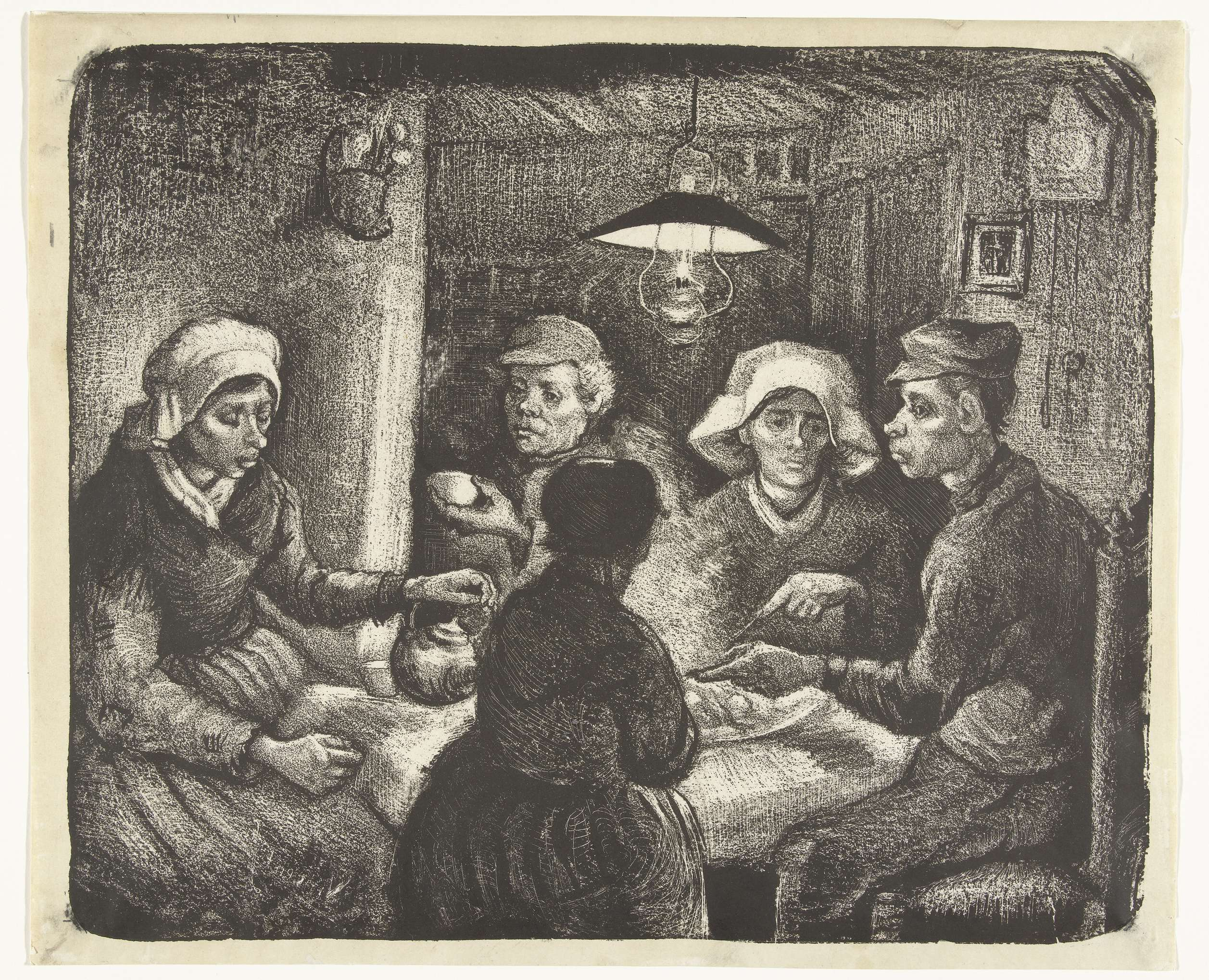
I mangiatori di patate, litografia (aprile 1885), immagine rovesciata, Museo Thyssen-Bornemisza, Madrid, Spagna (F082)